# Specie di Olearia
Elenco delle 157 specie di  Olearia:

## A
- Olearia adenocarpa  Molloy & Heenan
- Olearia adenolasia (F.Muell.) F.Muell. ex Benth.
- Olearia adenophora (F.Muell.) F.Muell.
- Olearia adpressa  Hislop
- Olearia aglossa (Maiden & Betche) Lander
- Olearia albida  Hook.f.
- Olearia algida  N.A.Wakef.
- Olearia allomii  Kirk
- Olearia alpicola (F.Muell.) F.Muell. ex Benth.
- Olearia angulata  Kirk
- Olearia arborescens (G.Forst.) Cockayne & Laing
- Olearia archeri  Lander
- Olearia argophylla (Labill.) F.Muell. ex Benth.
- Olearia arguta  Benth.
- Olearia arida  E.Pritz.
- Olearia asterotricha (F.Muell.) F.Muell. ex Benth.
- Olearia astroloba  Lander & N.G.Walsh
- Olearia avicenniifolia (Raoul) Hook.f.
- Olearia axillaris (DC.) F.Muell. ex Benth.

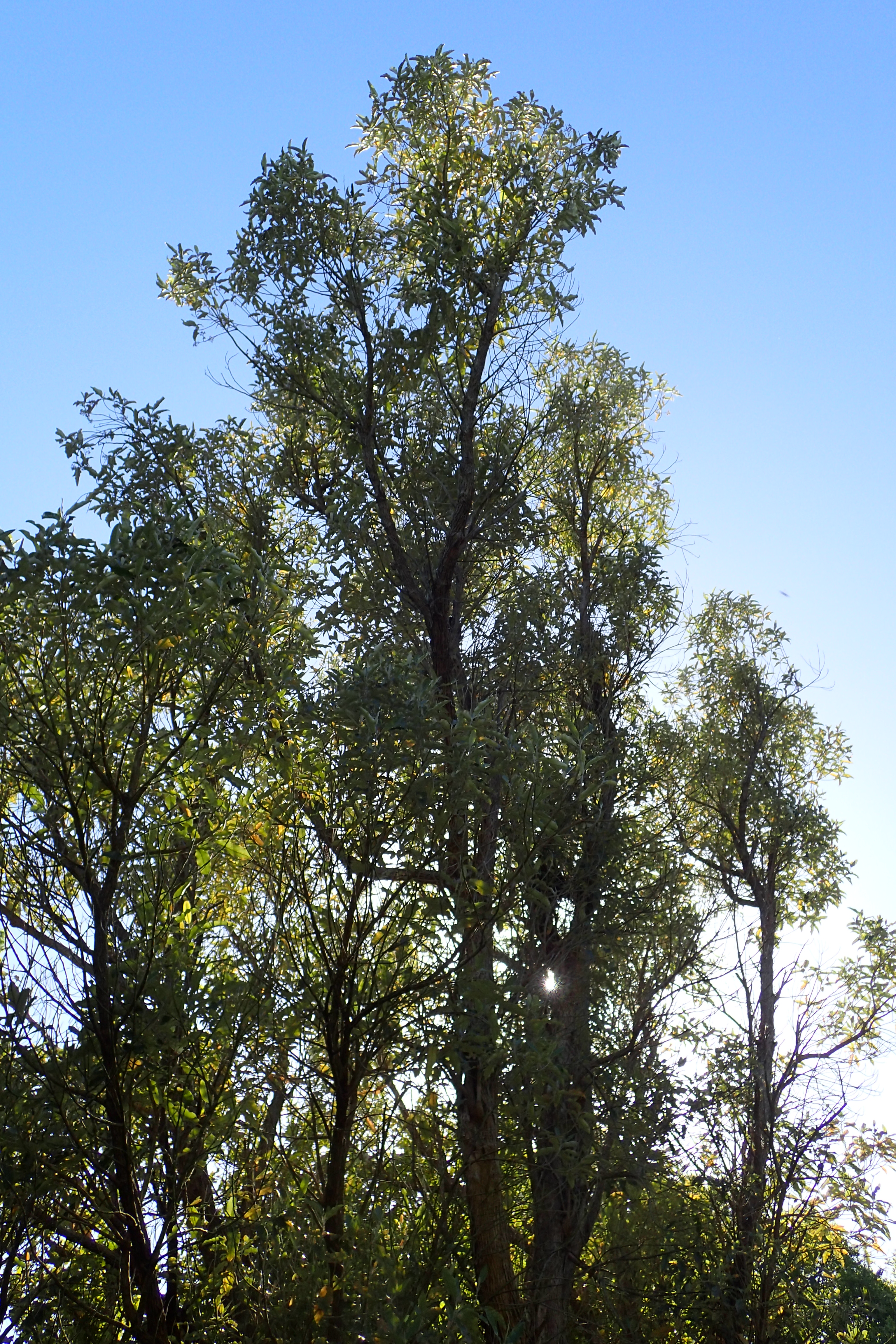
Olearia albida
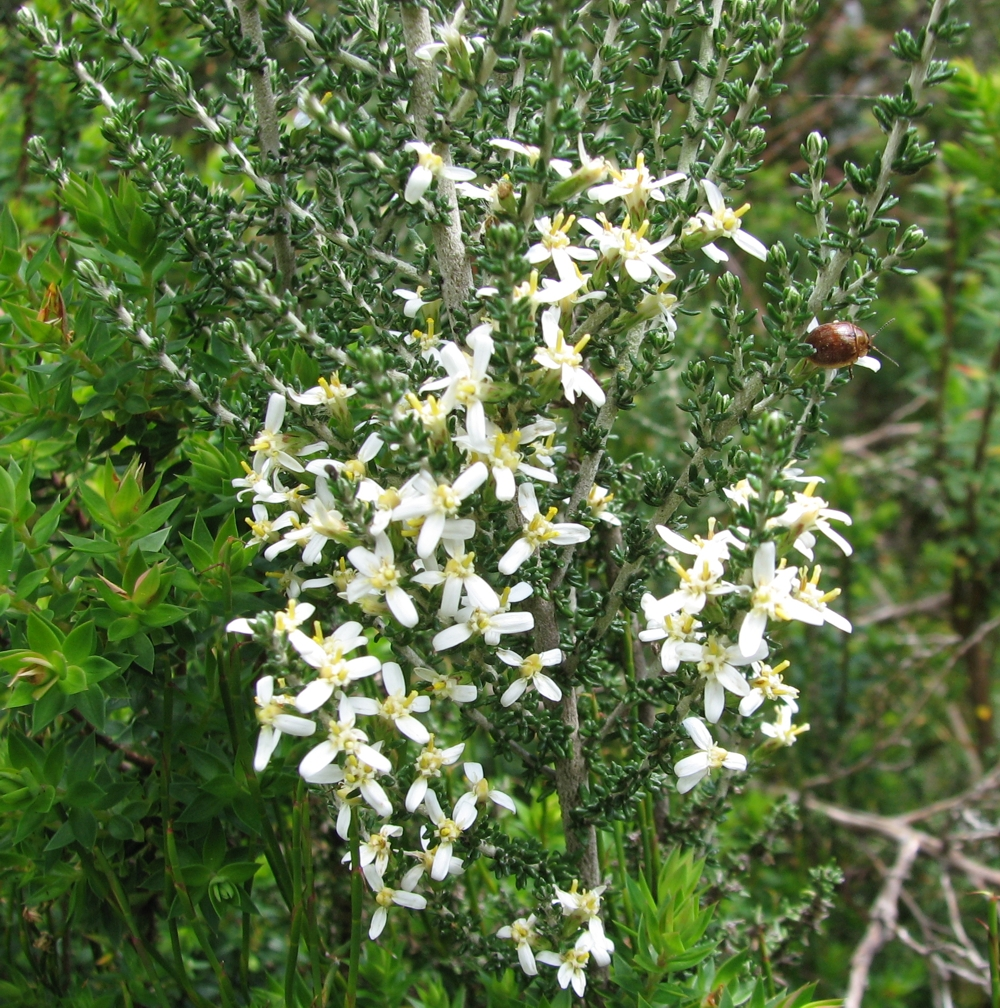
Olearia algida
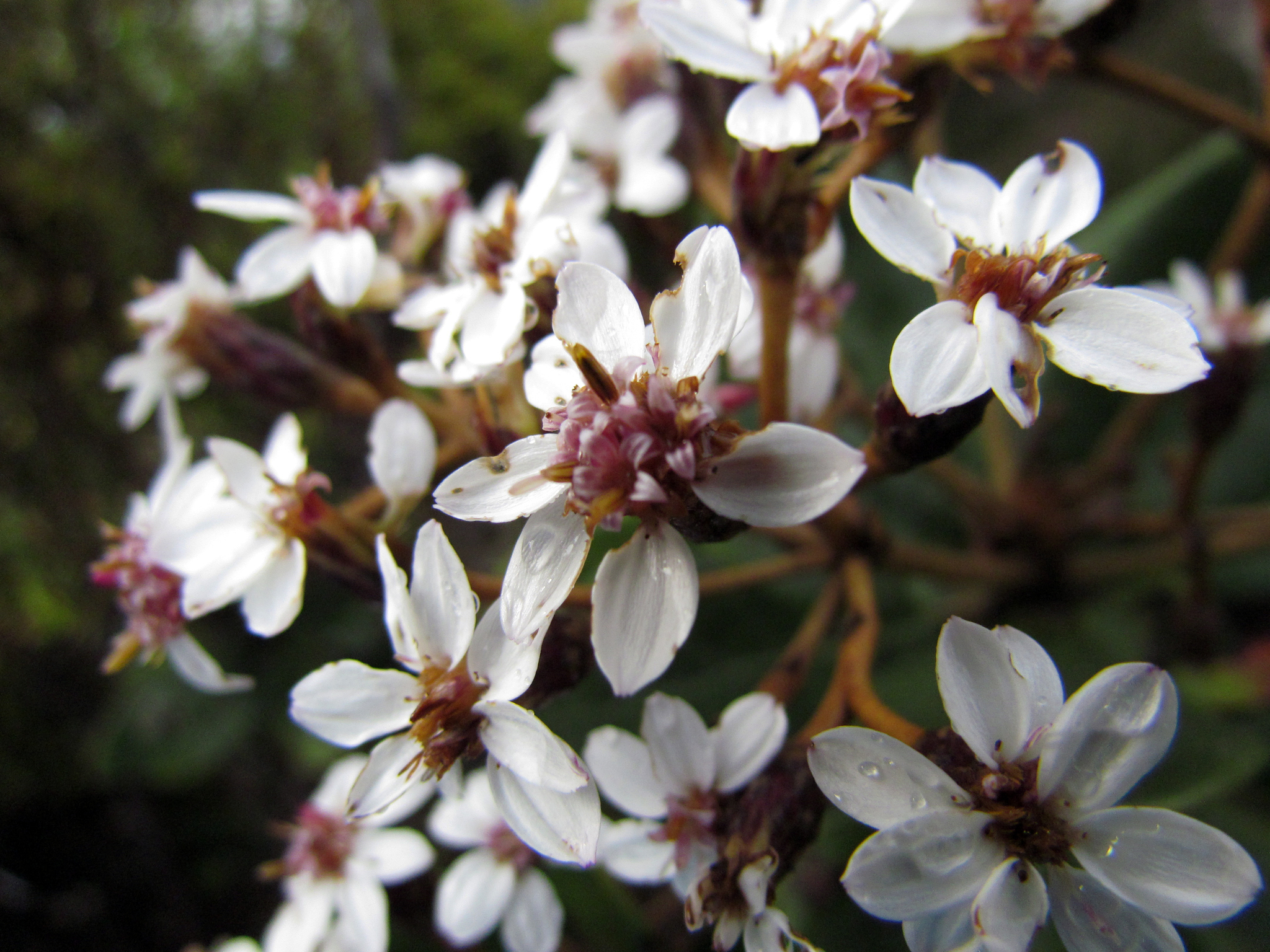
Olearia allomii
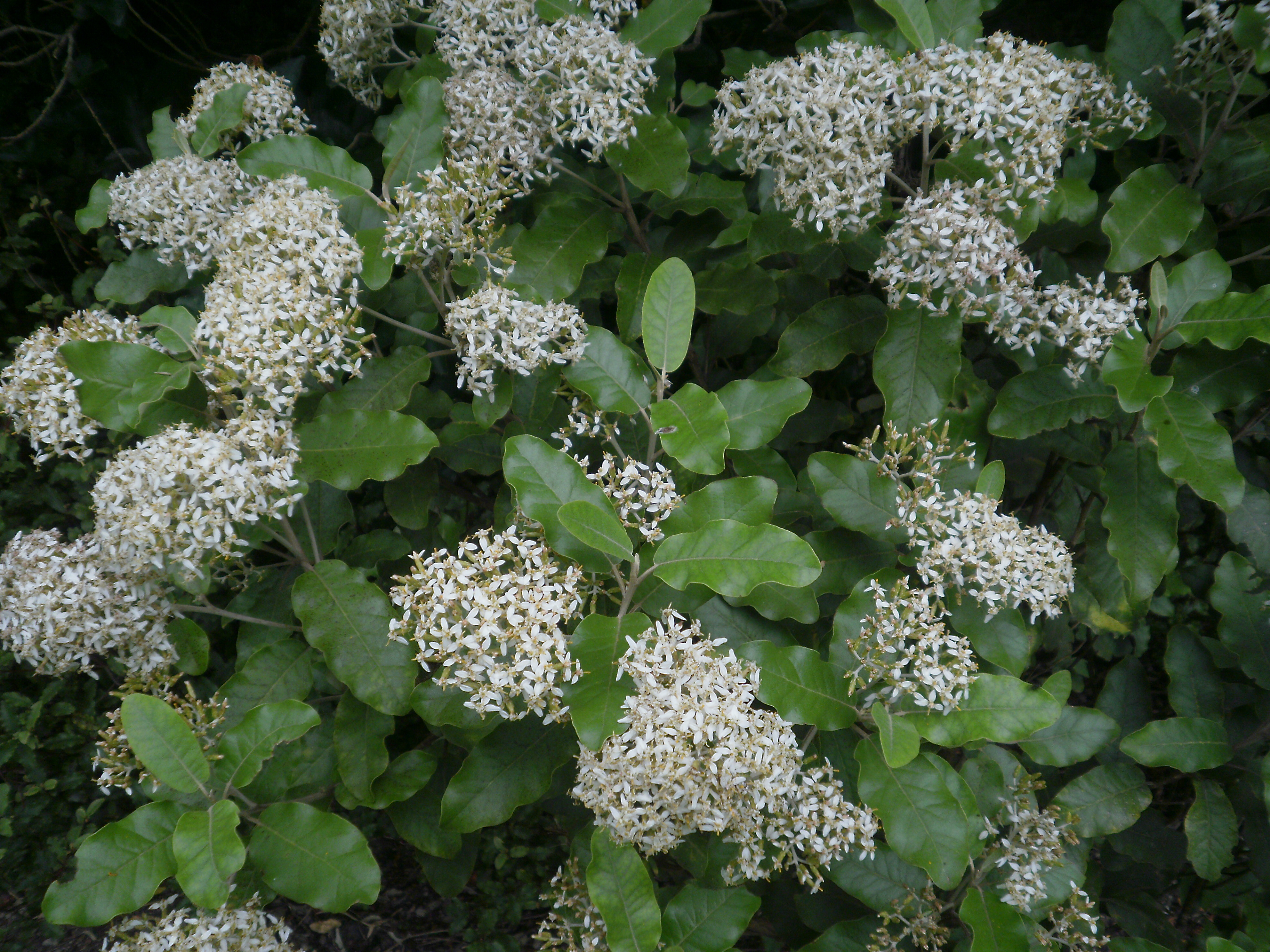
Olearia angulata
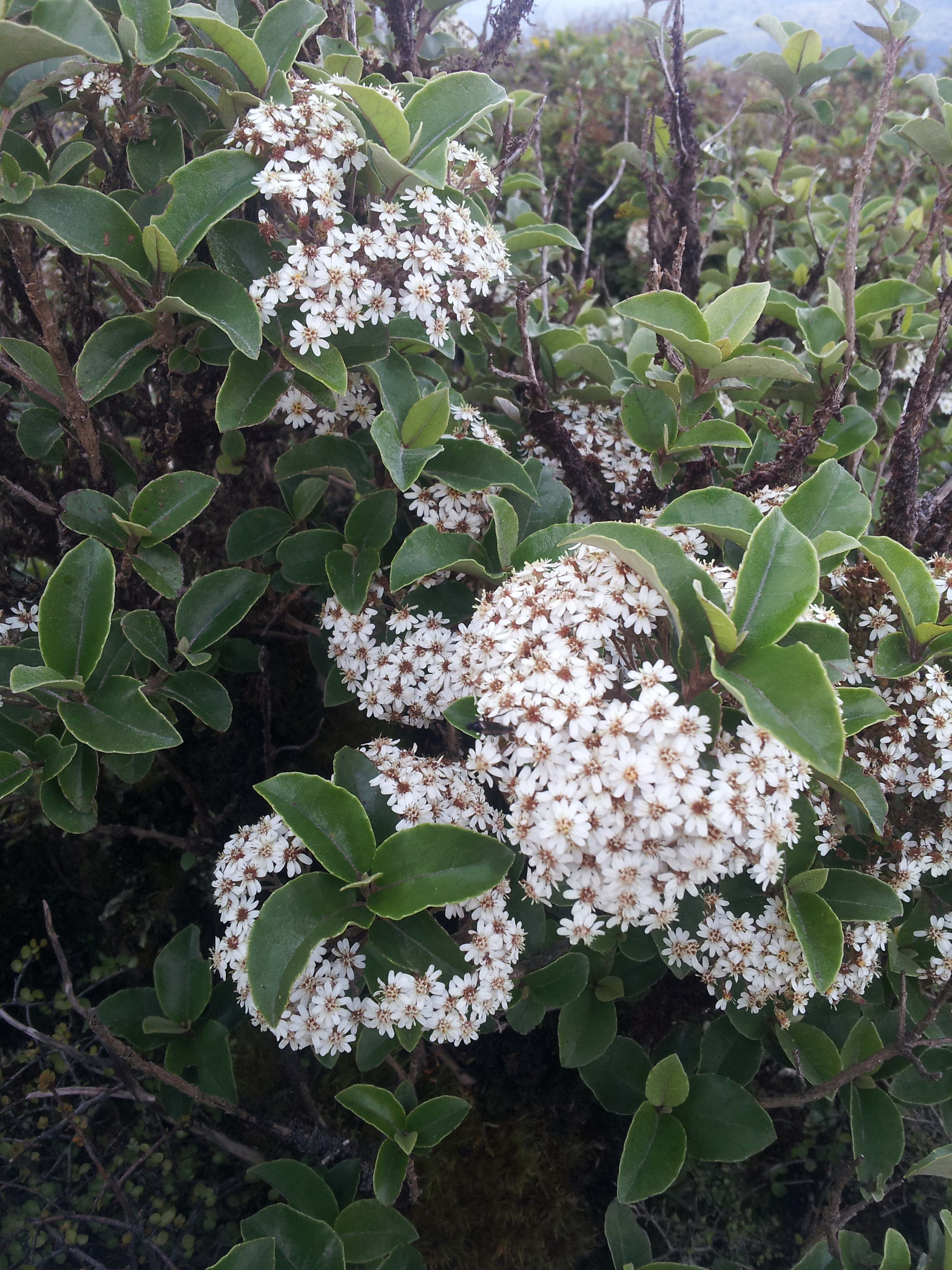
Olearia arborescens
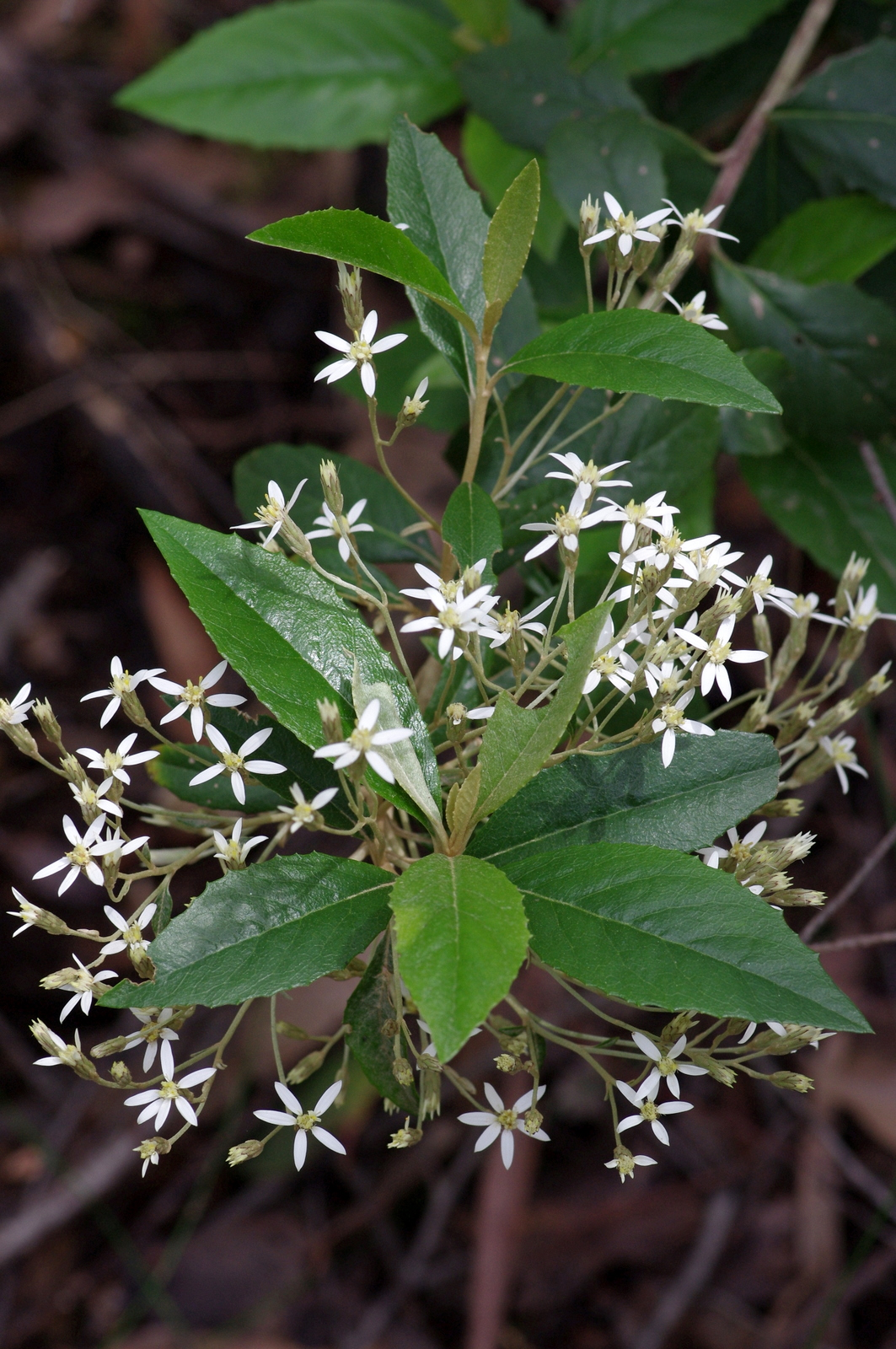
Olearia argophylla
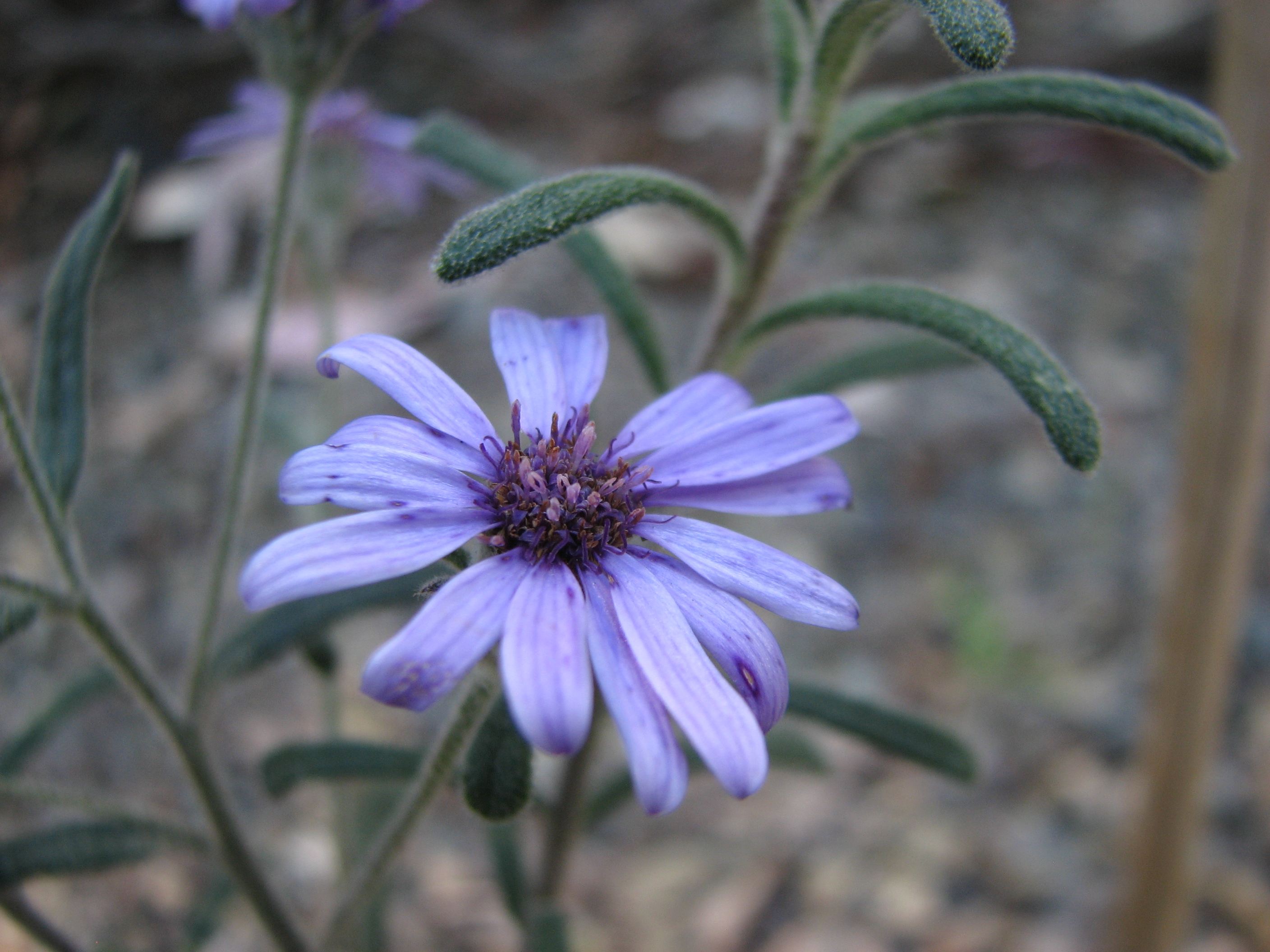
Olearia asterotricha
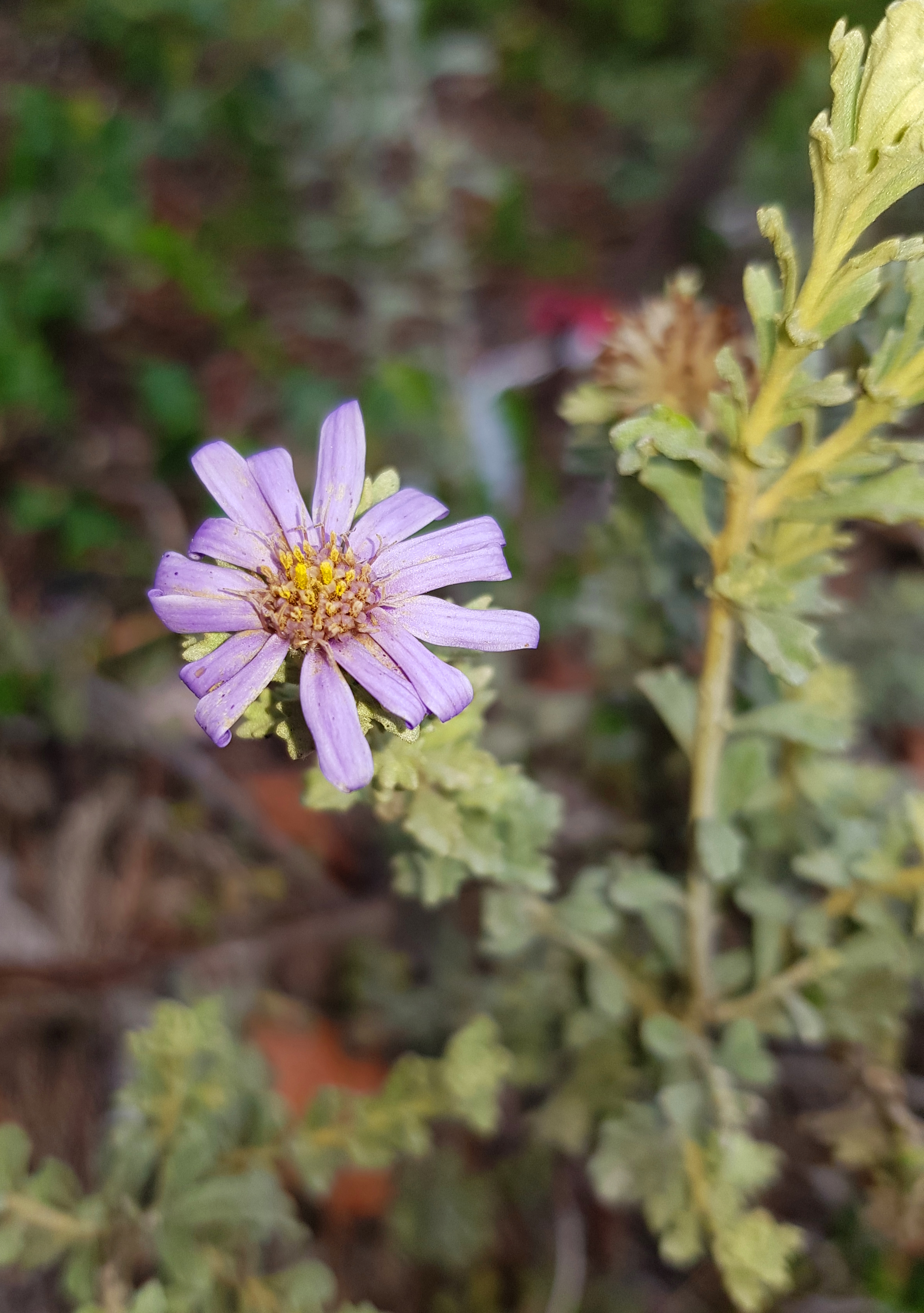
OleariaAstroloba
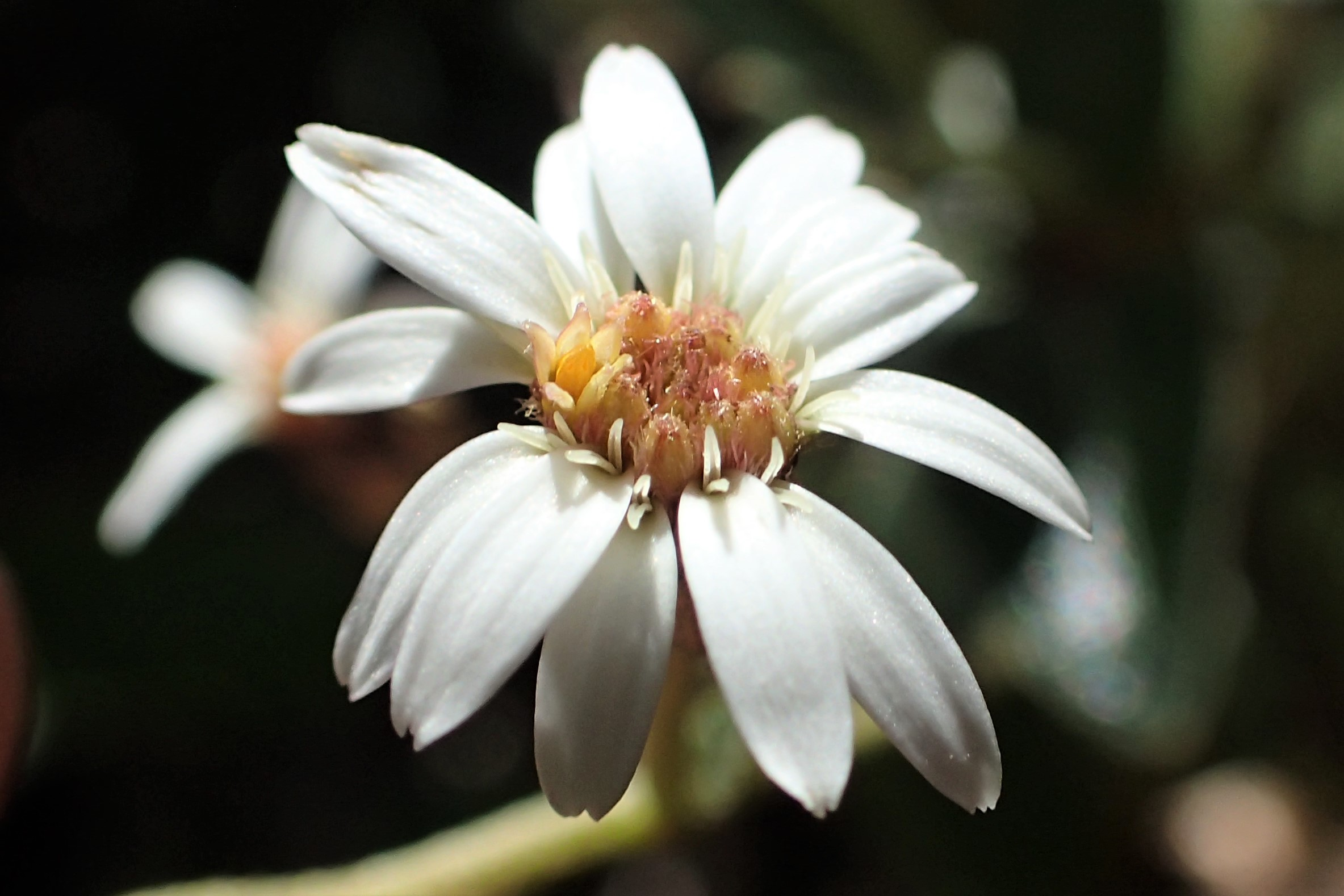
Olearia avicenniifolia
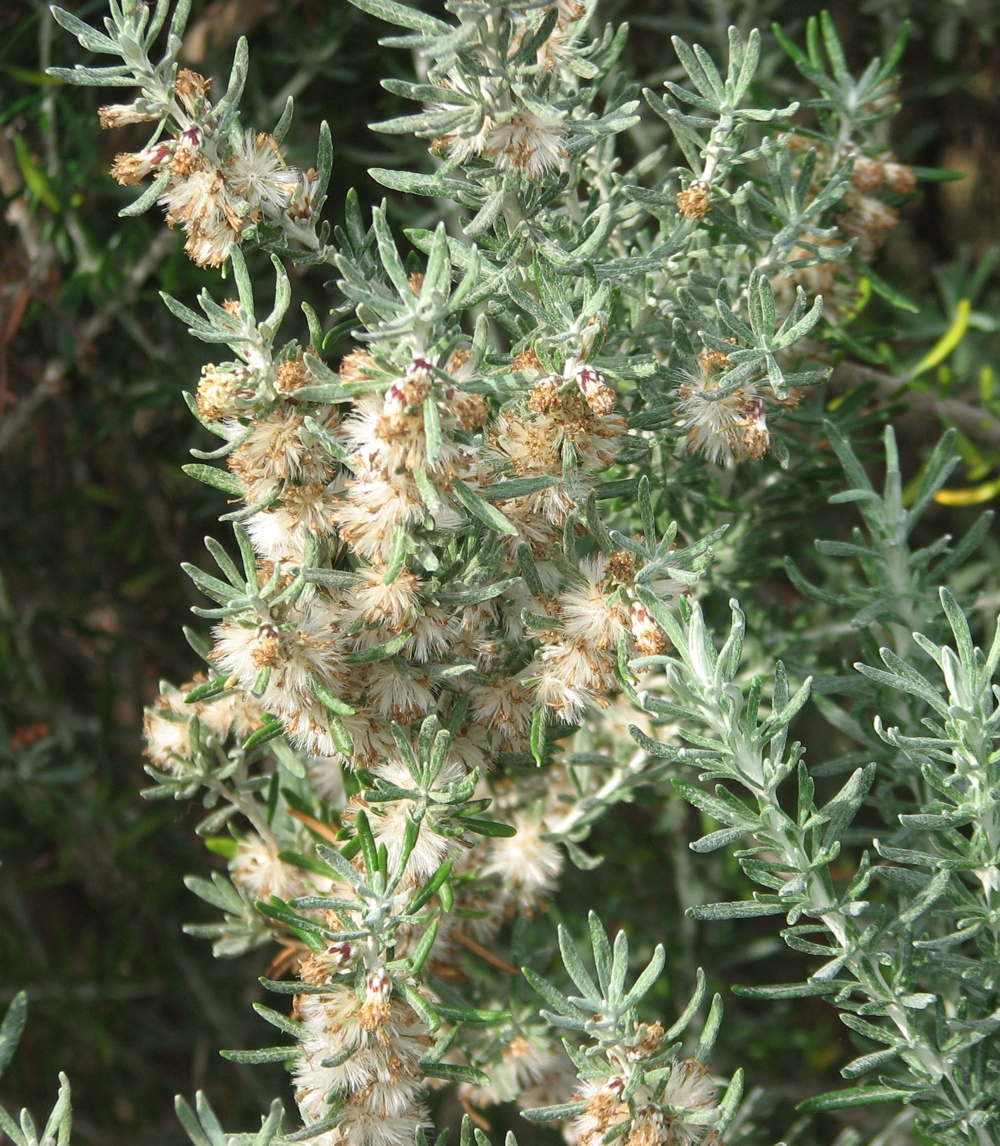
Olearia axillaris

## B
- Olearia ballii (F.Muell.) F.Muell. ex Hemsl.
- Olearia boorabbinensis  Hochr.
- Olearia brachyphylla (F.Muell. ex Sond.) N.A.Wakef.
- Olearia brevipedunculata  N.G.Walsh
- Olearia buchananii  Kirk
- Olearia bullata  H.D.Wilson & Garn.-Jones
- Olearia burgessii  Lander

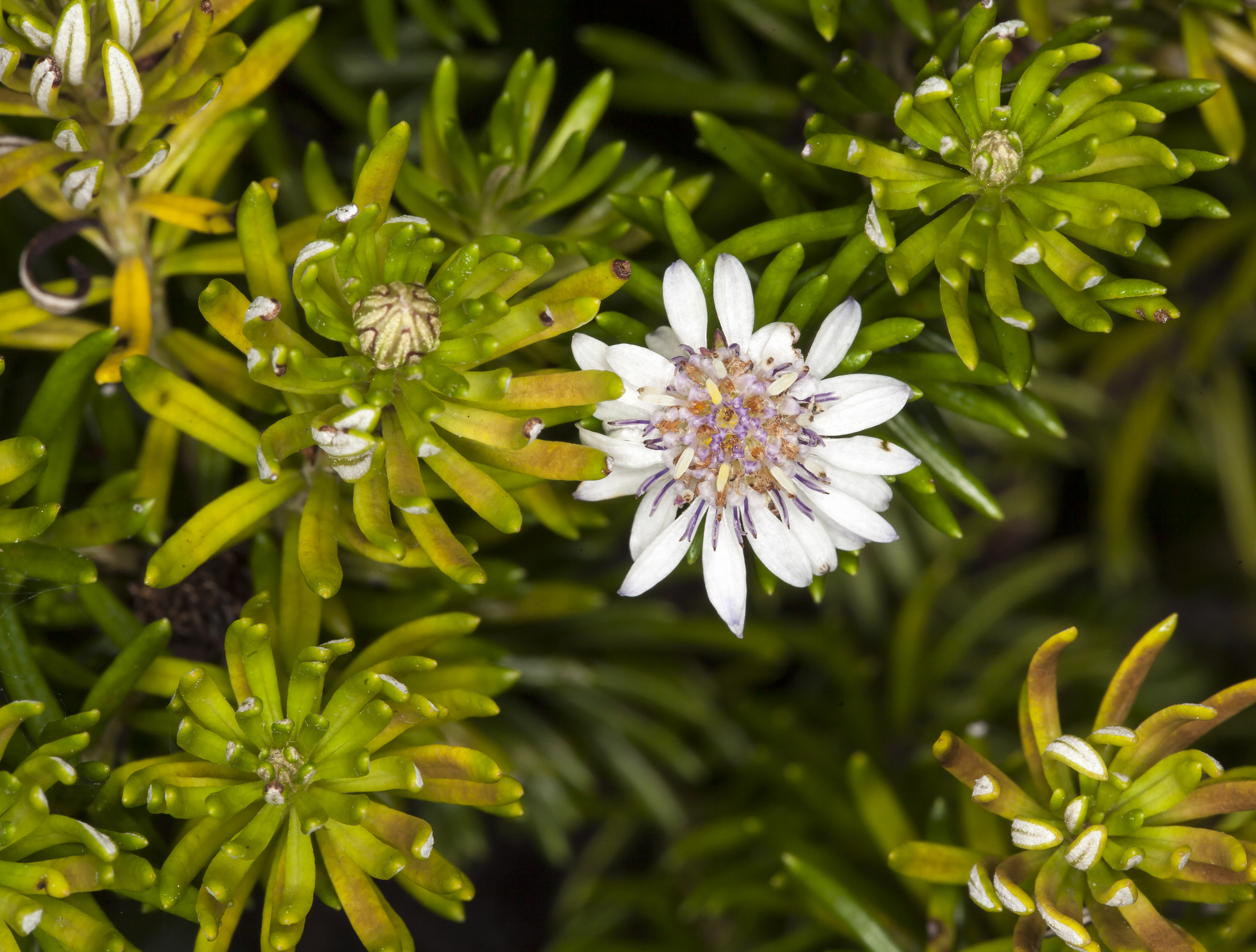
Olearia ballii
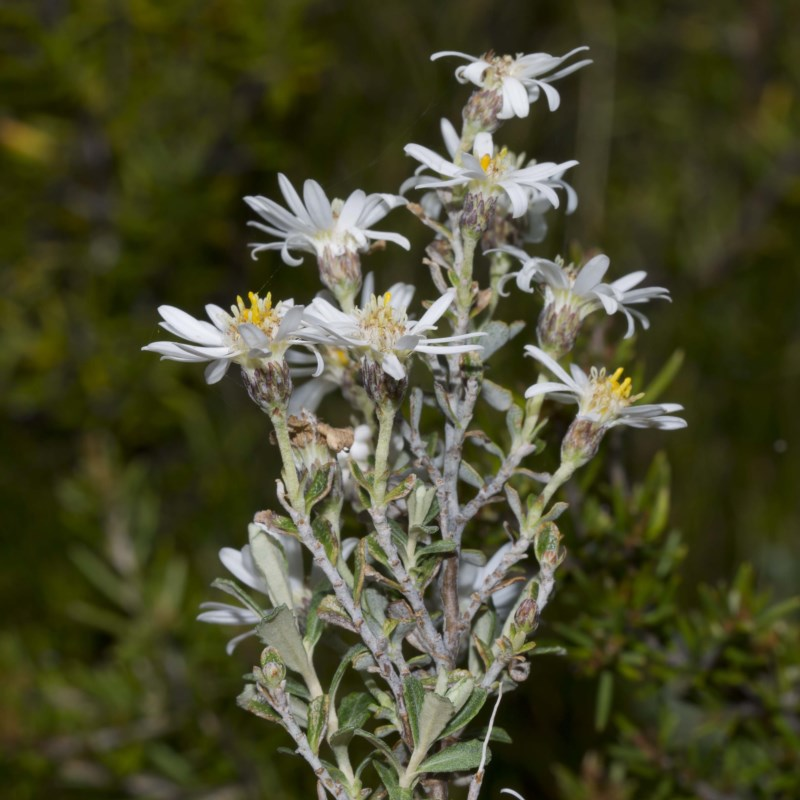
Olearia brevipedunculata
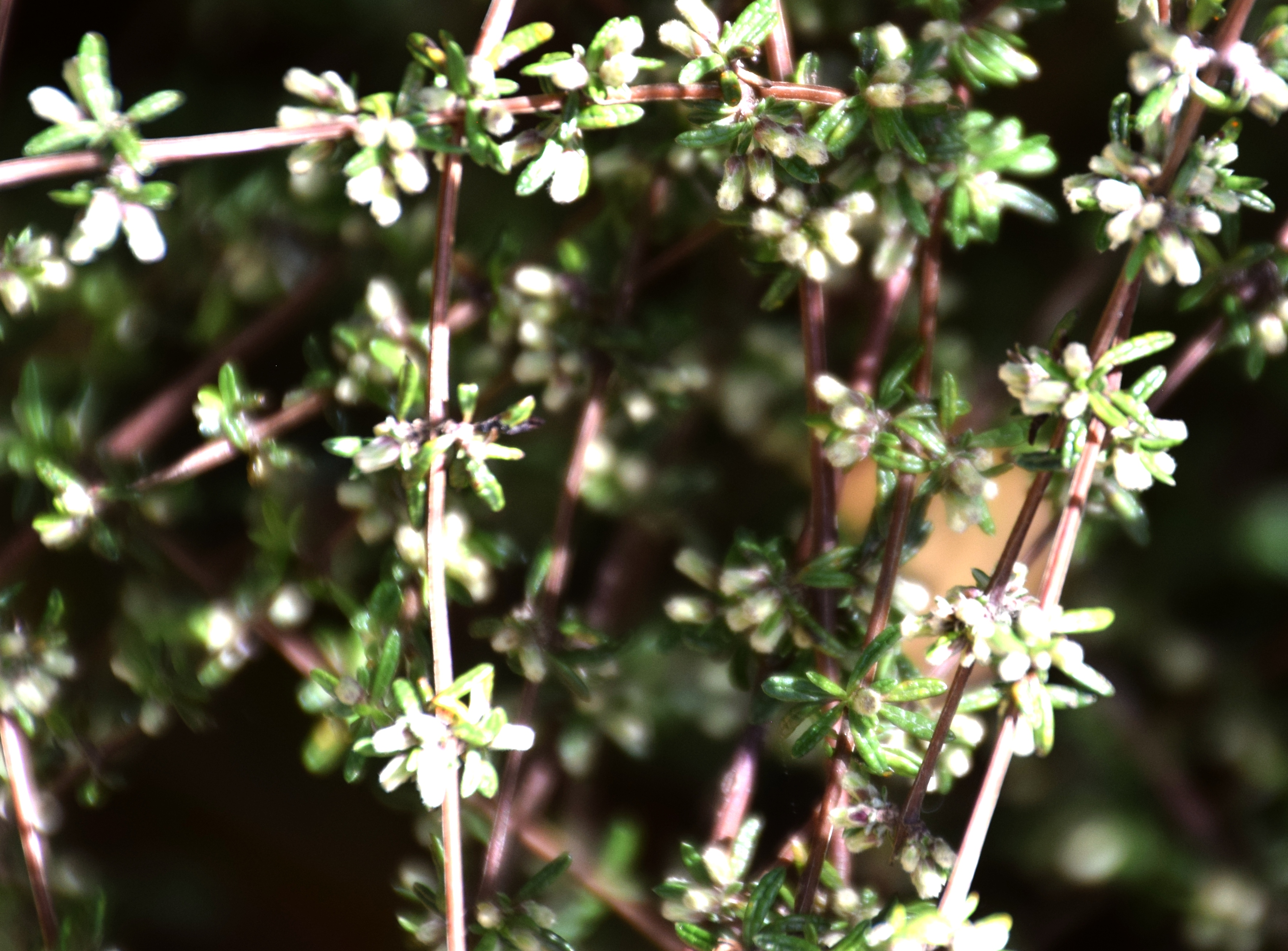
Olearia bullata

## C
- Olearia canescens  Hutch.
- Olearia capillaris  Buchanan
- Olearia cassiniae (F.Muell.) F.Muell. ex Benth.
- Olearia cheesemanii  Cockayne & Allan
- Olearia chrysophylla (DC.) Benth.
- Olearia cinerea  Mattf.
- Olearia clemensiae  Mattf.
- Olearia coriacea  Kirk
- Olearia covenyi  Lander
- Olearia crebra  E.K.Cameron & Heenan
- Olearia crenifingens  Mattf.
- Olearia crosby-smithiana  Petrie
- Olearia curticoma  N.G.Walsh
- Olearia cydoniifolia (DC.) Benth.
- Olearia cymbifolia (Hook.f.) Cheeseman

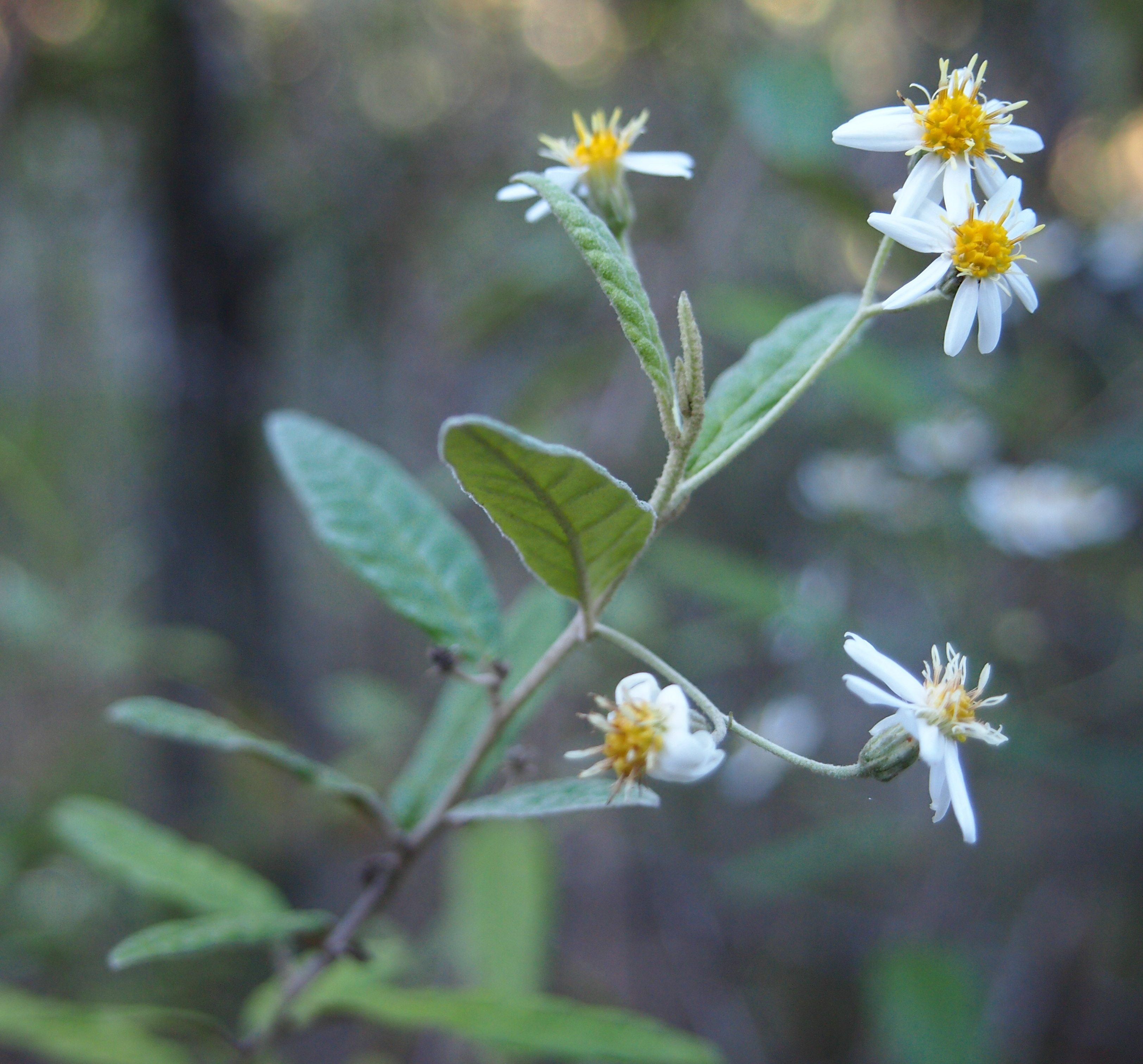
Olearia canescens
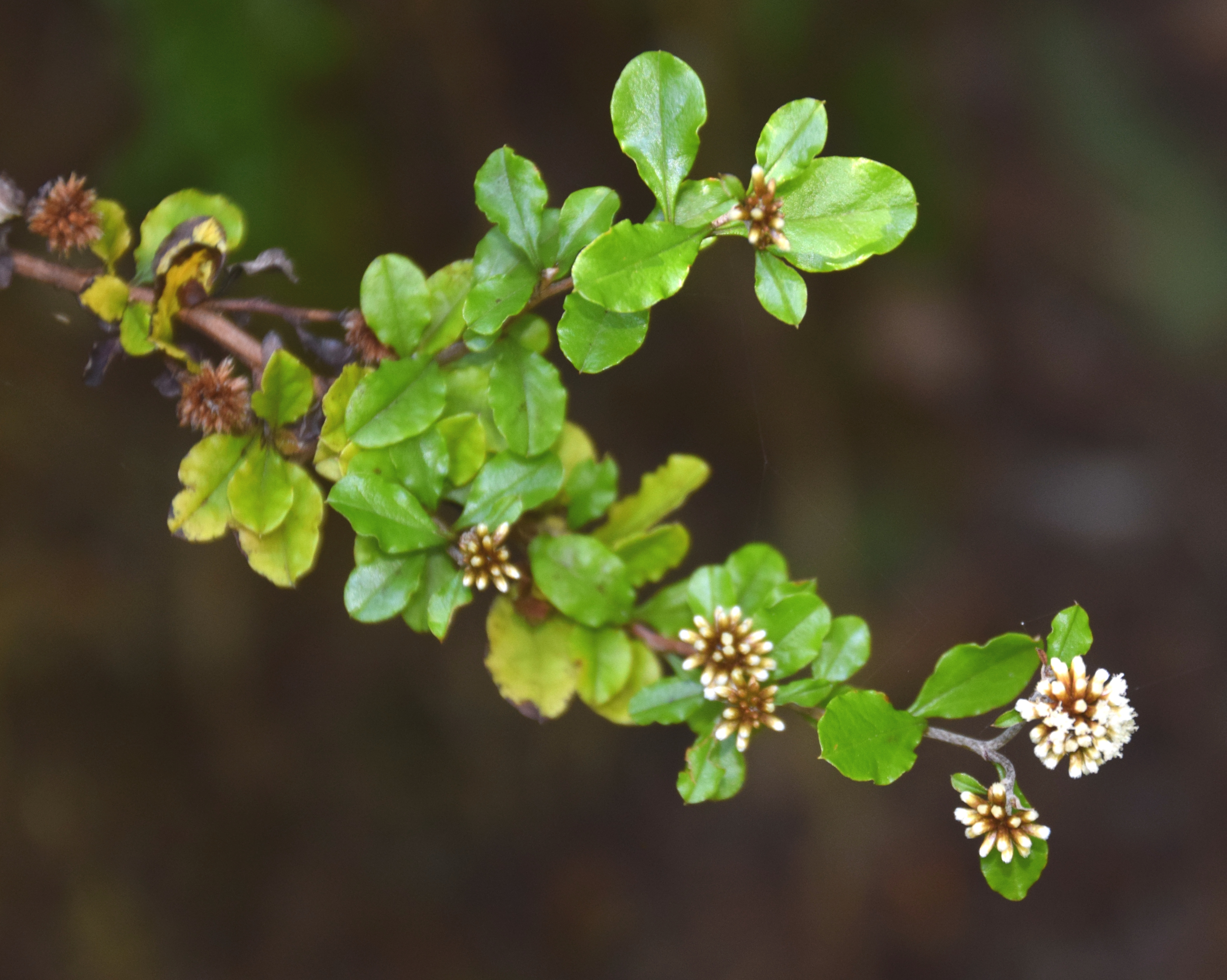
Olearia capillaris
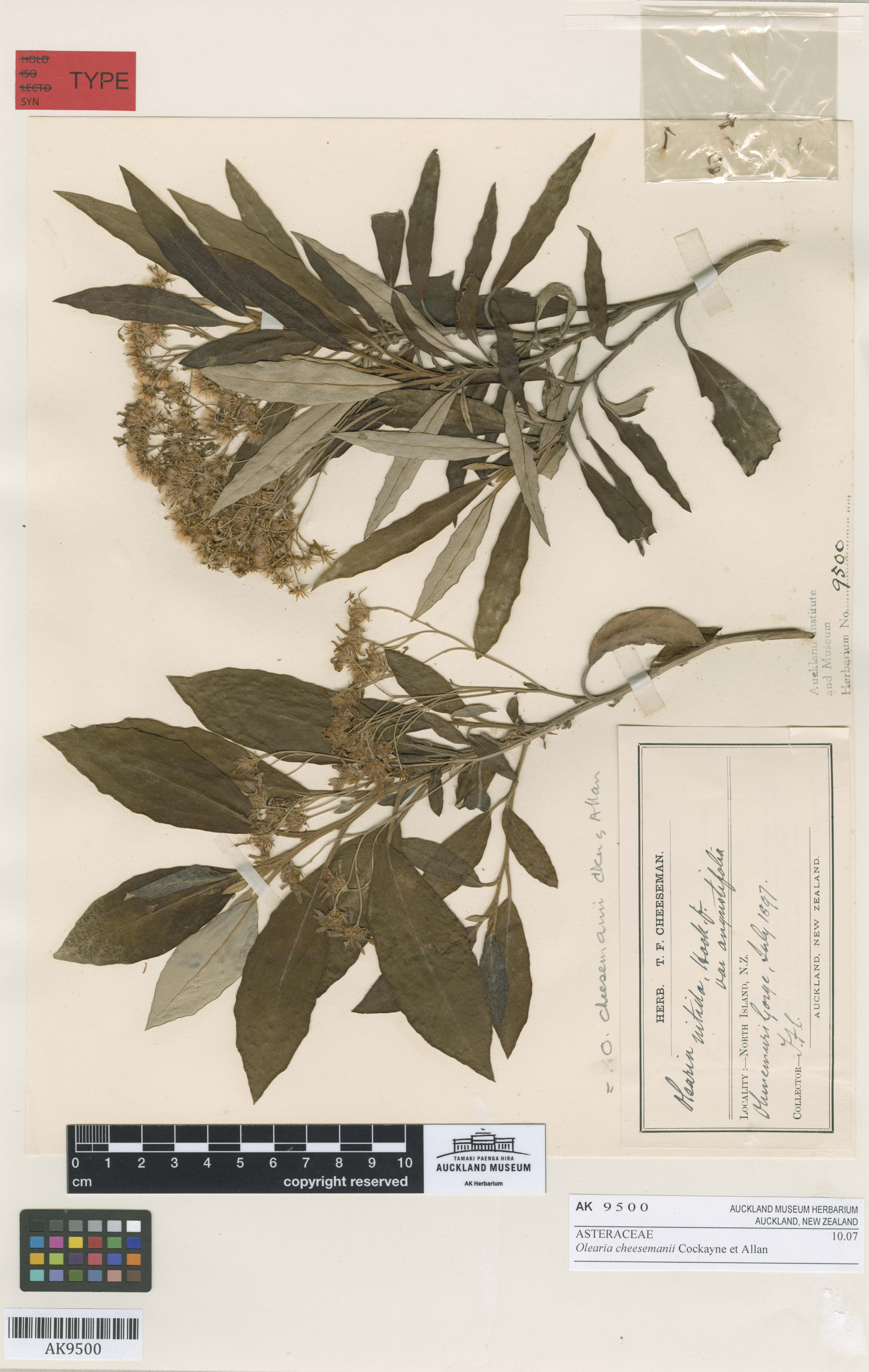
Olearia cheesemanii
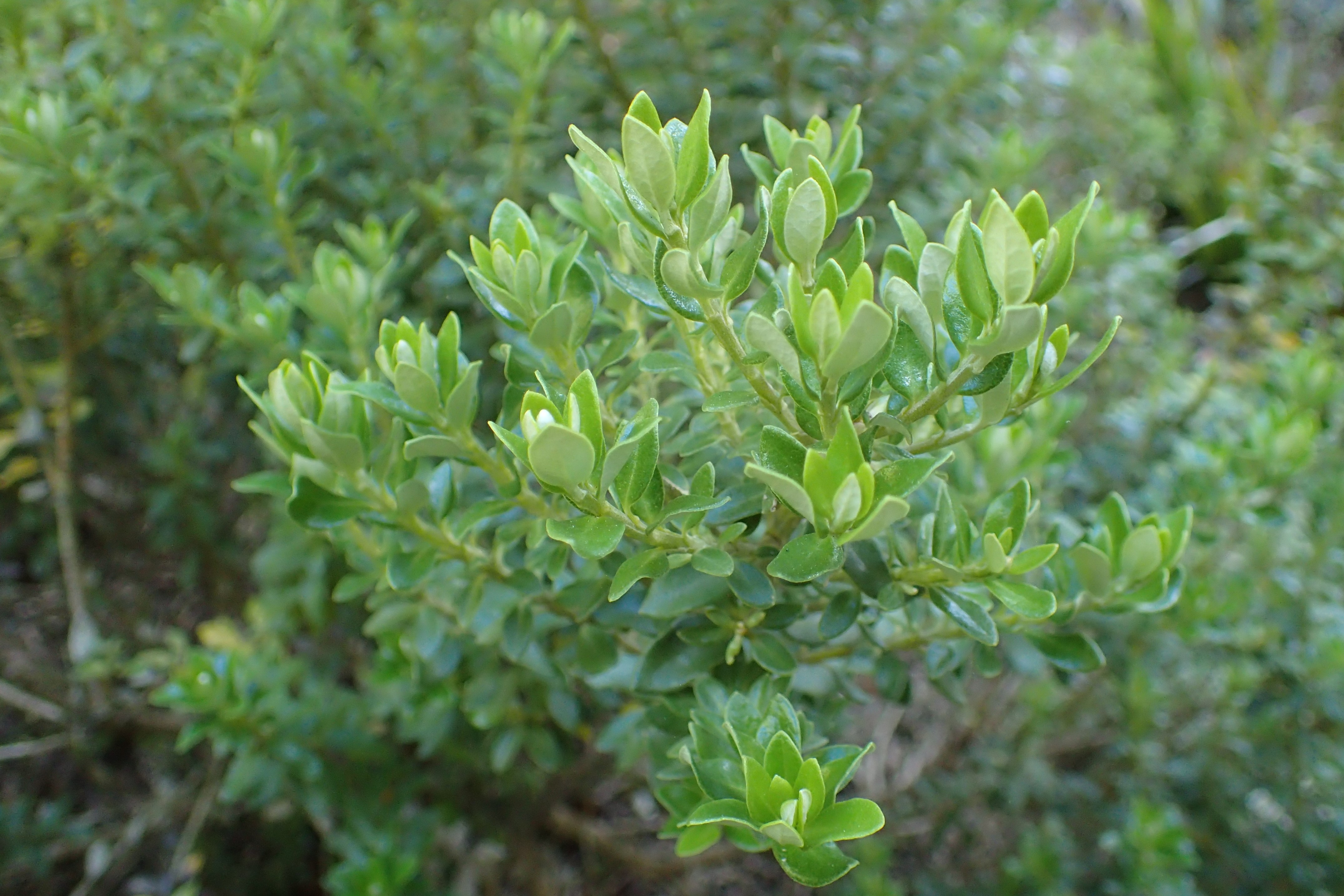
Olearia coriacea
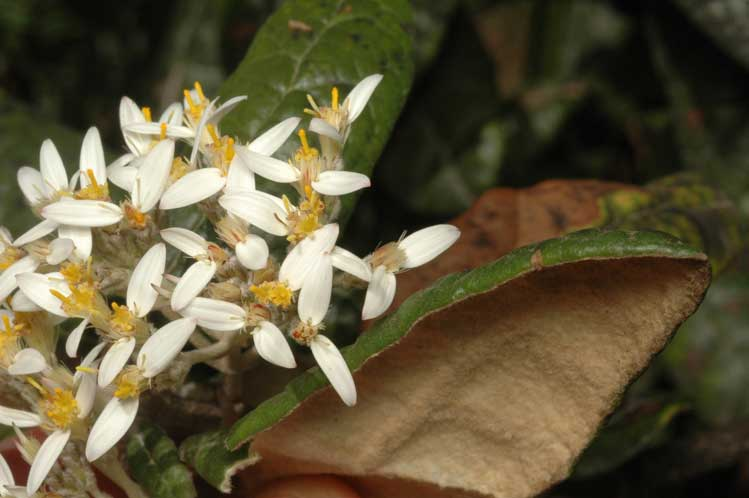
Olearia covenyi
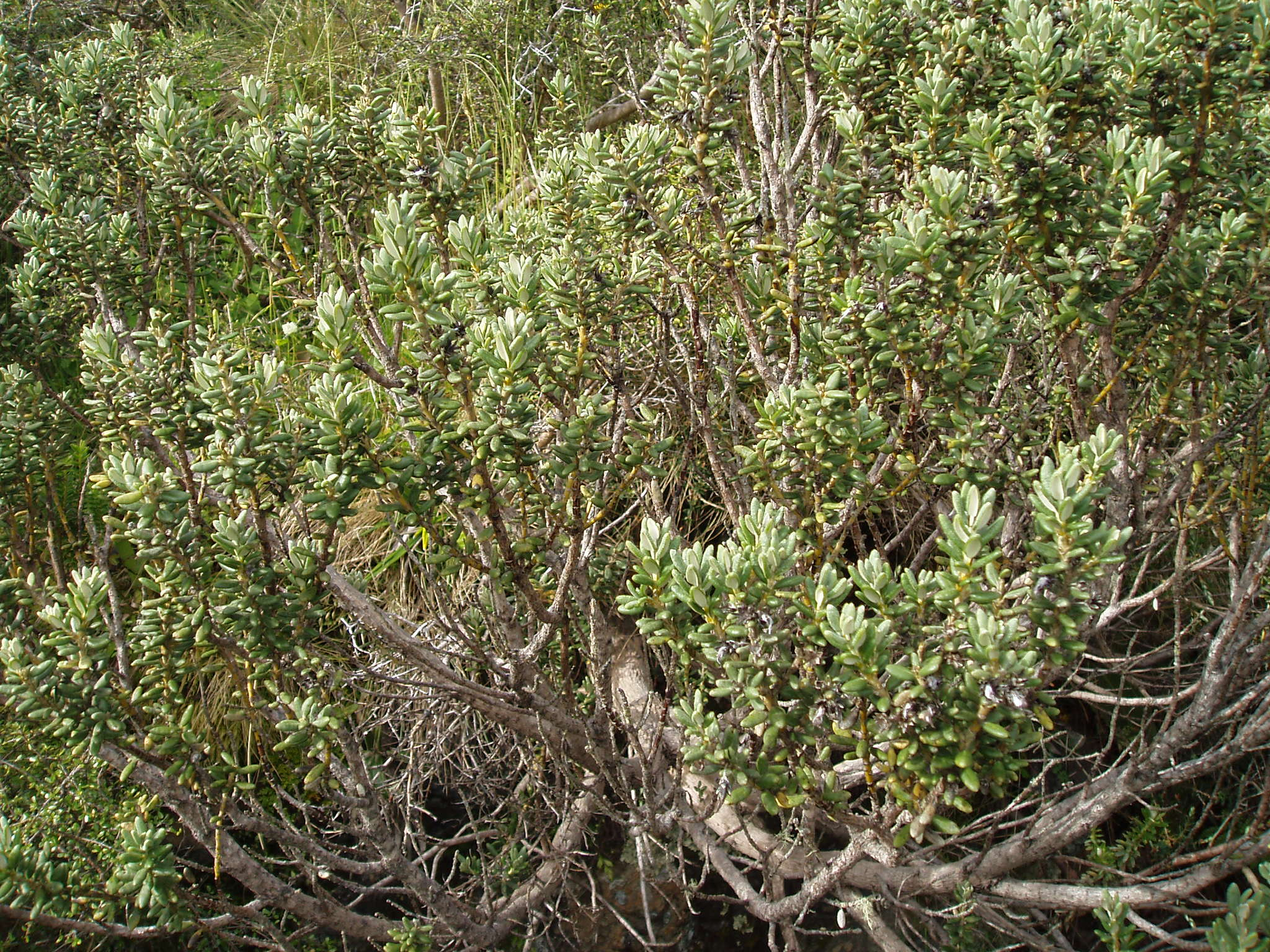
Olearia cymbifolia

## D
- Olearia decurrens (DC.) Benth.
- Olearia dibrachiata  D.J.N.Hind & R.J.Johns
- Olearia durifolia  J.Kost.

## E
- Olearia elaeophila (DC.) F.Müll. ex Benth.
- Olearia ericoides (Steetz) N.A.Wakef.
- Olearia erubescens (Sieber ex Spreng.) Dippel
- Olearia excorticata  Buchanan
- Olearia exiguifolia (F.Muell.) F.Muell. ex Benth.
- Olearia exilis  S.Moore

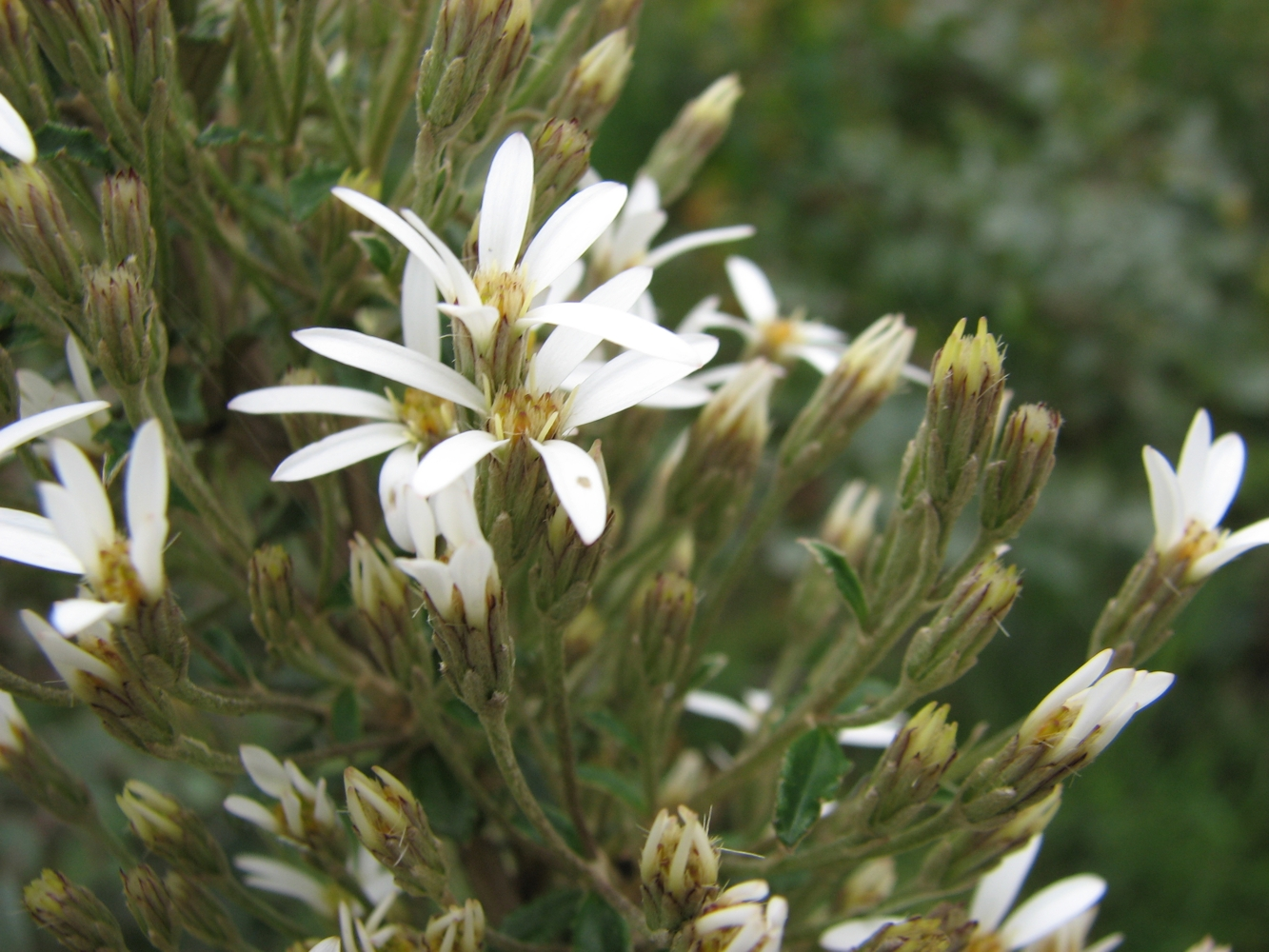
Olearia erubescens
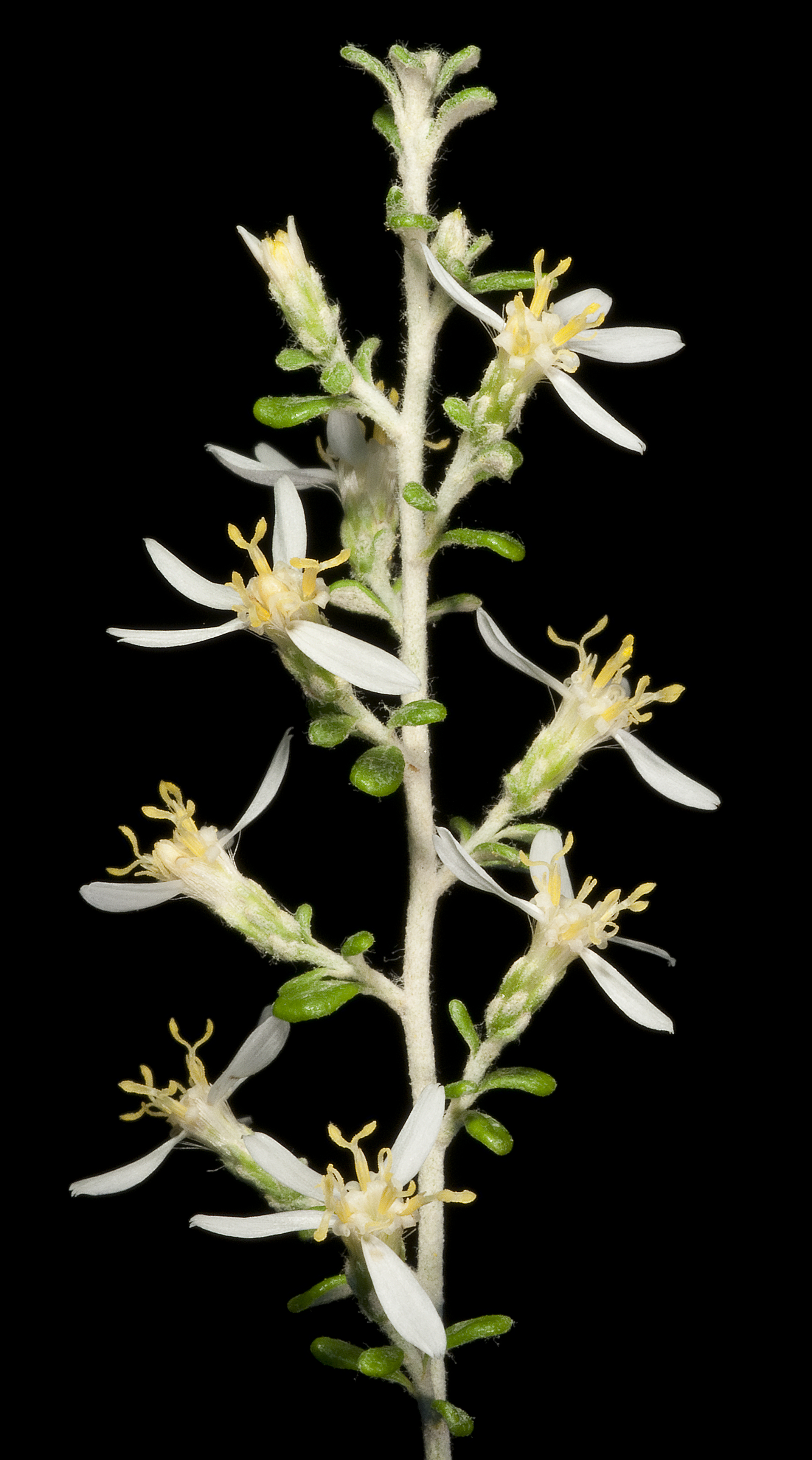
Olearia exiguifolia

## F
- Olearia fimbriata  Heads
- Olearia floccosa  J.Kost.
- Olearia floribunda (Hook.f.) Benth.
- Olearia fluvialis  Lander
- Olearia fragrantissima  Petrie
- Olearia frostii (F.Muell.) J.H.Willis
- Olearia furfuracea (A.Rich.) Hook.f.

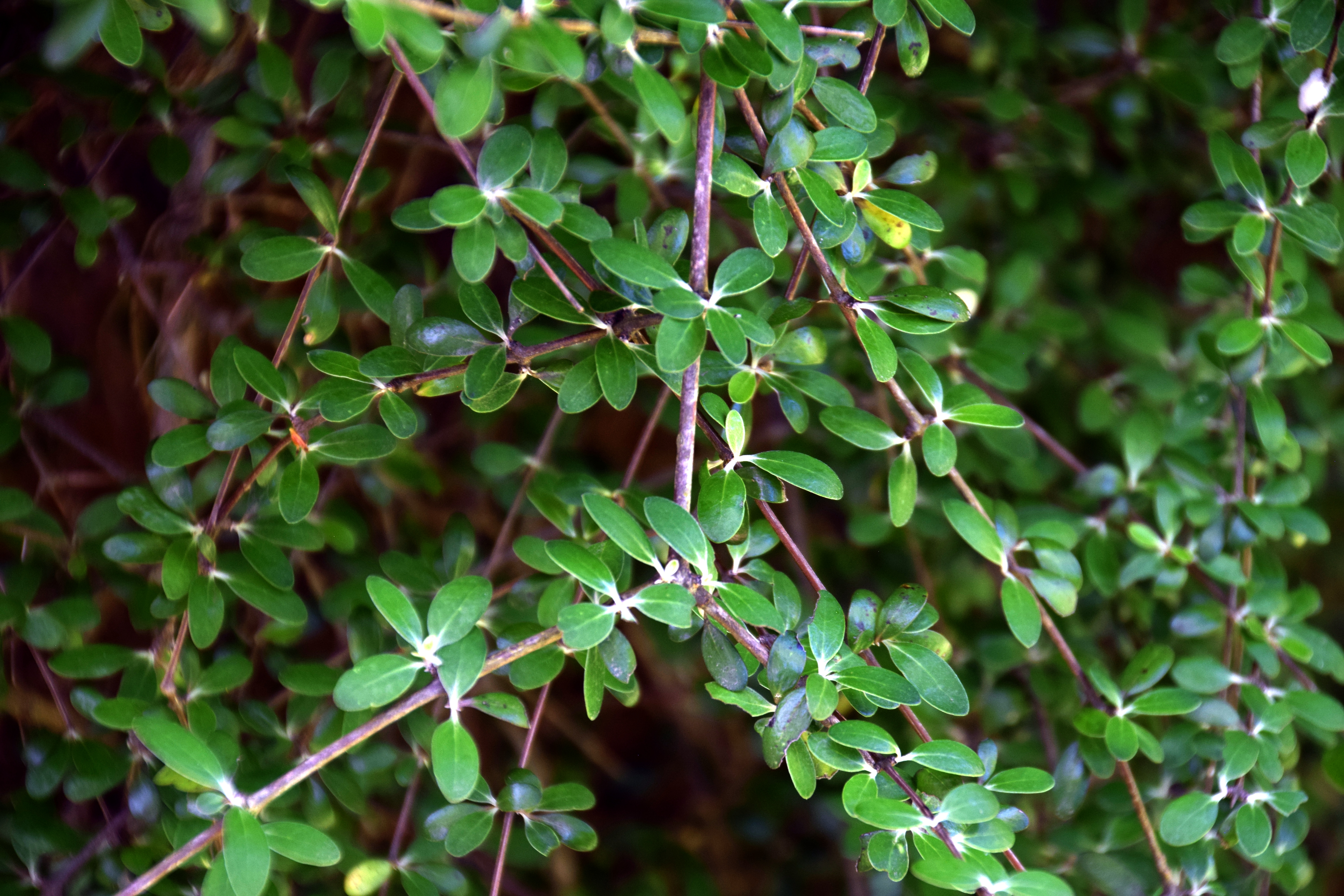
Olearia fimbriata
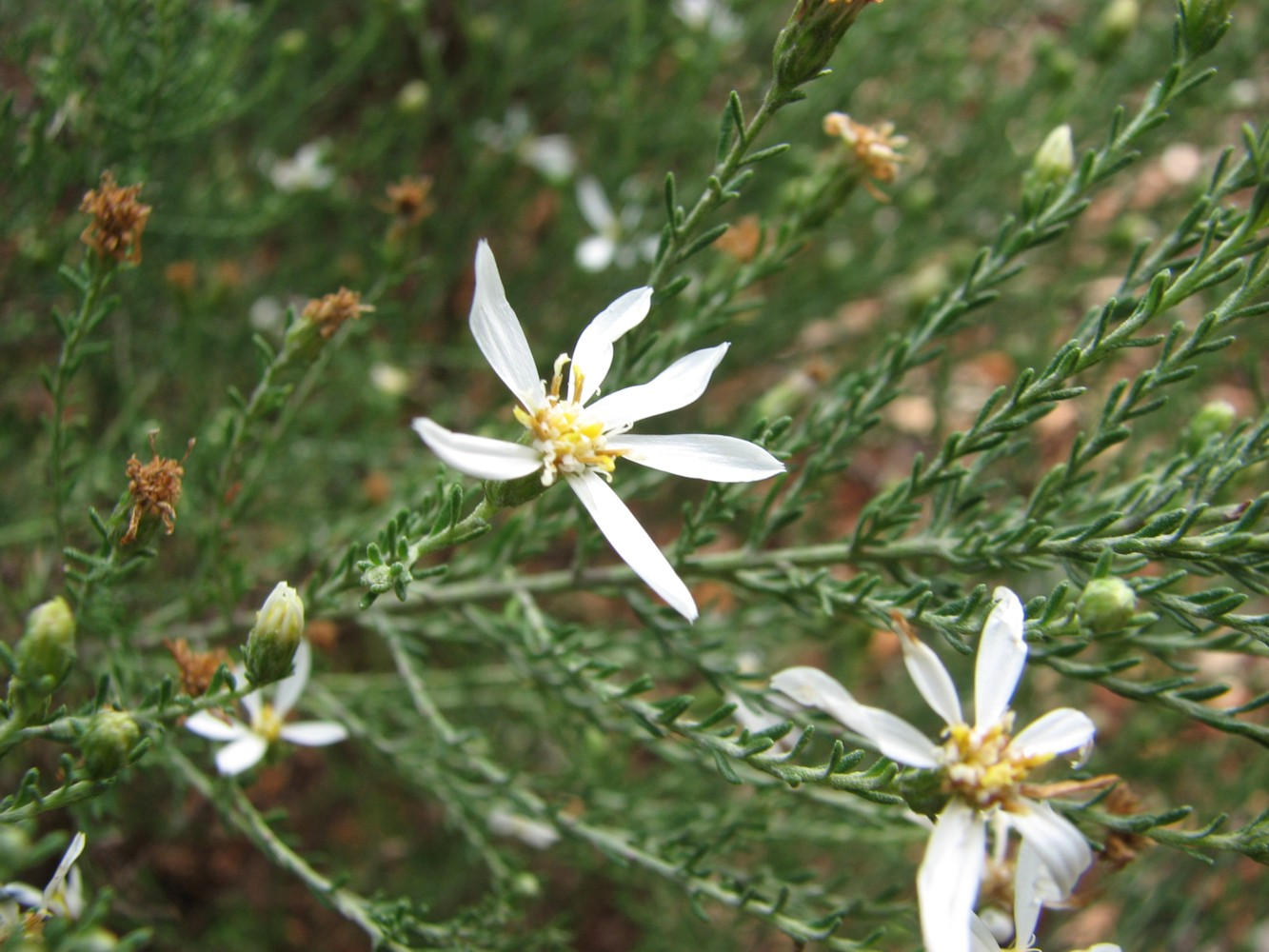
Olearia floribunda
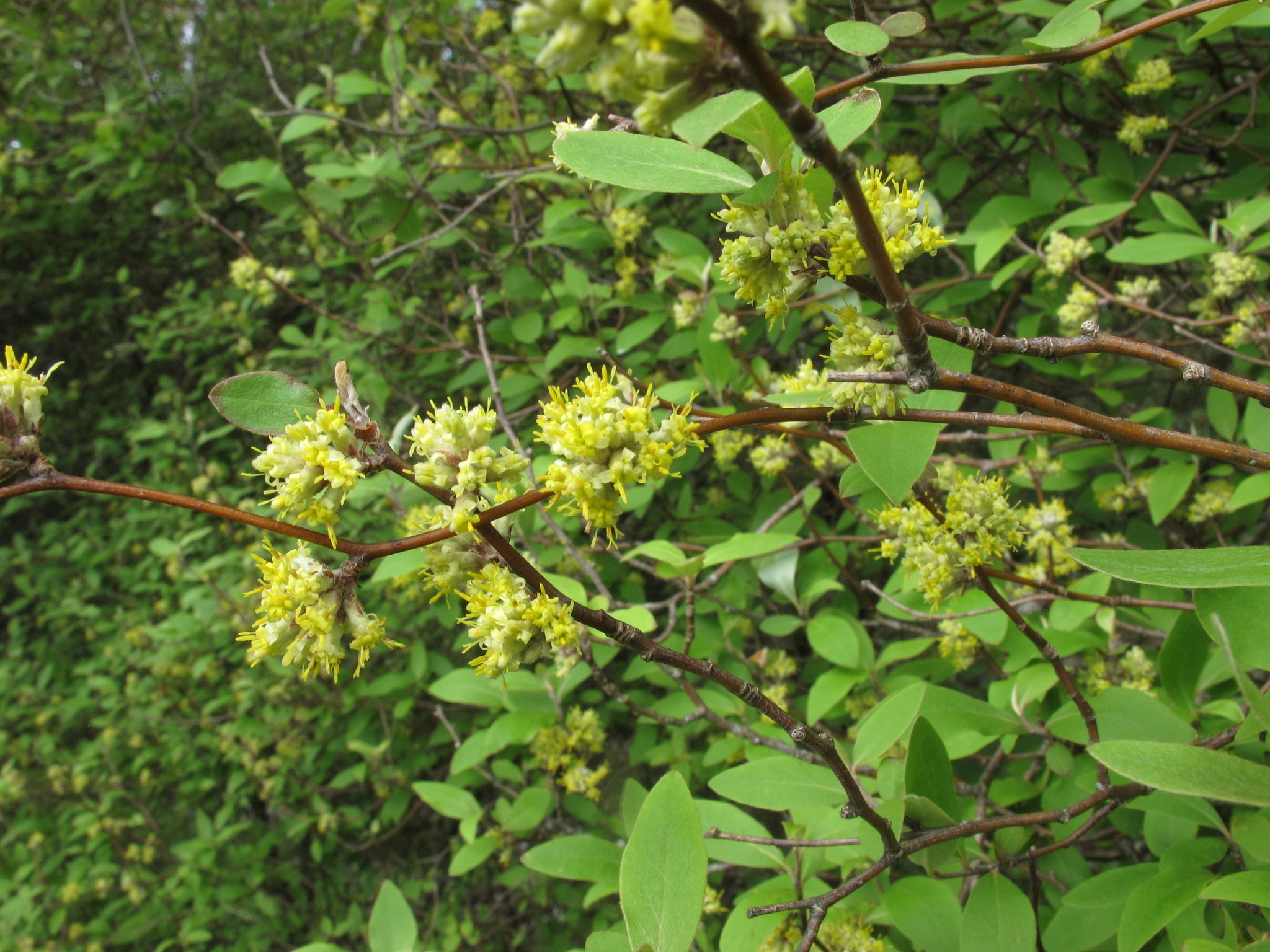
Olearia fragrantissima
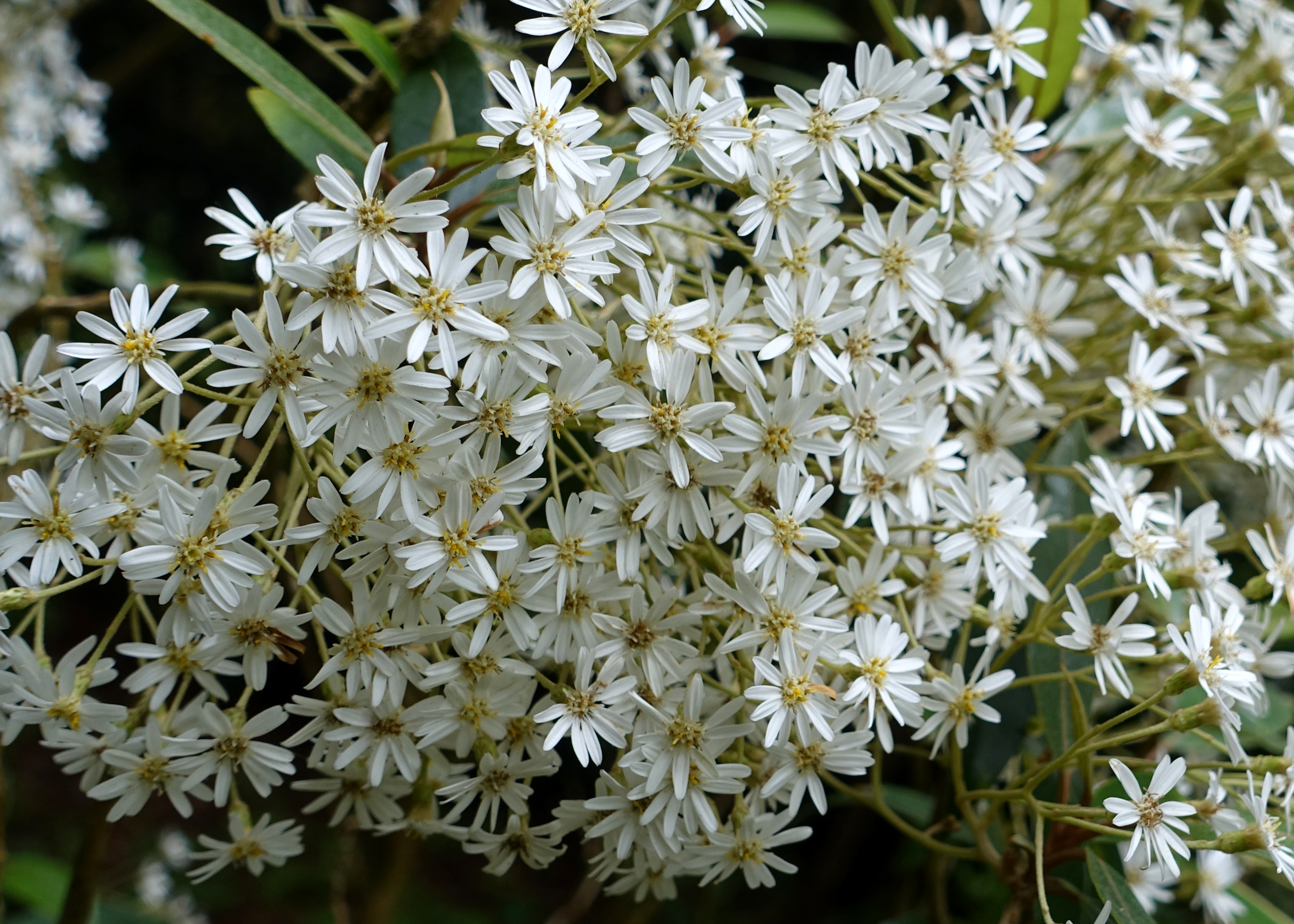
Olearia furfuracea

## G
- Olearia gardneri  Heads
- Olearia glutinosa (Lindl.) Benth.
- Olearia grandiflora  Hook.
- Olearia gravis (F.Muell.) F.Muell. ex Benth.

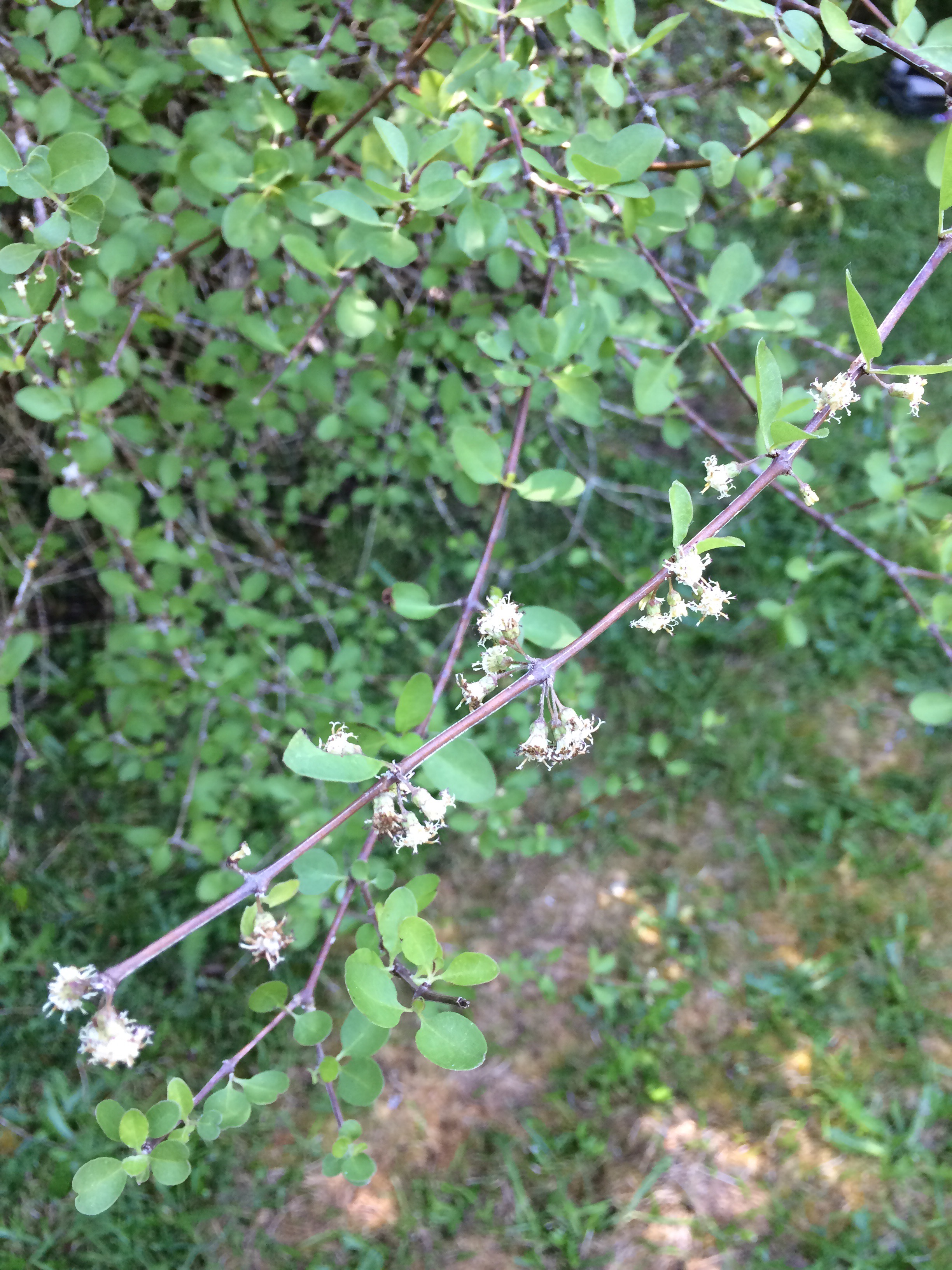
Olearia gardneri

## H
- Olearia haastii  Hook.f.
- Olearia hectorii  Hook.f.
- Olearia heterocarpa  S.T.Blake
- Olearia heterolepis  Mattf.
- Olearia heterotricha  Mattf.
- Olearia homolepis (F.Muell.) F.Muell. ex Benth.
- Olearia hooglandii  J.Kost.
- Olearia hookeri (F.Muell. ex Sond.) Benth.
- Olearia hygrophila (DC.) Benth.

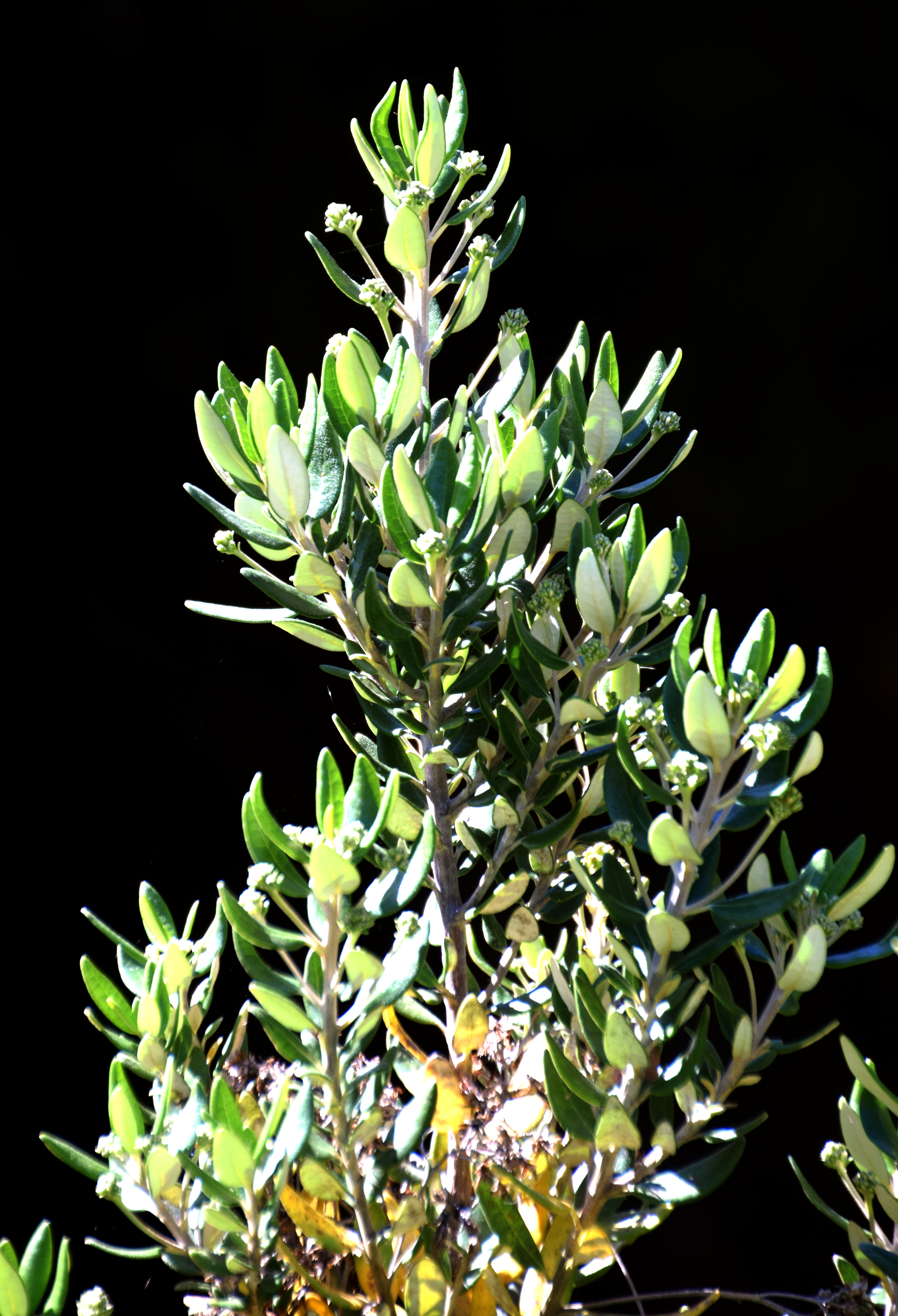
Olearia haastii
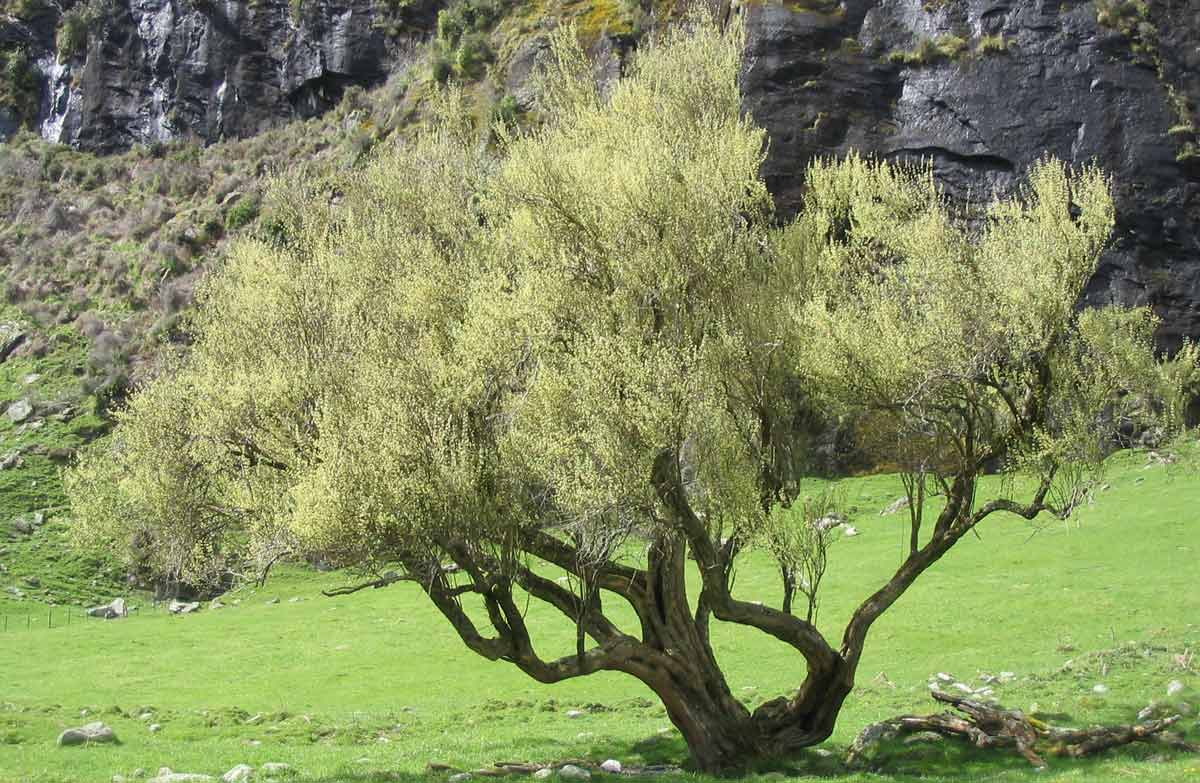
Olearia hectorii

## I
- Olearia ilicifolia Hook.f.
- Olearia imbricata (Turcz.) Benth.
- Olearia incana (D.A.Cooke) Lander
- Olearia incondita Lander
- Olearia iodochroa (F.Muell.) F.Muell. ex Benth.

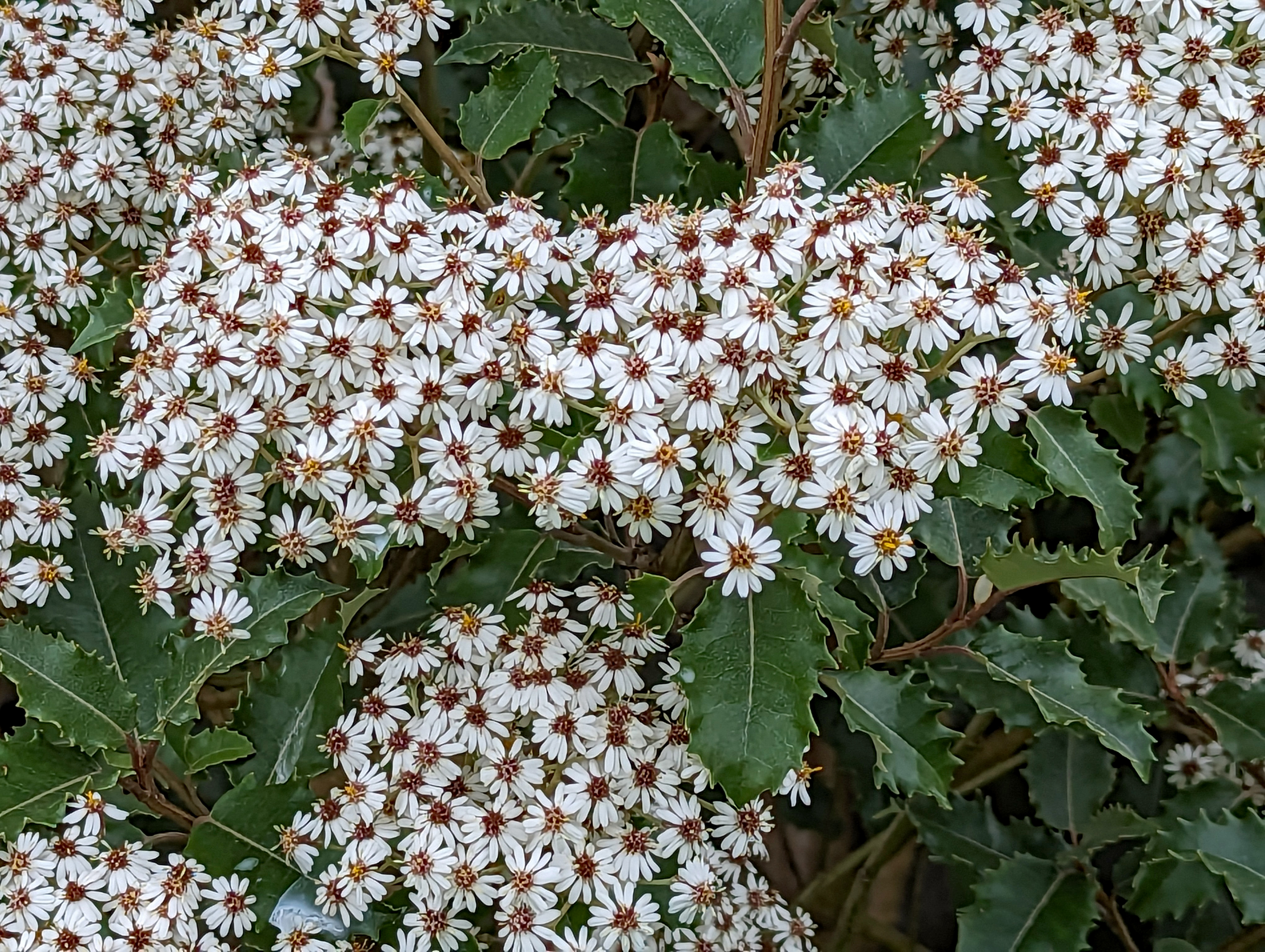
Olearia ilicifolia

## K
- Olearia kernotii  Muell.

## L
- Olearia lacunosa  Hook.f.
- Olearia lanata  J.Kost.
- Olearia lanuginosa (J.H.Willis) N.A.Wakef.
- Olearia lasiophylla  Lander
- Olearia laxiflora  Kirk
- Olearia ledifolia (DC.) Benth.
- Olearia lehmanniana (Steetz) Lander
- Olearia lepidophylla (Pers.) Benth.
- Olearia lepidota  Mattf.
- Olearia leptocephala  J.Kost.
- Olearia lineata (Kirk) Cockayne
- Olearia lirata (Sims) Hutch.

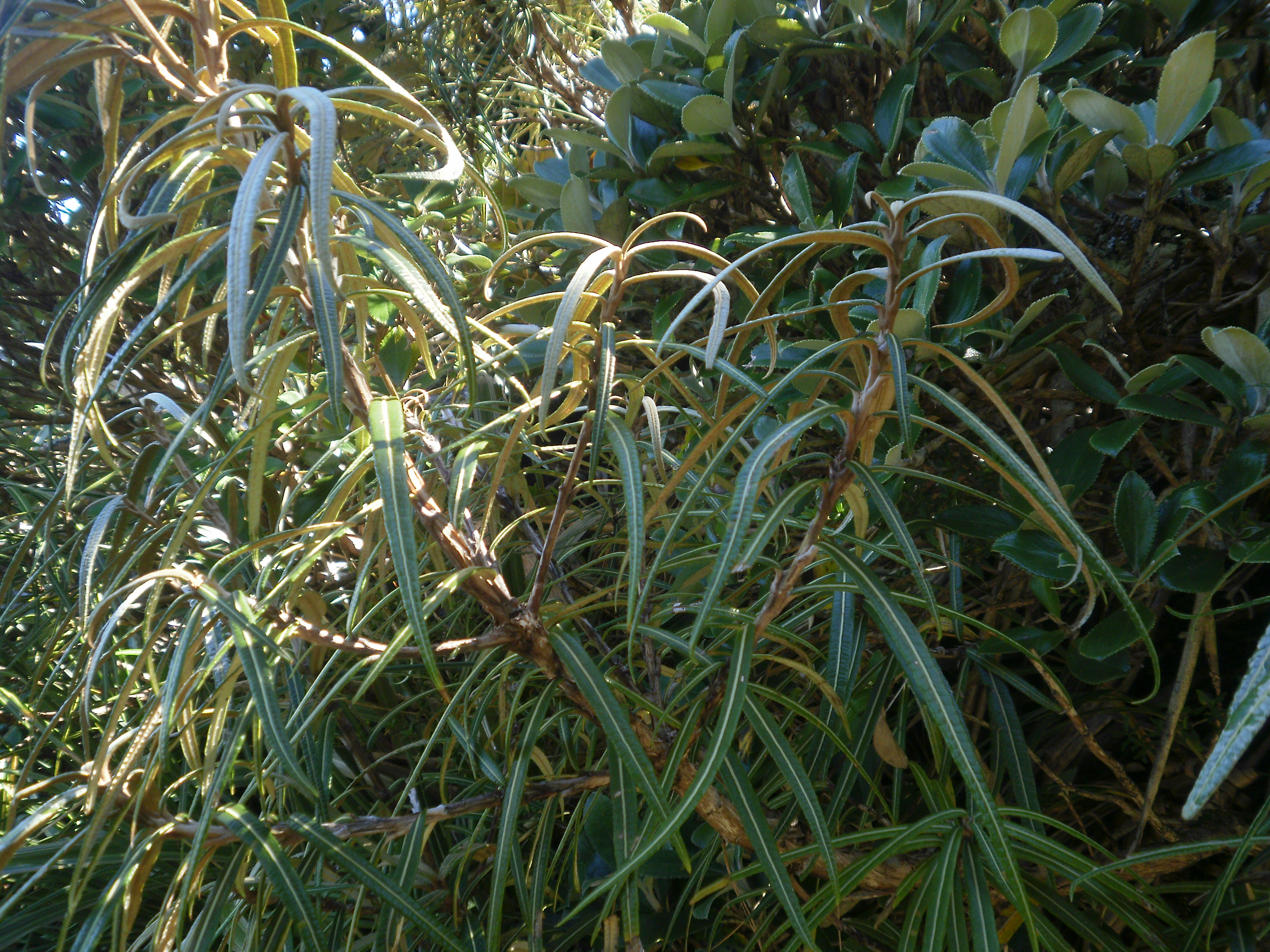
Olearia lacunosa
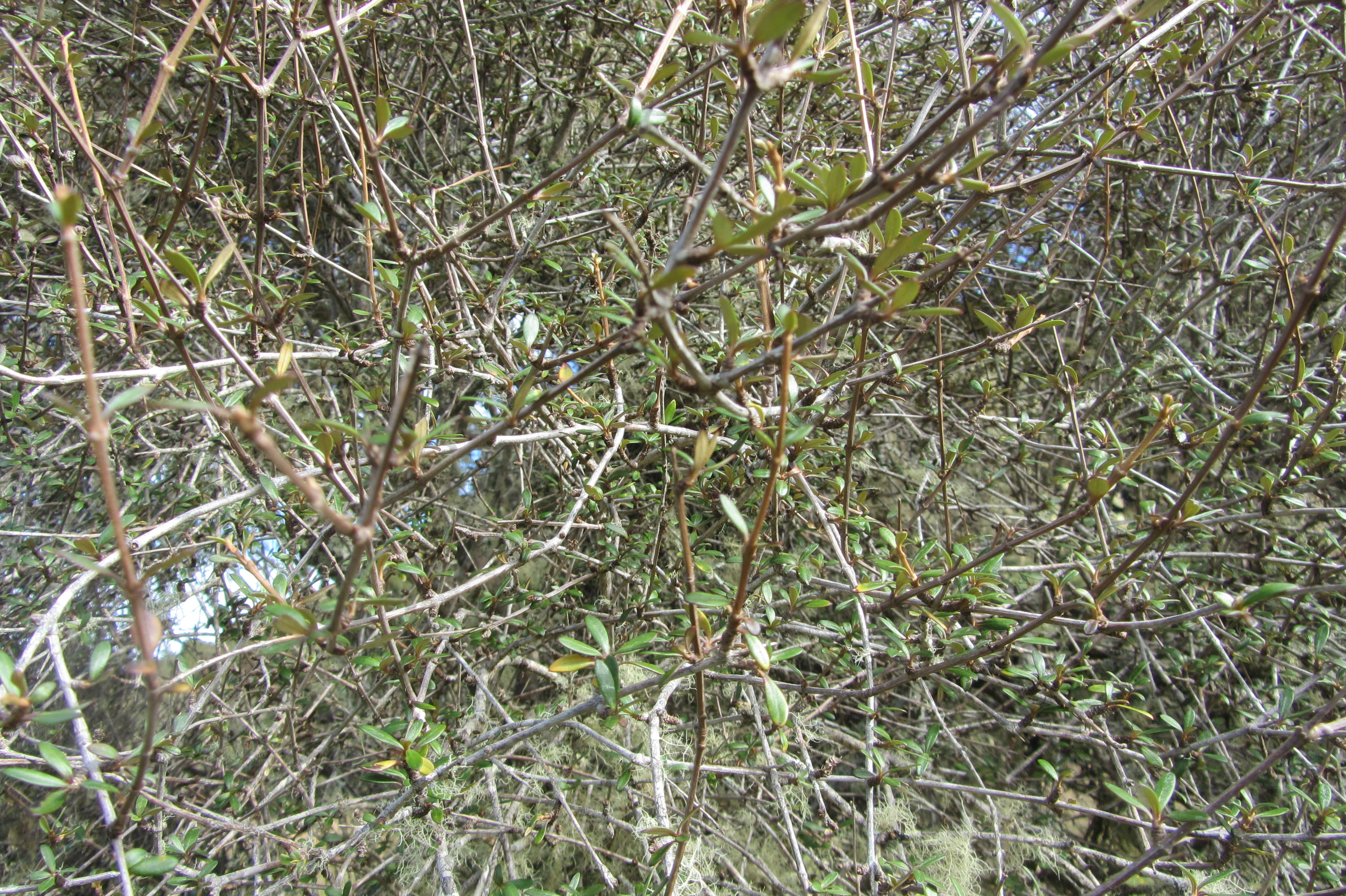
Olearia laxiflora
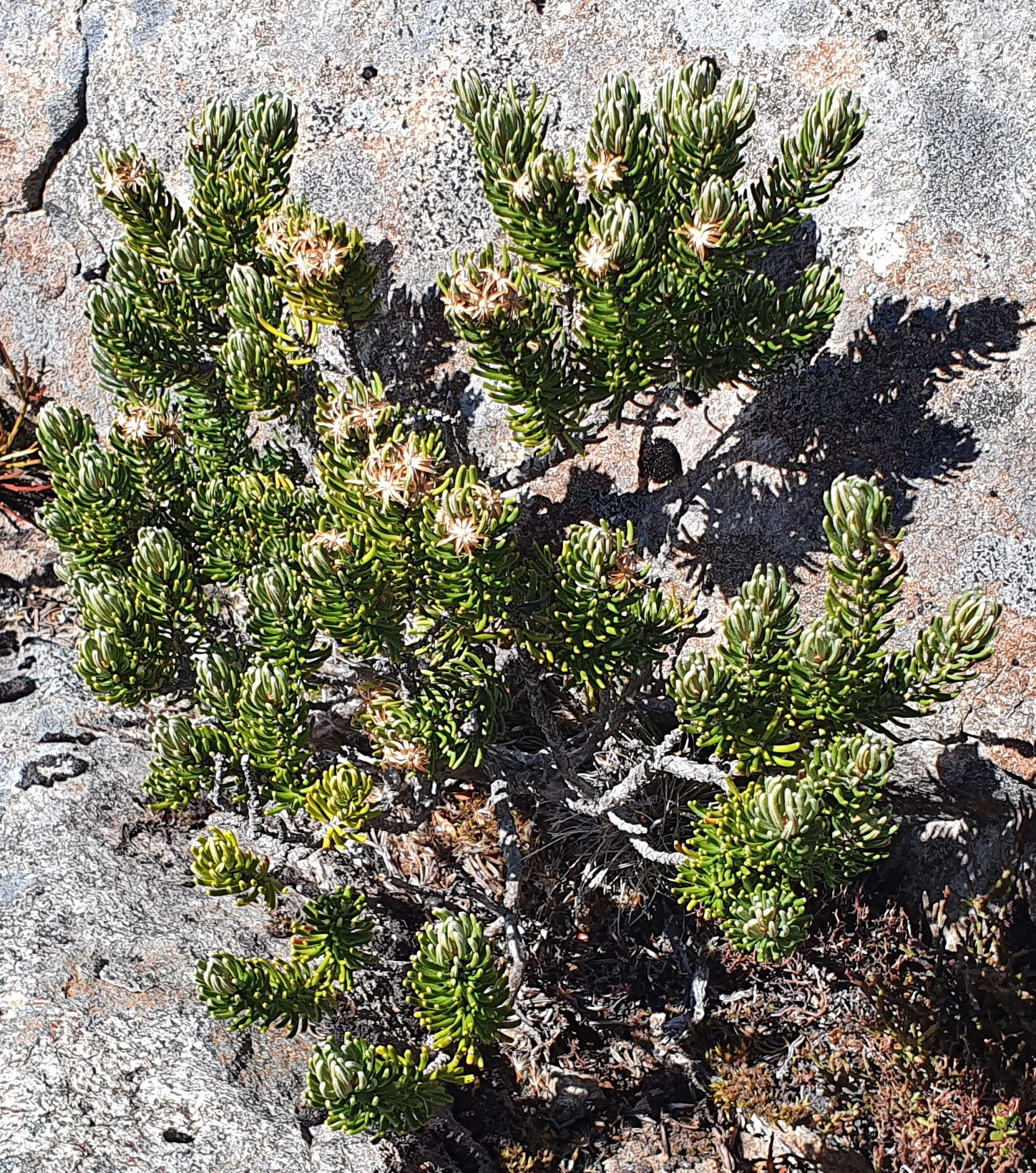
Olearia ledifolia
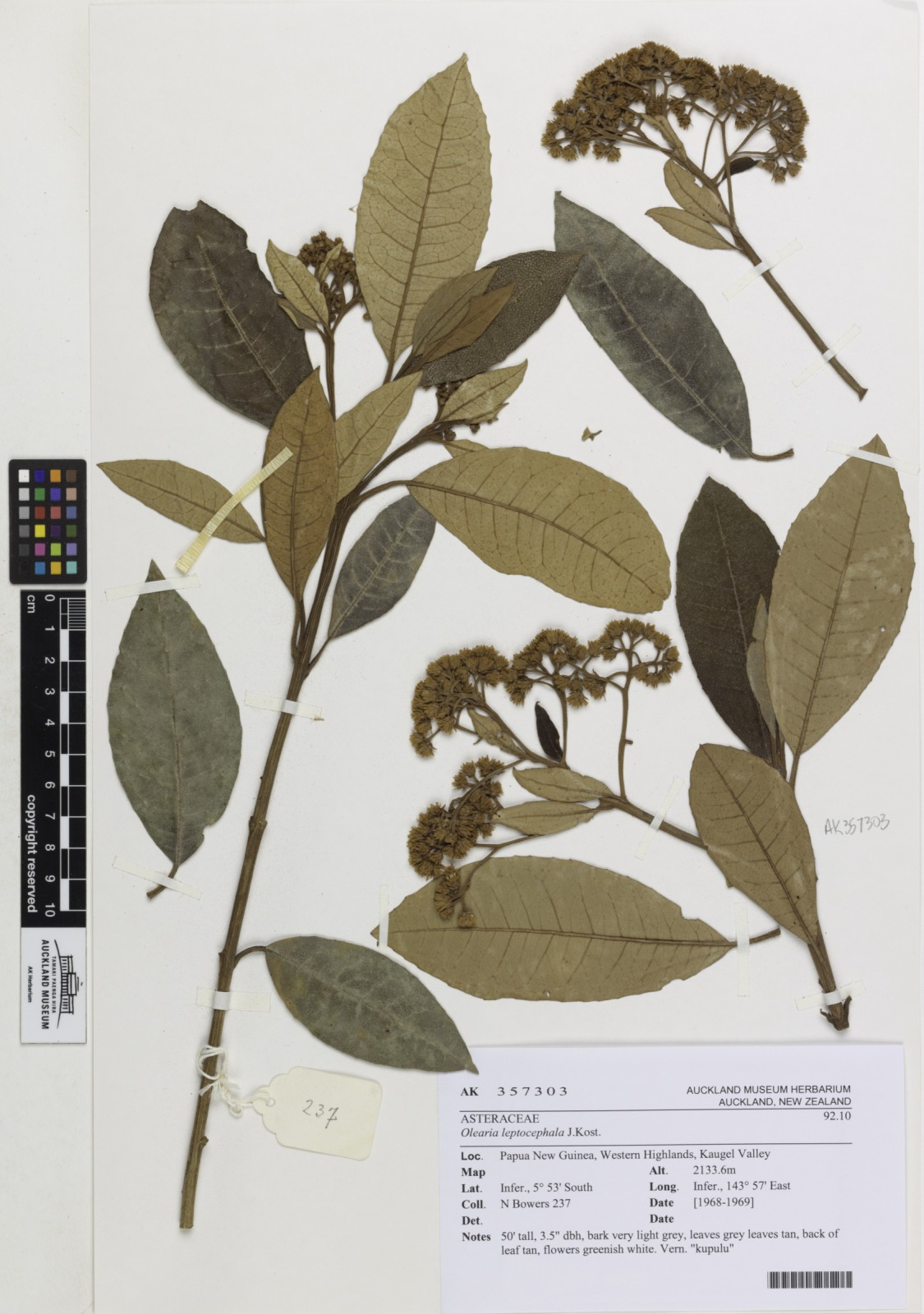
Olearia leptocephala
Olearia lineata
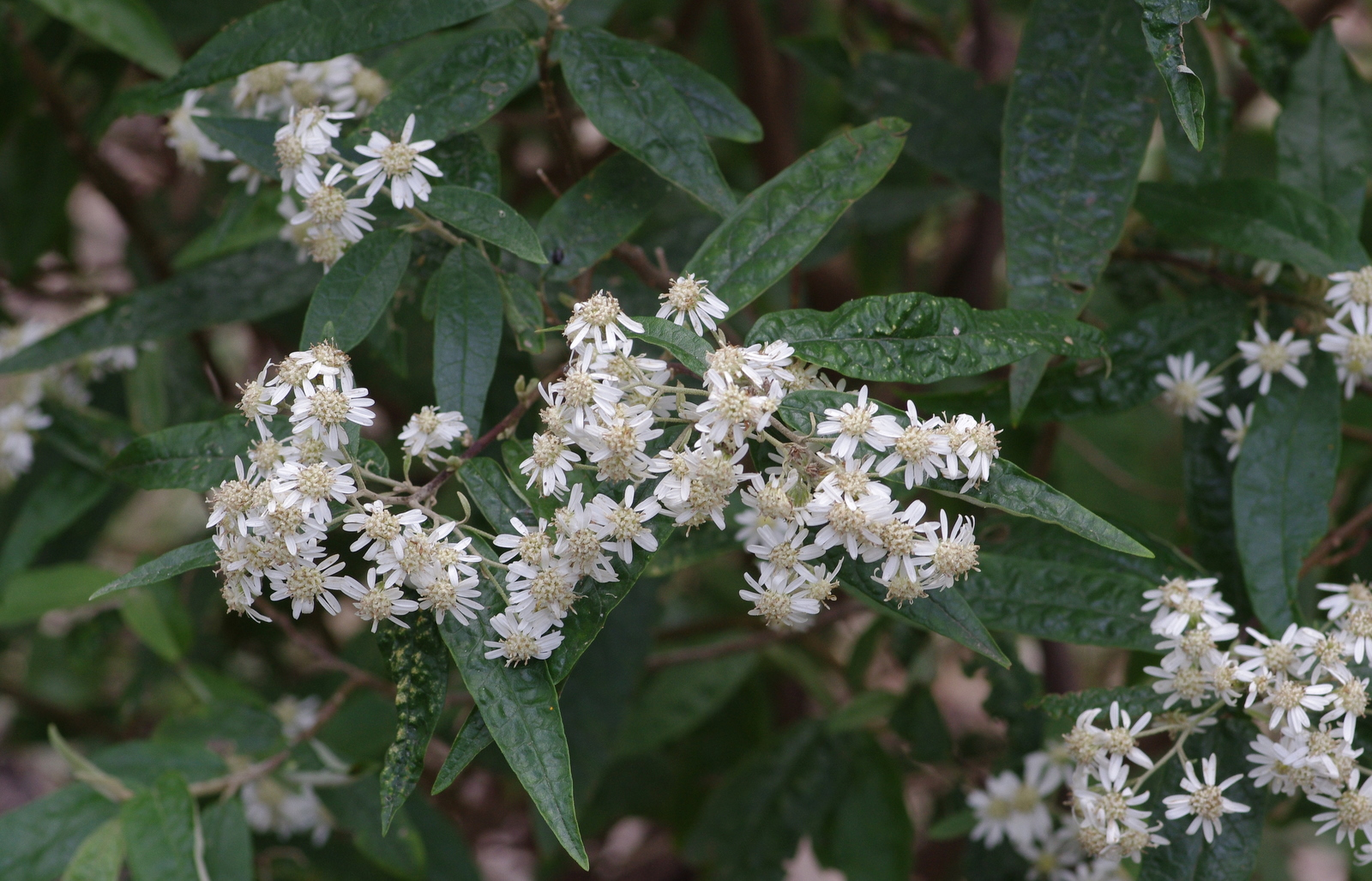
Olearia lirata

## M
- Olearia macrodonta  Baker
- Olearia megalophylla (F.Muell.) F.Muell. ex Benth.
- Olearia microdisca  J.M.Black
- Olearia microphylla (Vent.) Maiden & Betche
- Olearia minor (Benth.) Lander
- Olearia montana  Lander
- Olearia monticola  F.M.Bailey
- Olearia mooneyi (F.Muell.) F.Muell. ex Hemsl.
- Olearia moschata  Hook.f.
- Olearia muricata (Steetz) Benth.
- Olearia myrsinoides (Labill.) F.Muell. ex Benth.

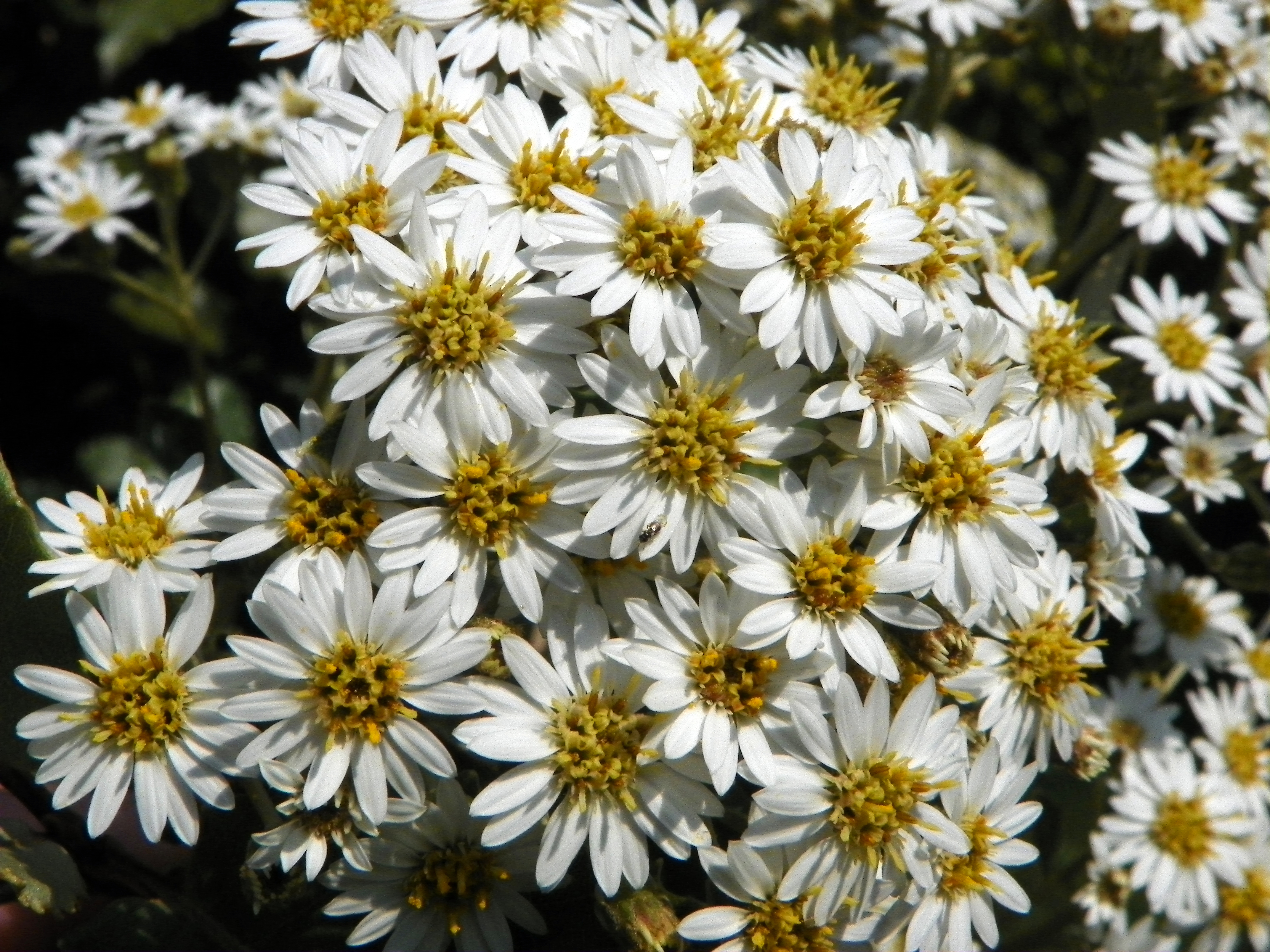
Olearia macrodonta
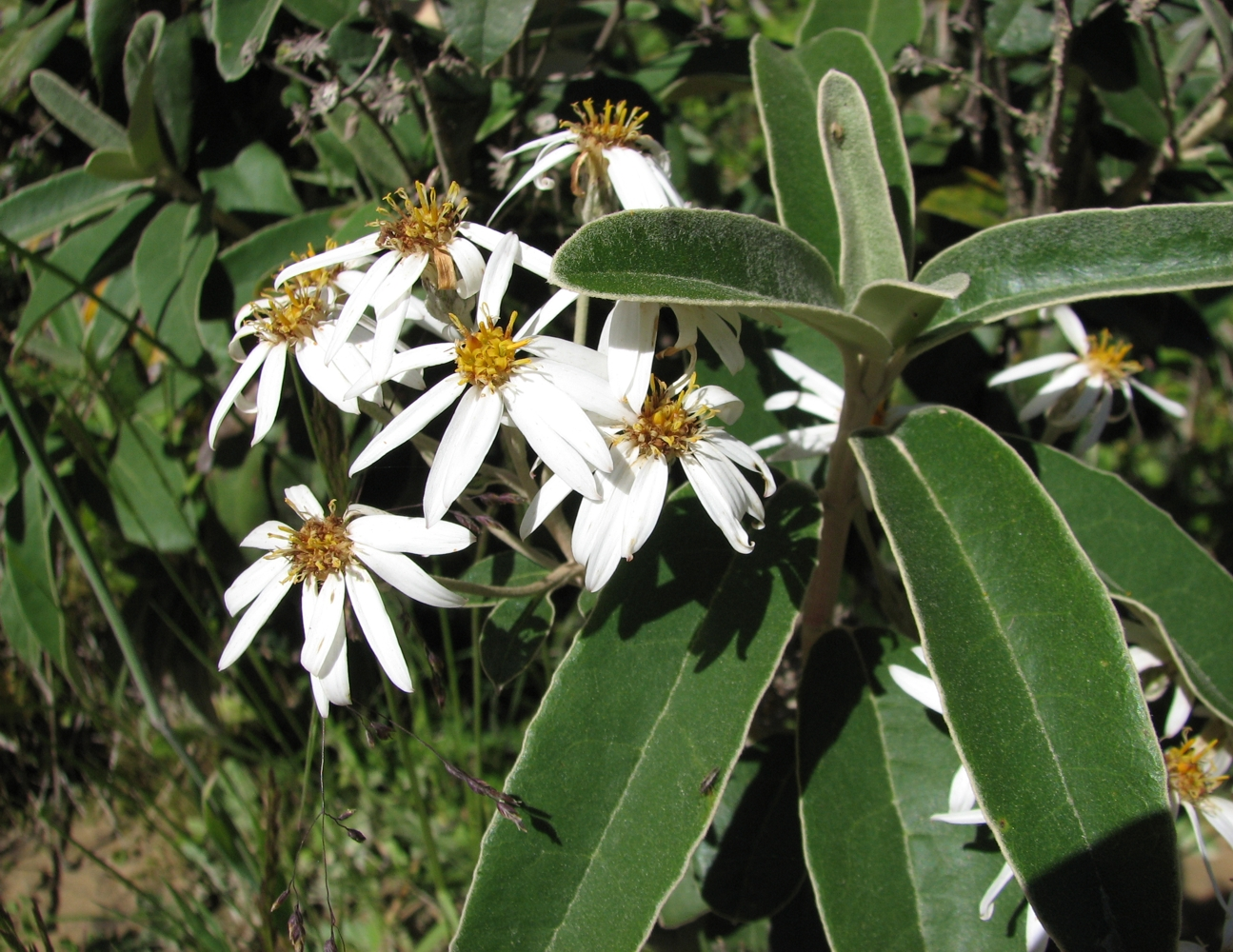
Olearia megalophylla
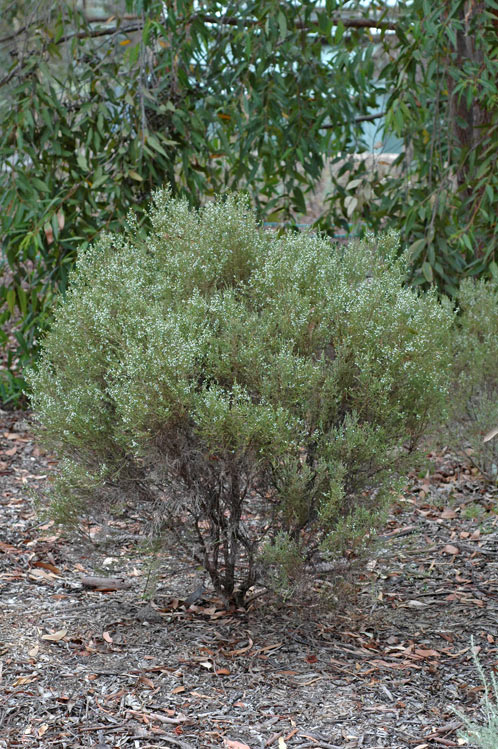
Olearia microdisca
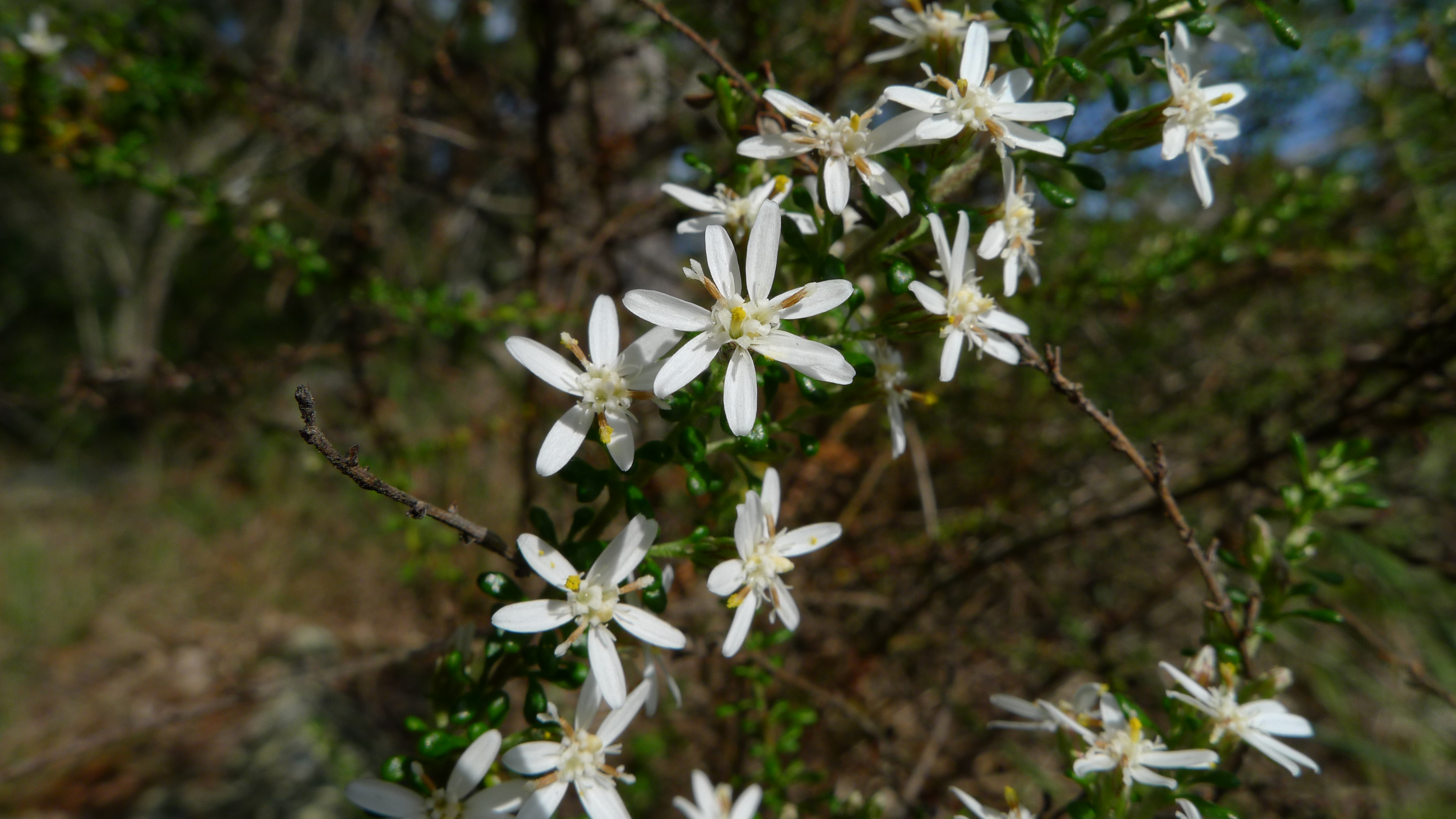
Olearia microphylla
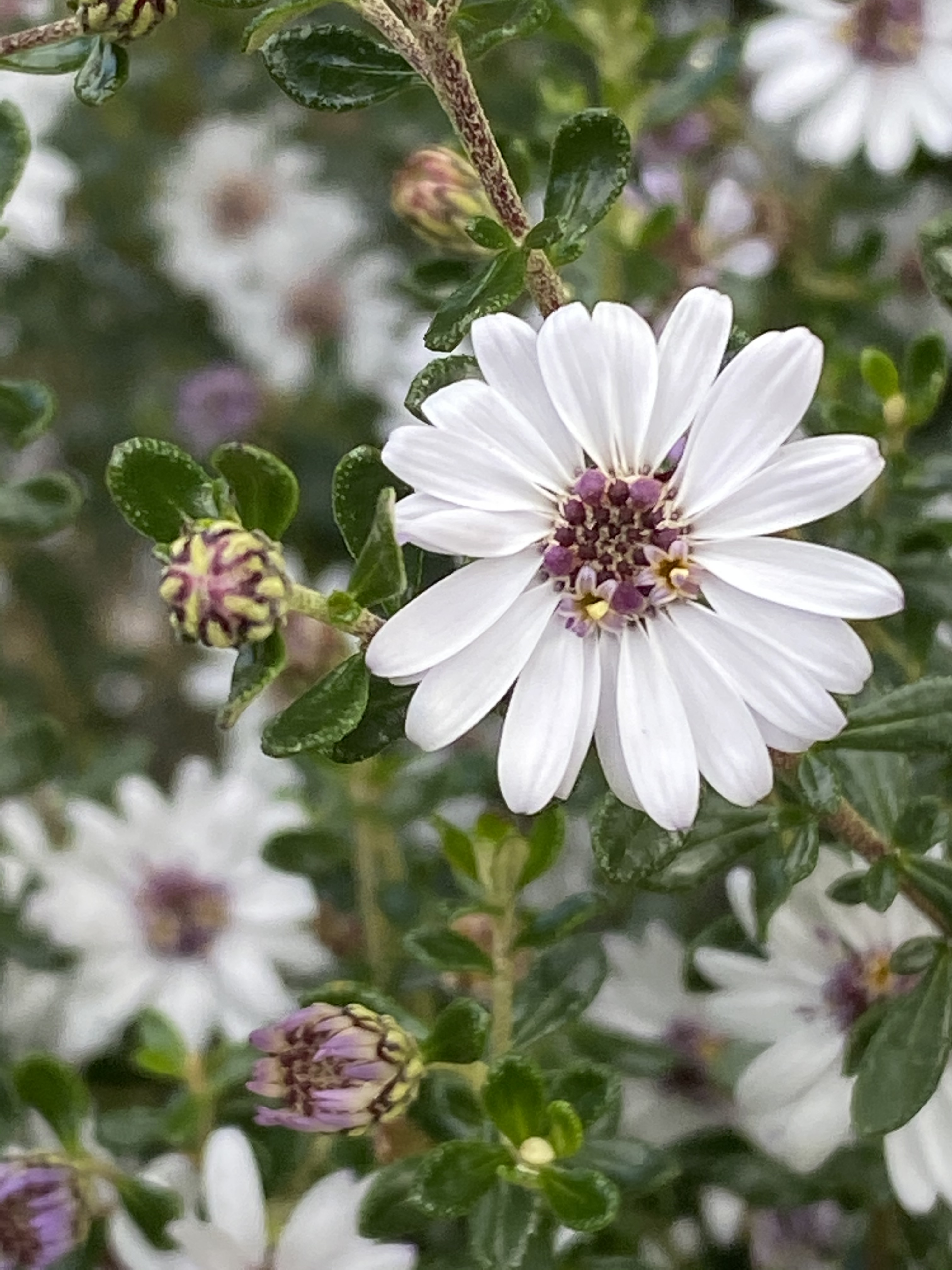
Olearia minor
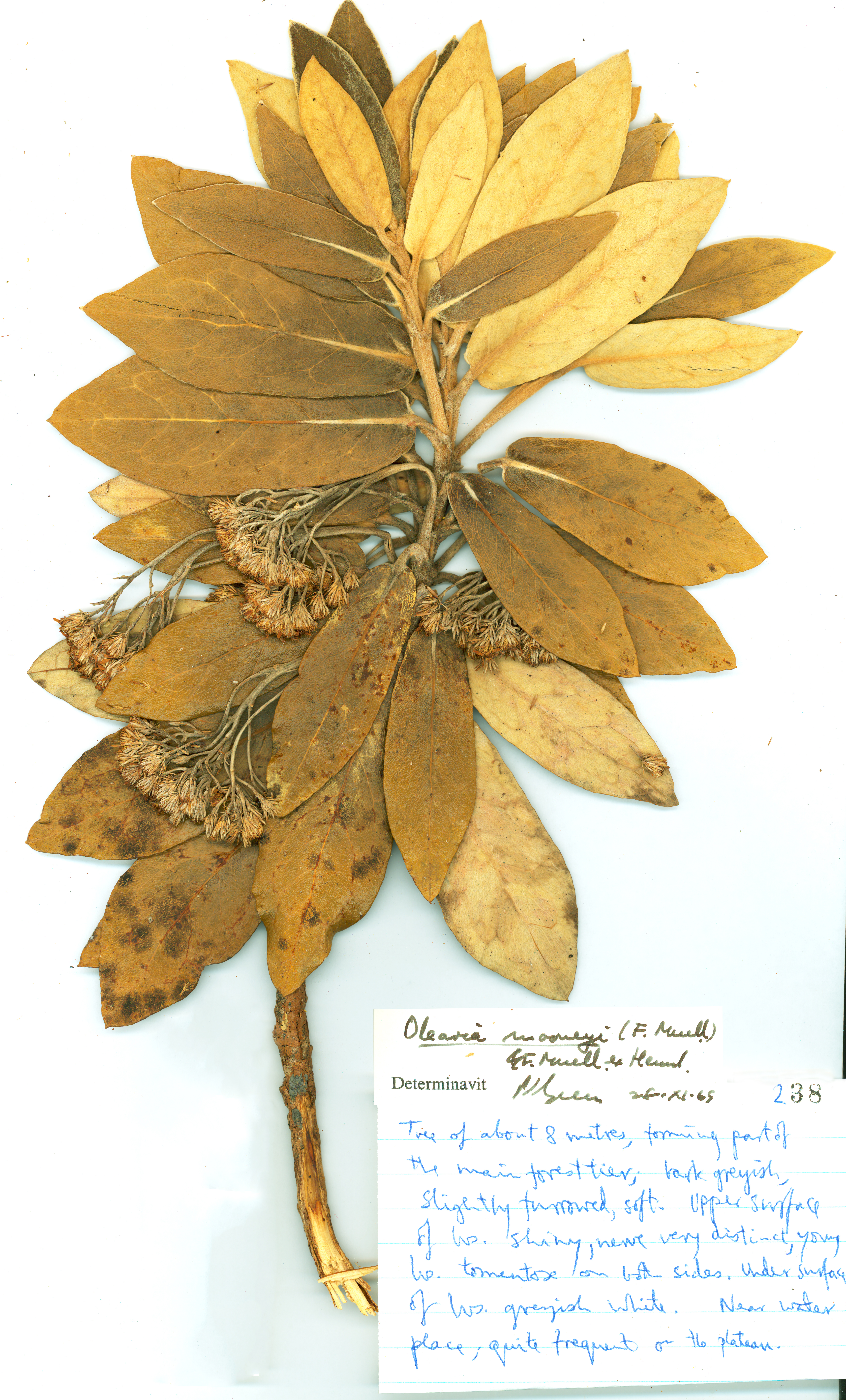
Olearia mooneyi
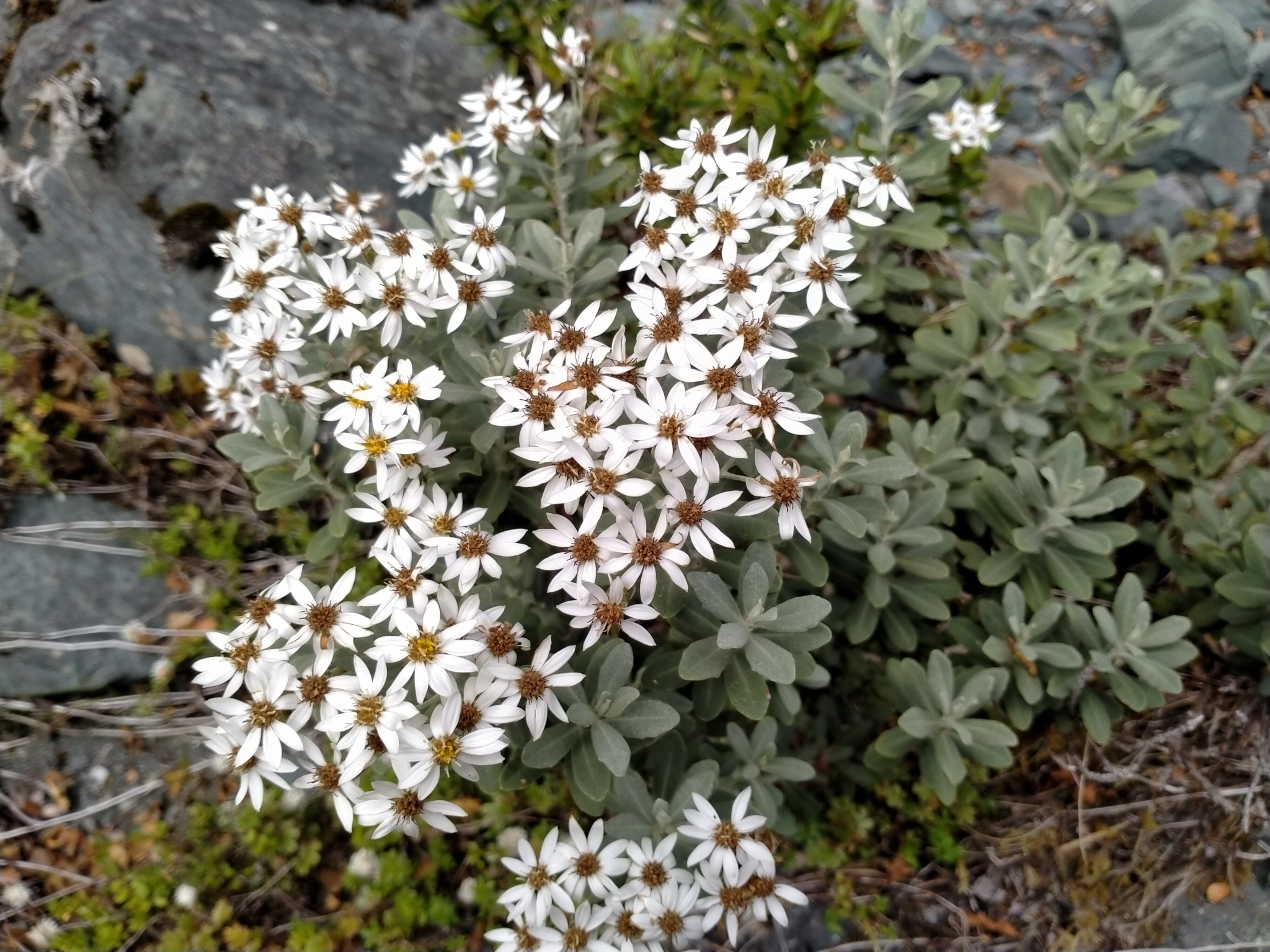
Olearia moschata
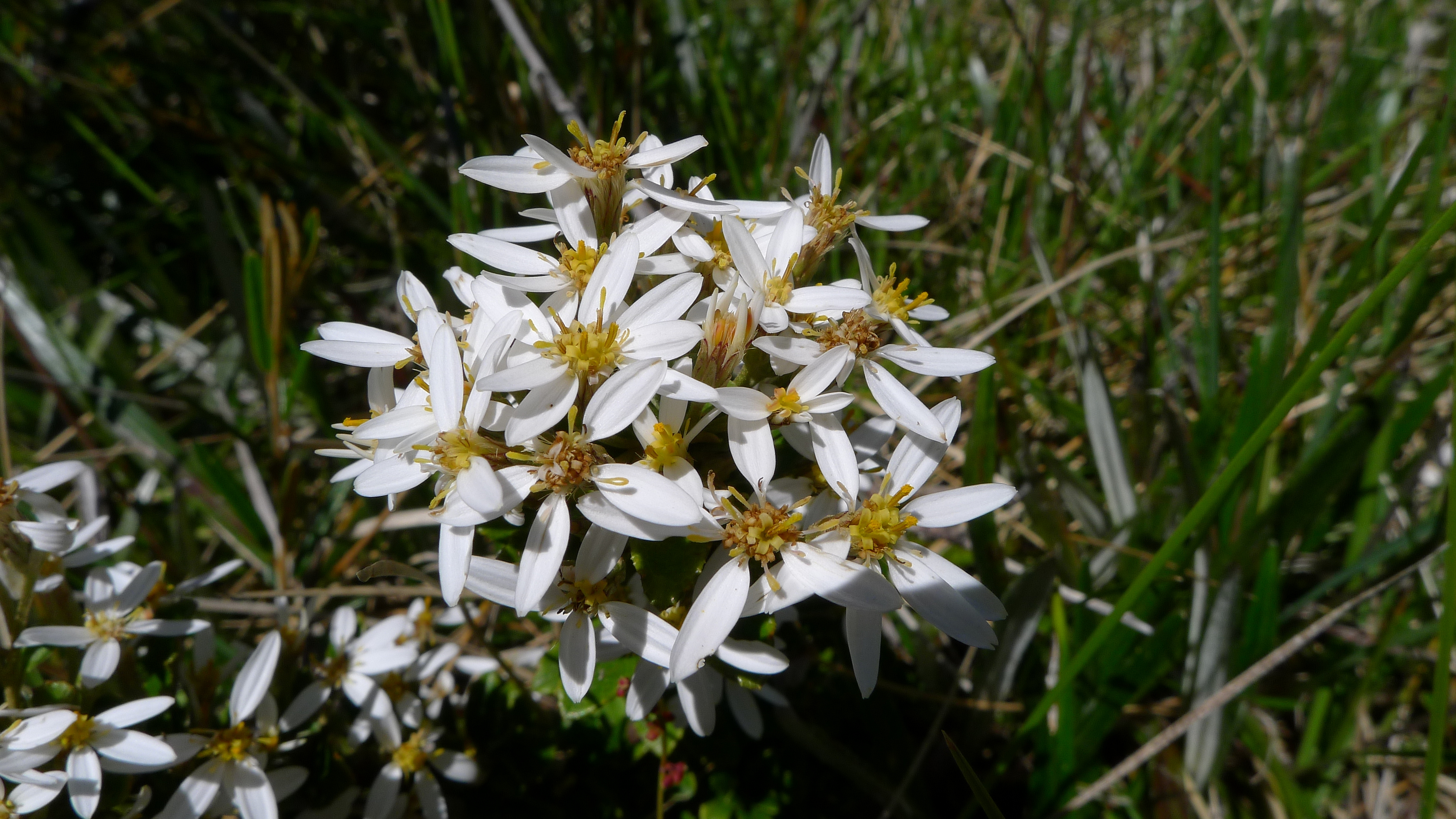
Olearia myrsinoides

## N
- Olearia nernstii (F.Muell.) F.Muell. ex Benth.
- Olearia nummulariifolia (Hook.f.) Hook.f.

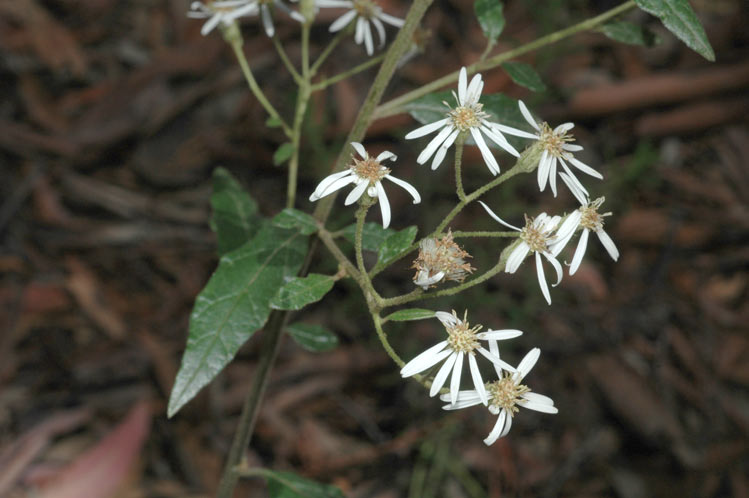
Olearia nernstii
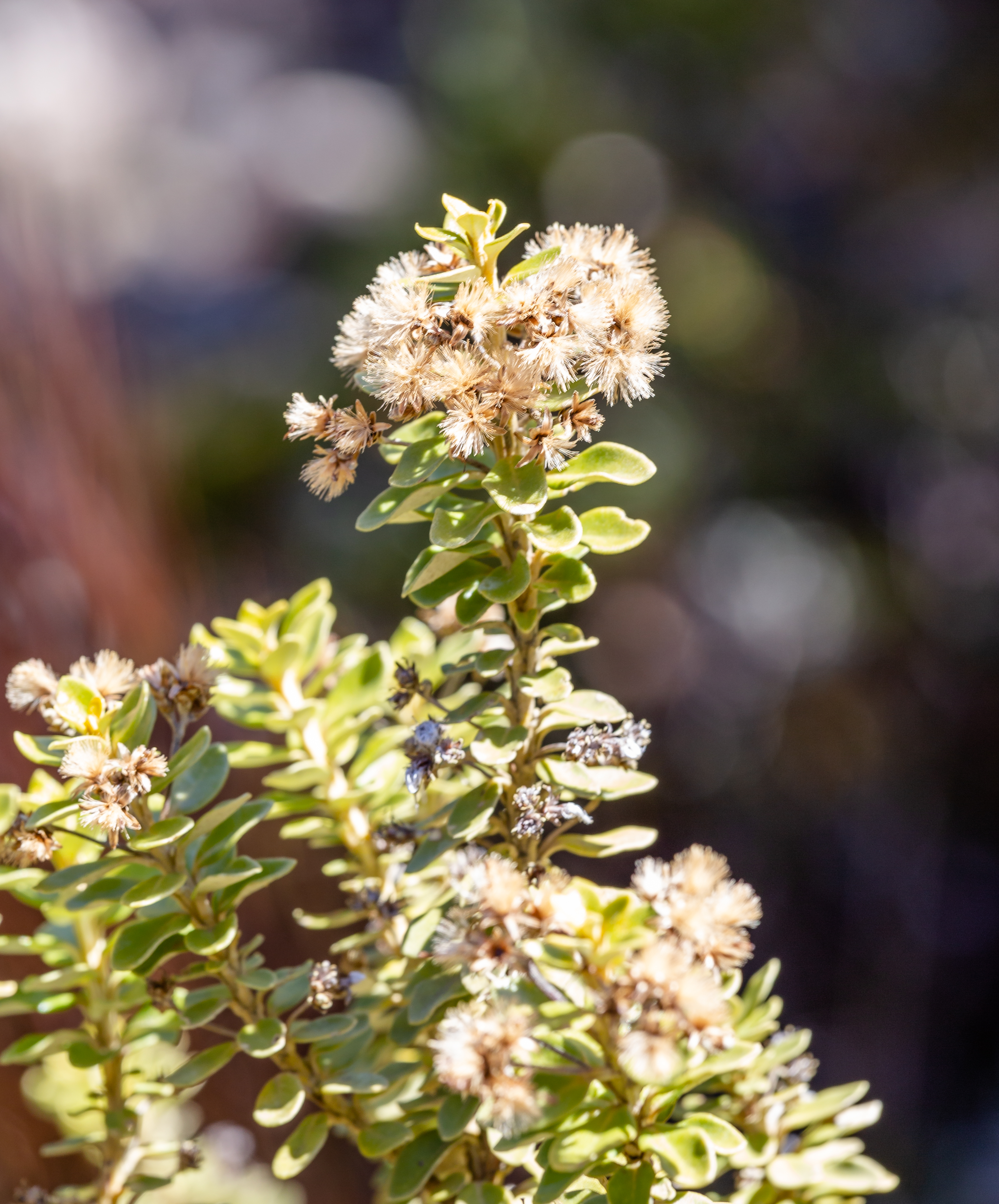
Olearia nummularifolia

## O
- Olearia obcordata (Hook.f.) Benth.
- Olearia obovata  Mattf.
- Olearia occidentissima  Lander
- Olearia odorata  Petrie
- Olearia oleifolia  Kirk
- Olearia oliganthema  F.Muell. ex Benth.
- Olearia oppositifolia (F.Muell.) Lander

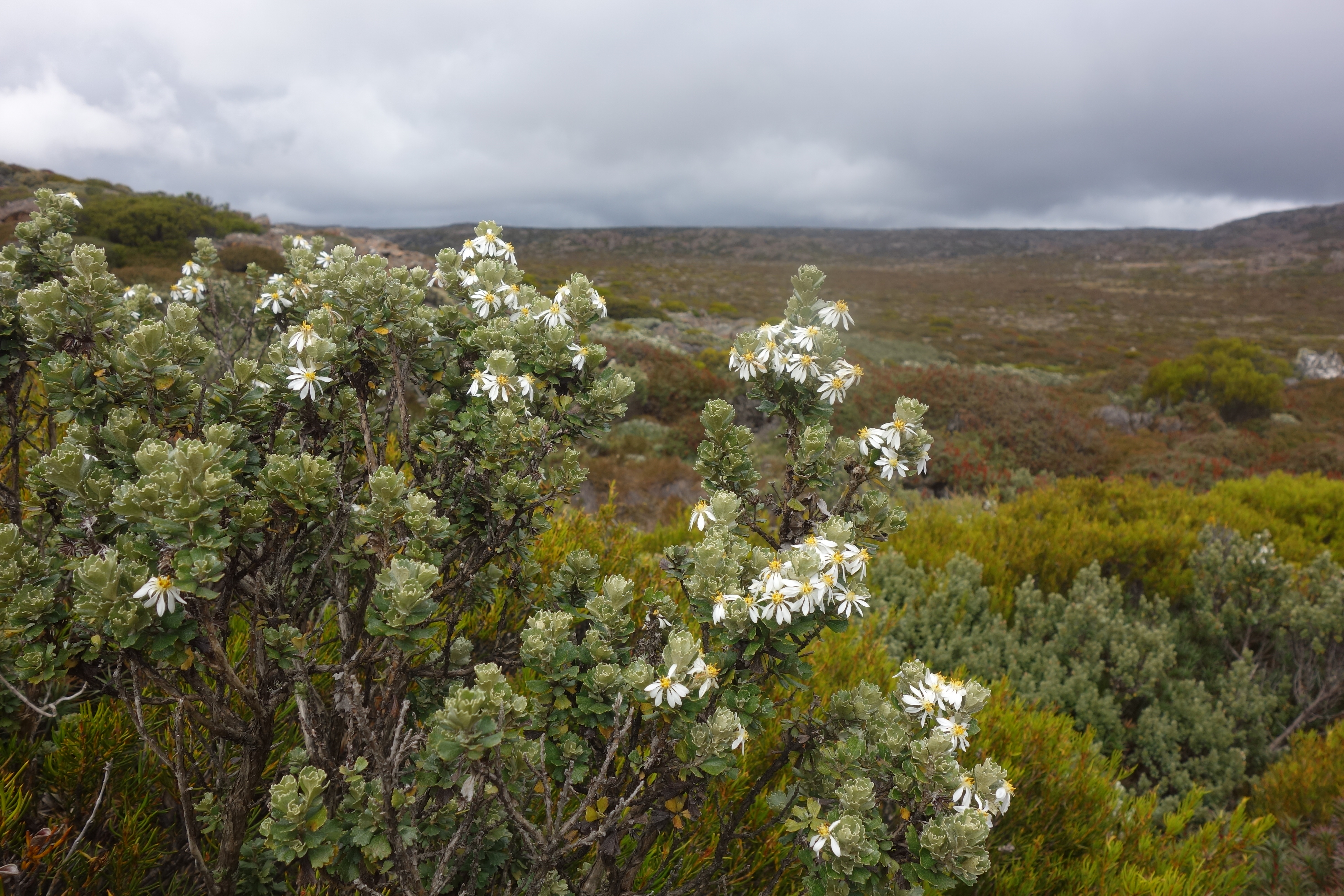
Olearia obcordata
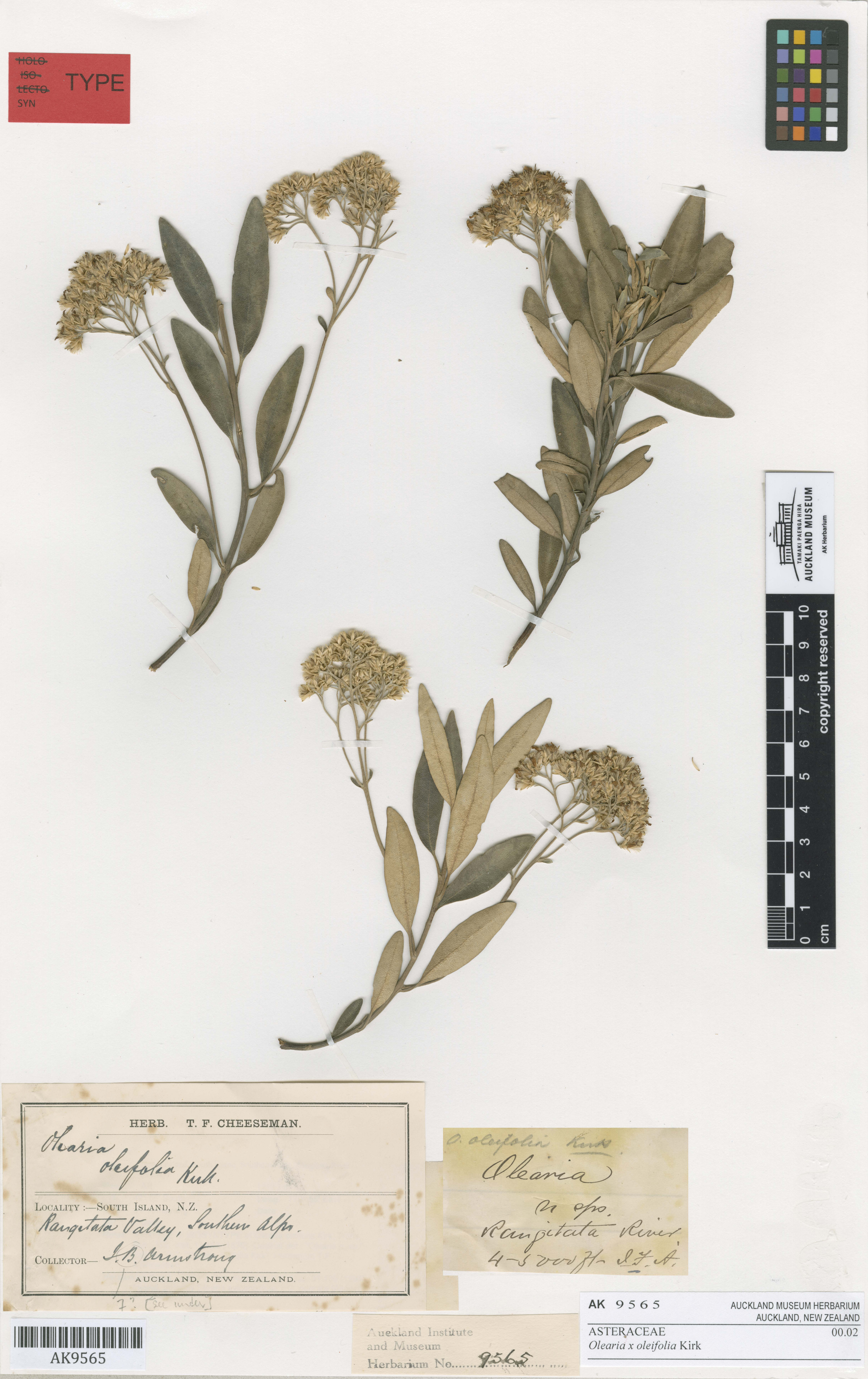
Olearia oleifolia

## P
- Olearia pachycephala  J.Kost.
- Olearia pachyphylla  Cheeseman
- Olearia pallida  J.Kost.
- Olearia paniculata (J.R.Forst. & G.Forst.) Druce
- Olearia pannosa  Hook.
- Olearia passerinoides (Turcz.) Benth.
- Olearia paucidentata (Steetz) Benth.
- Olearia persoonioides (DC.) Benth.
- Olearia phlogopappa (Labill.) DC.
- Olearia pimeleoides (DC.) Benth.
- Olearia pinifolia (Hook.f.) Benth.
- Olearia platyphylla  Mattf.
- Olearia plucheacea  Lander
- Olearia polita  H.D.Wilson & Garn.-Jones
- Olearia propinqua  S.Moore

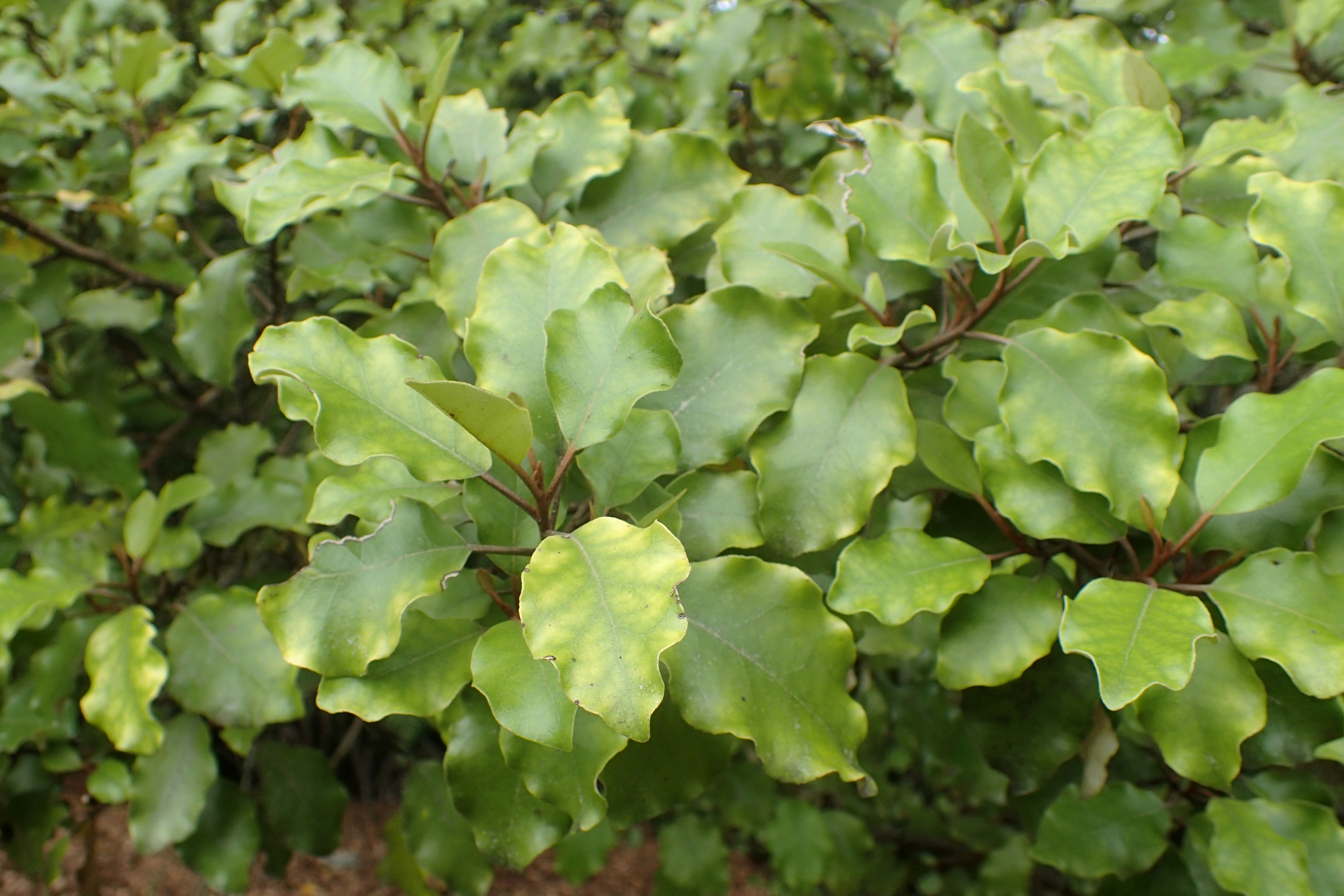
Olearia paniculata
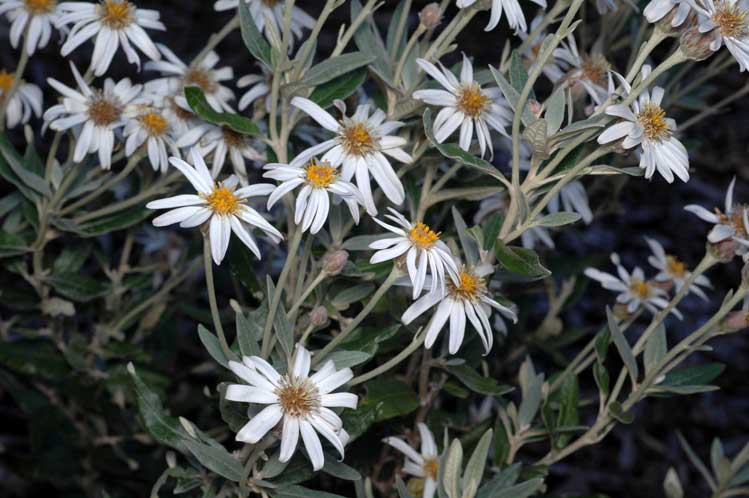
Olearia pannosa
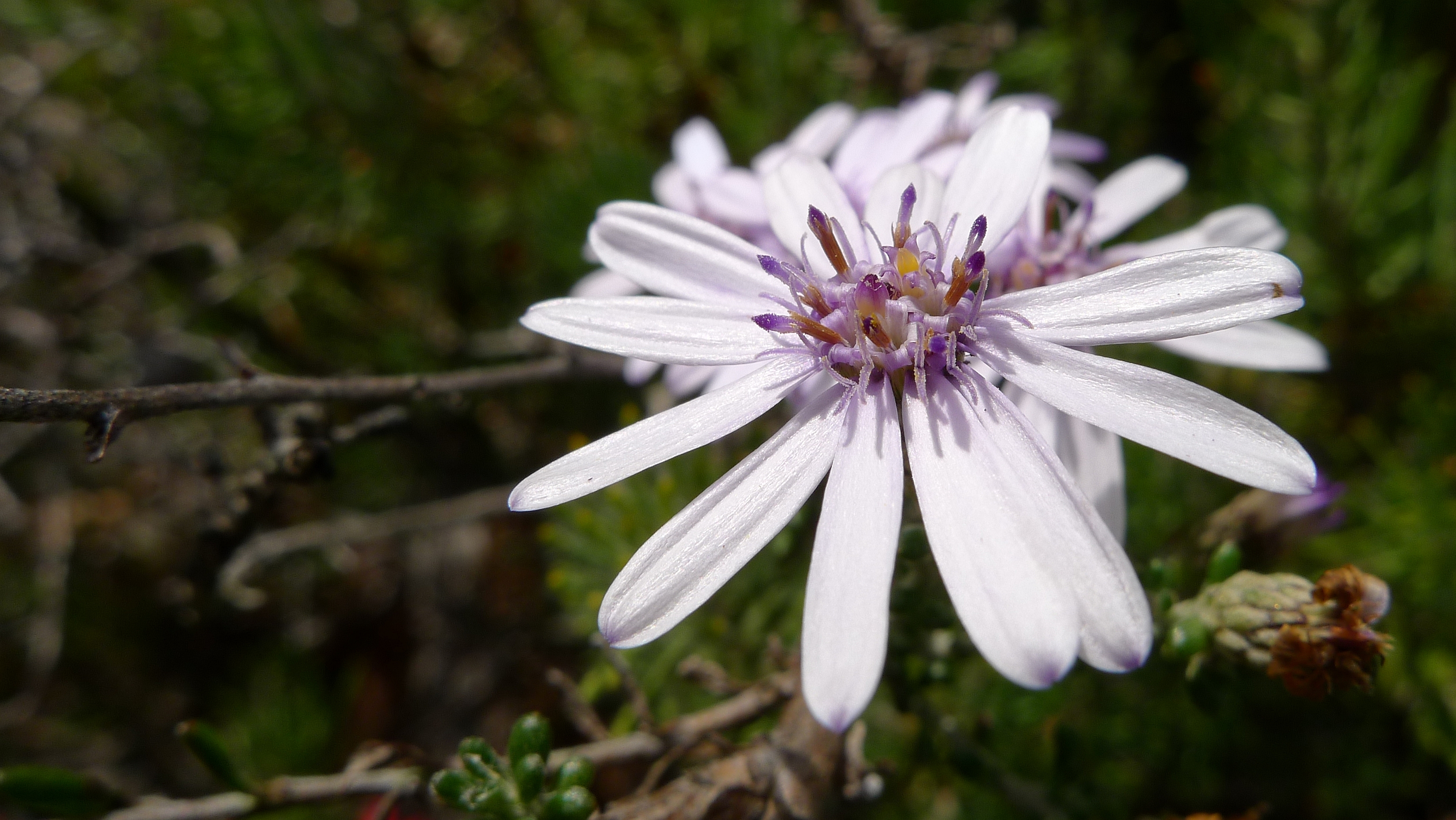
Olearia paucidentata
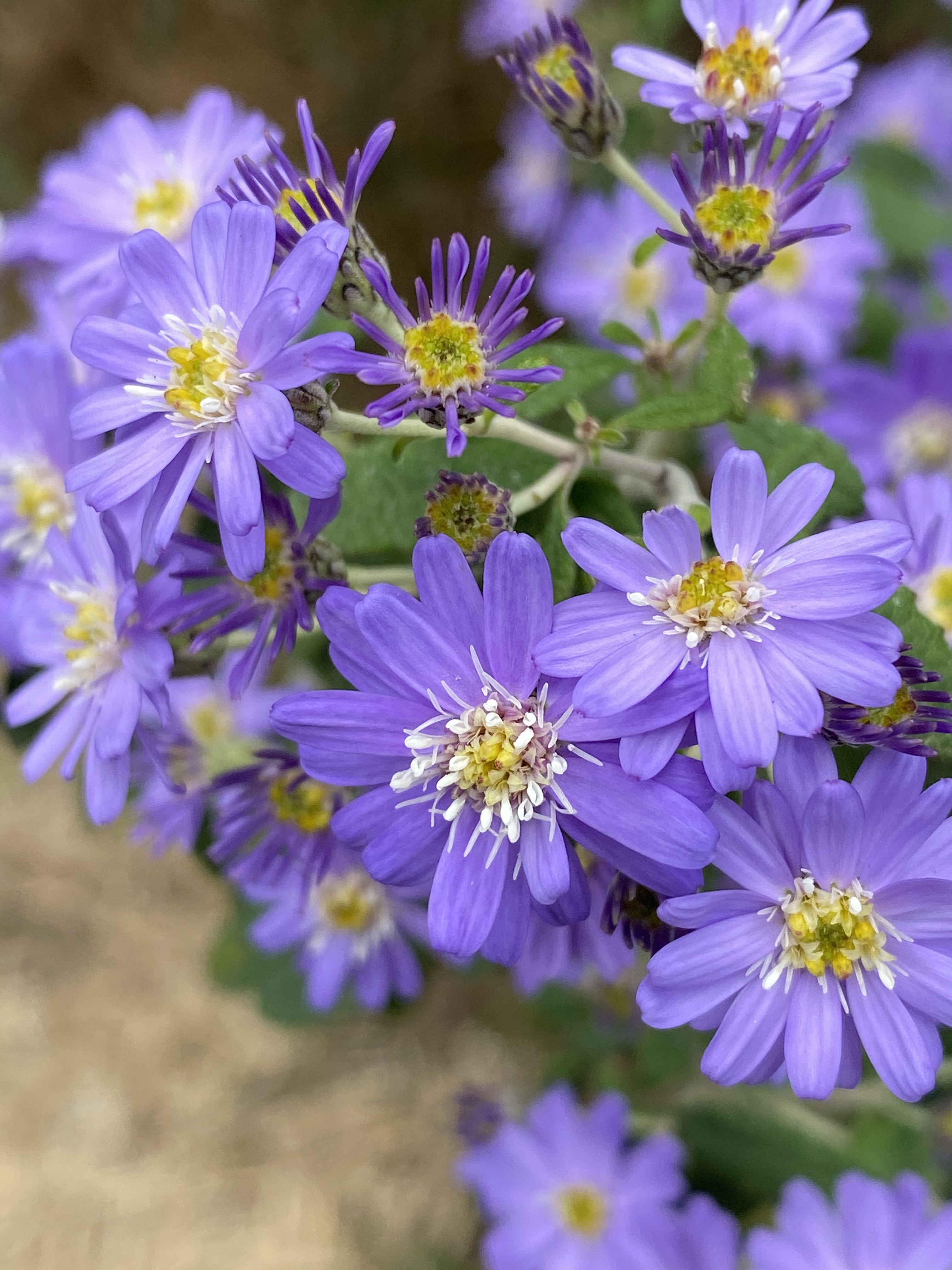
Olearia phlogopappa
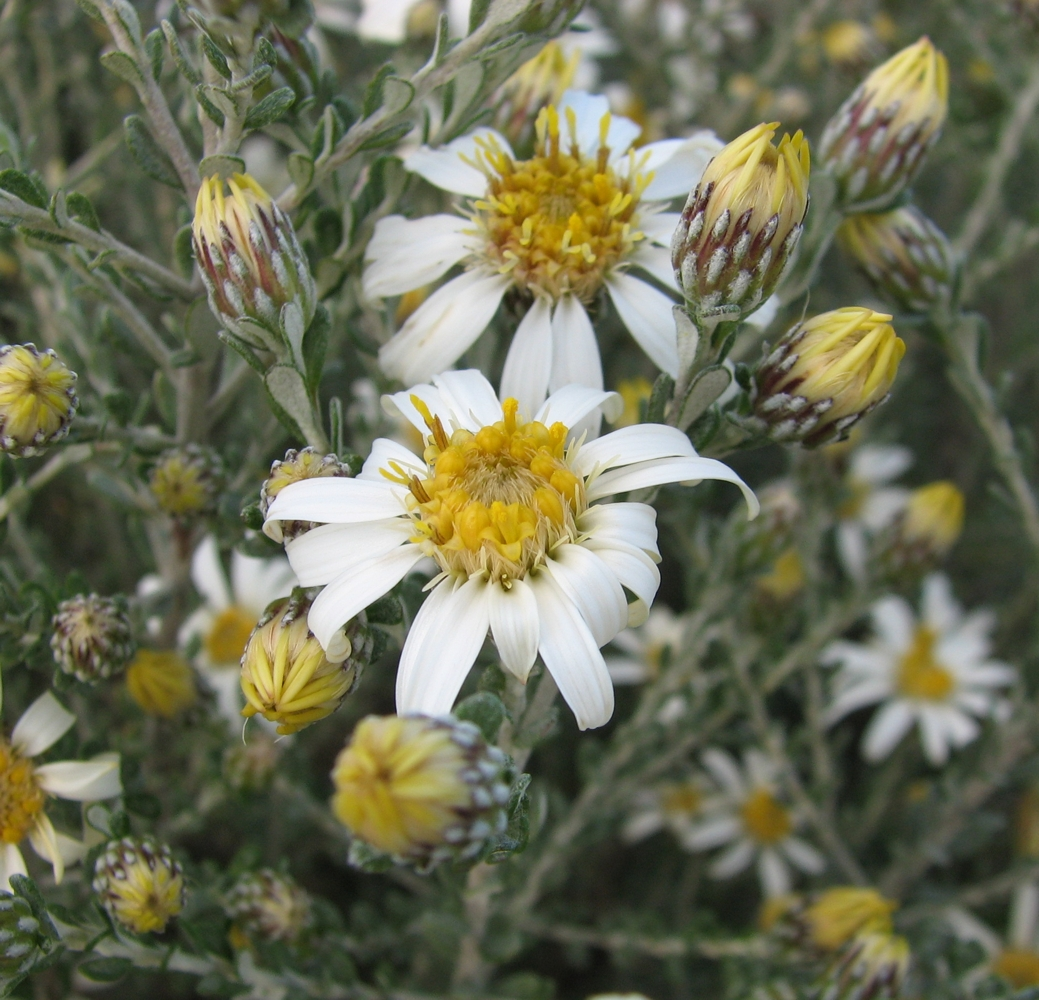
Olearia pimeleoides
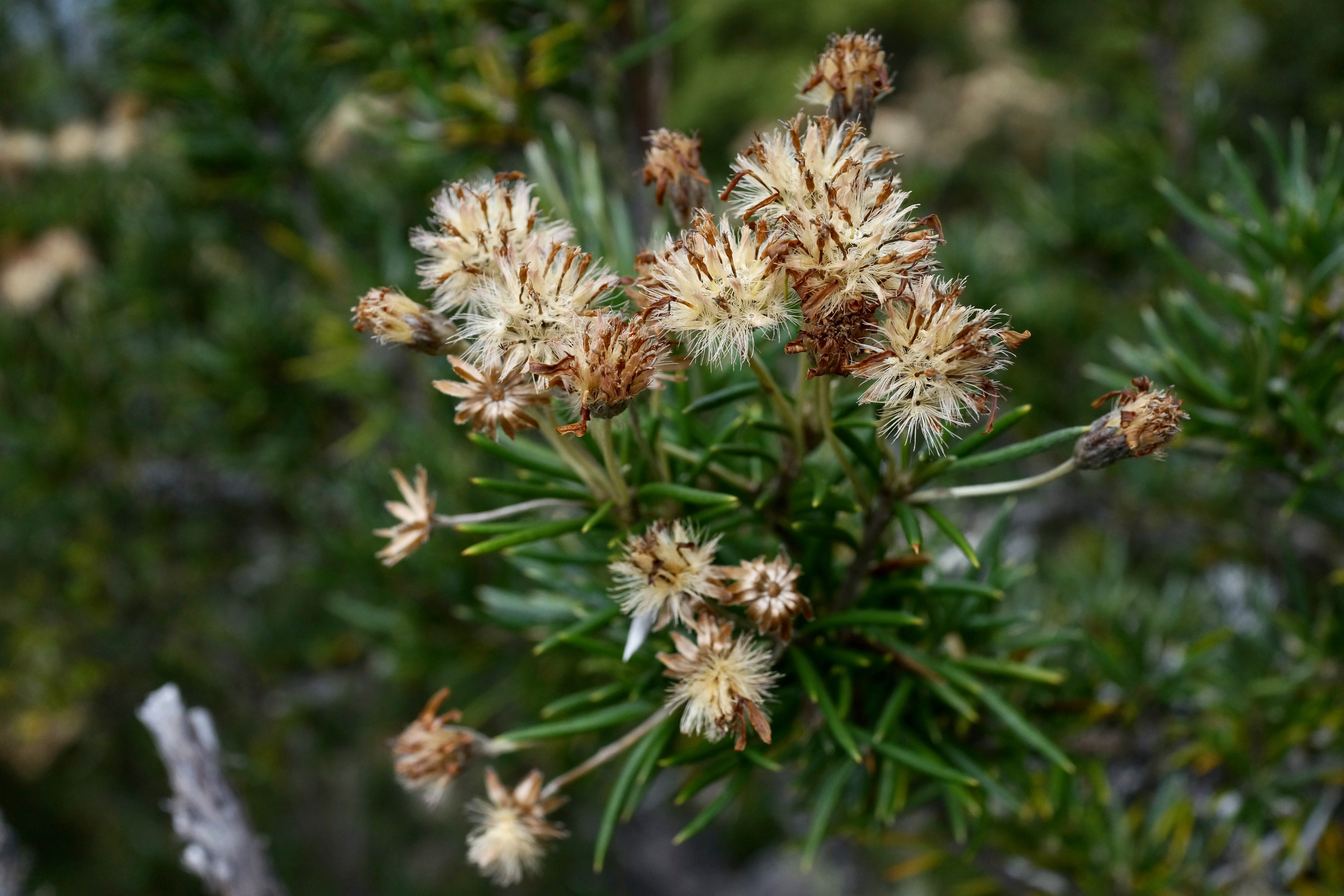
Olearia pinifolia
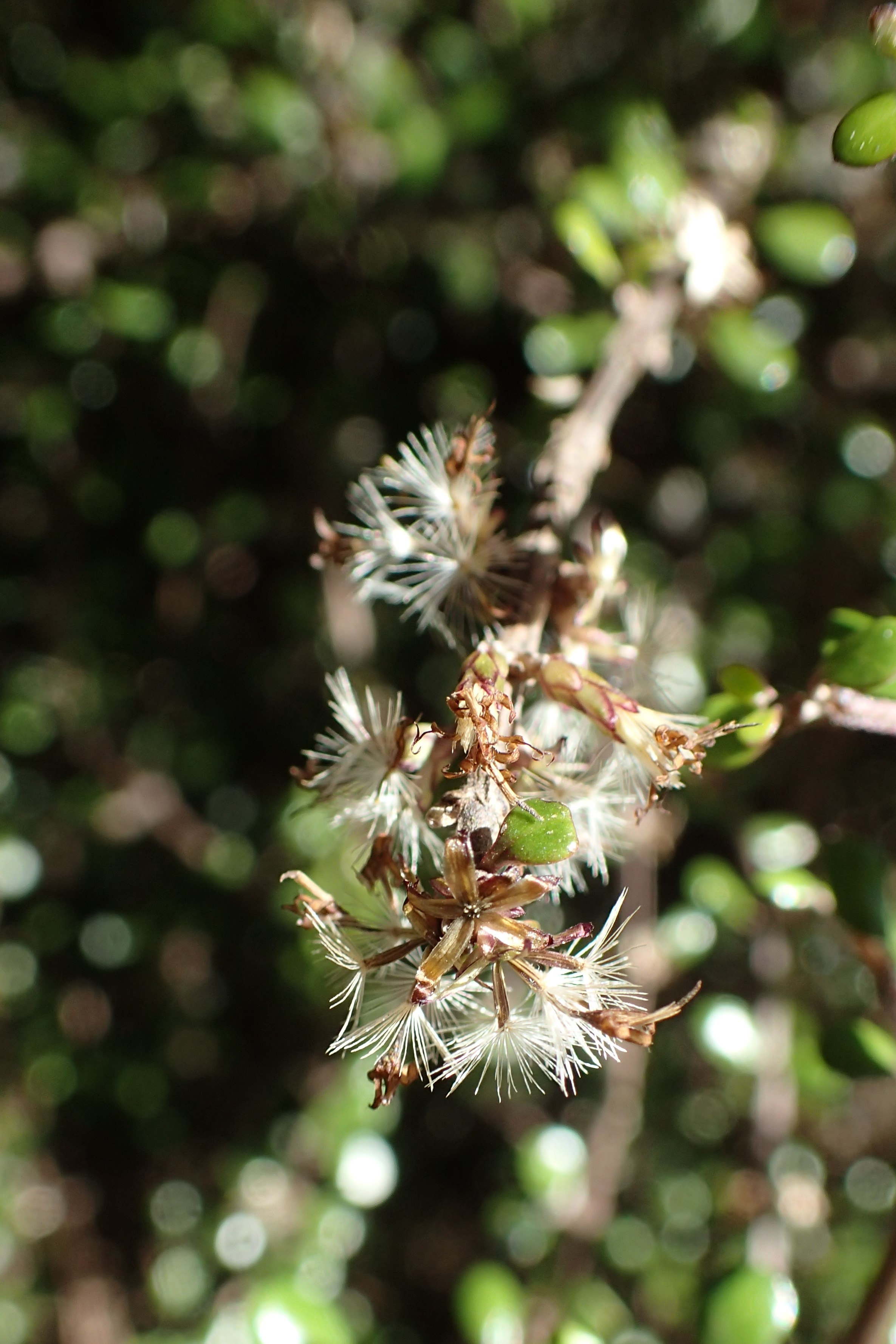
Olearia polita

## Q
- Olearia quercifolia  DC.
- Olearia quinquevulnera  Heenan

## R
- Olearia ramosissima (DC.) Benth.
- Olearia ramulosa (Labill.) Benth.
- Olearia rani (A.Cunn.) Druce
- Olearia revoluta  F.Muell. ex Benth.
- Olearia rosmarinifolia (DC.) Benth.
- Olearia rufa  J.Kost.
- Olearia rugosa (W.Archer bis) Hutch.

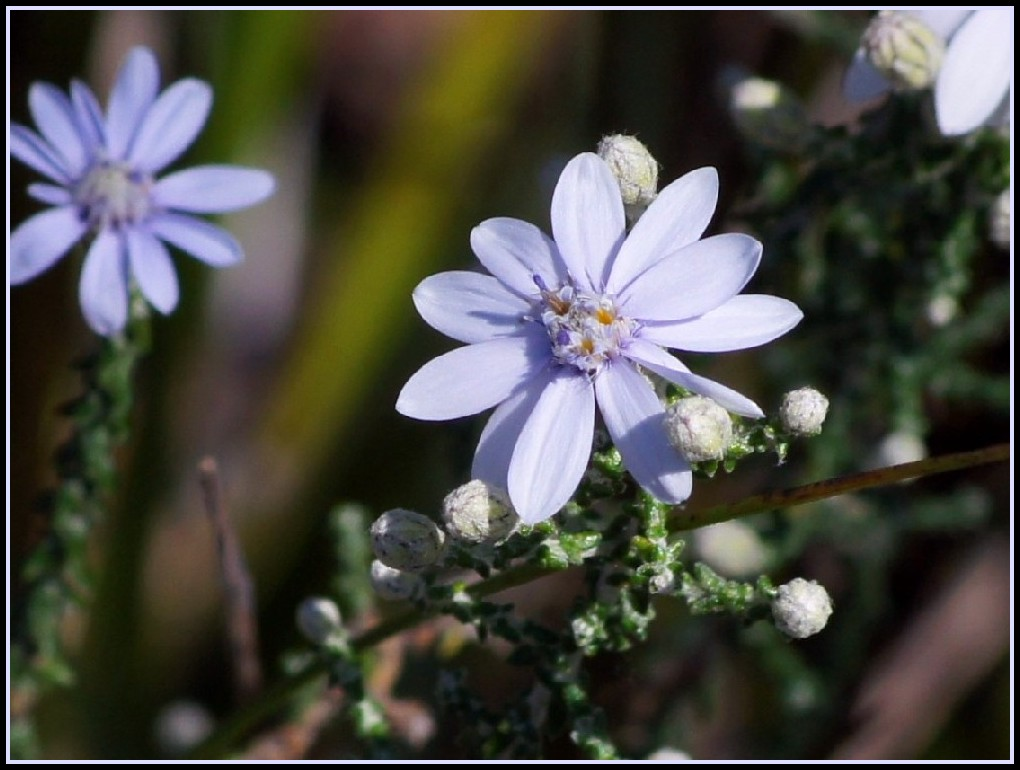
Olearia ramosissima
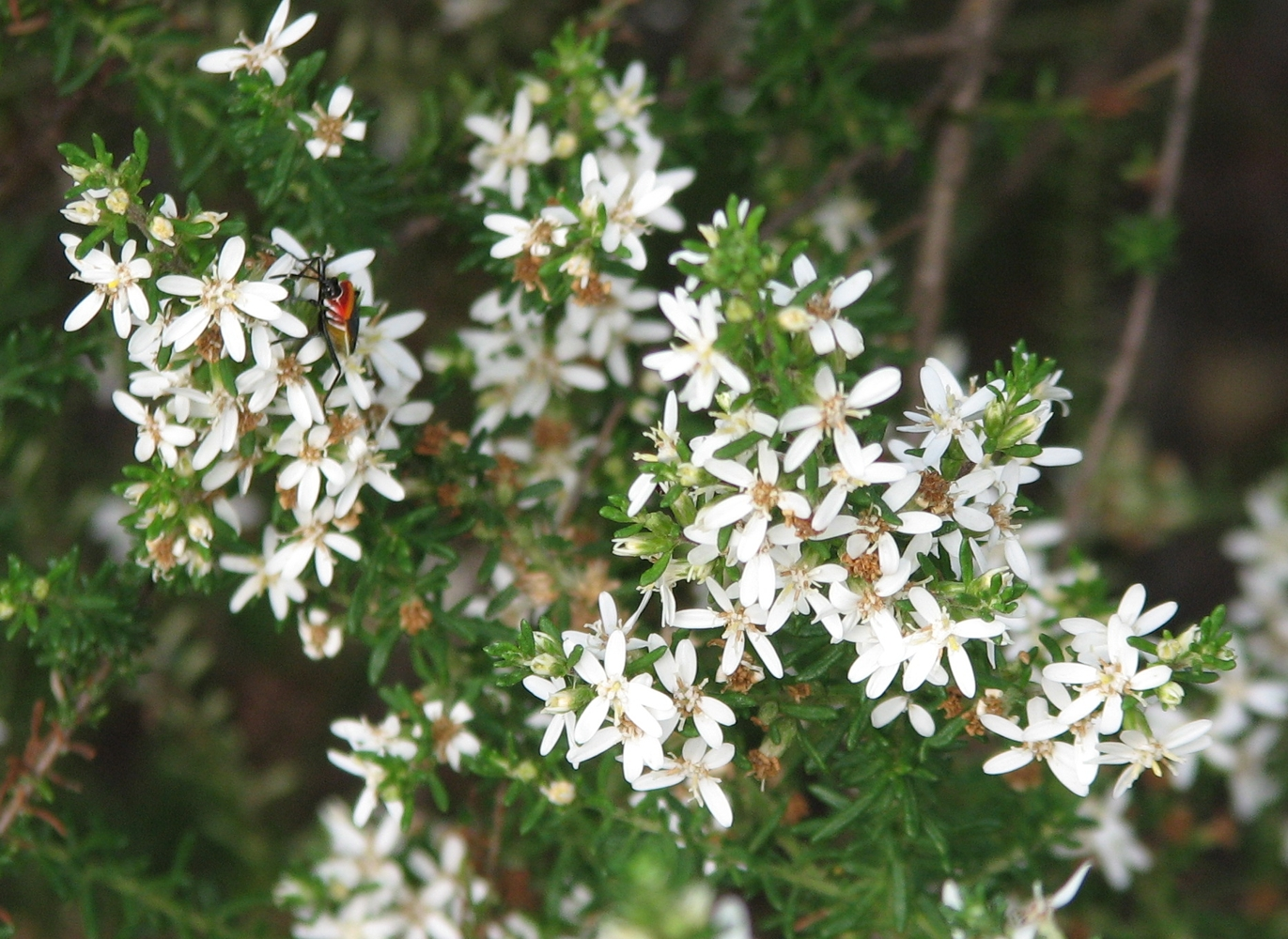
Olearia ramulosa
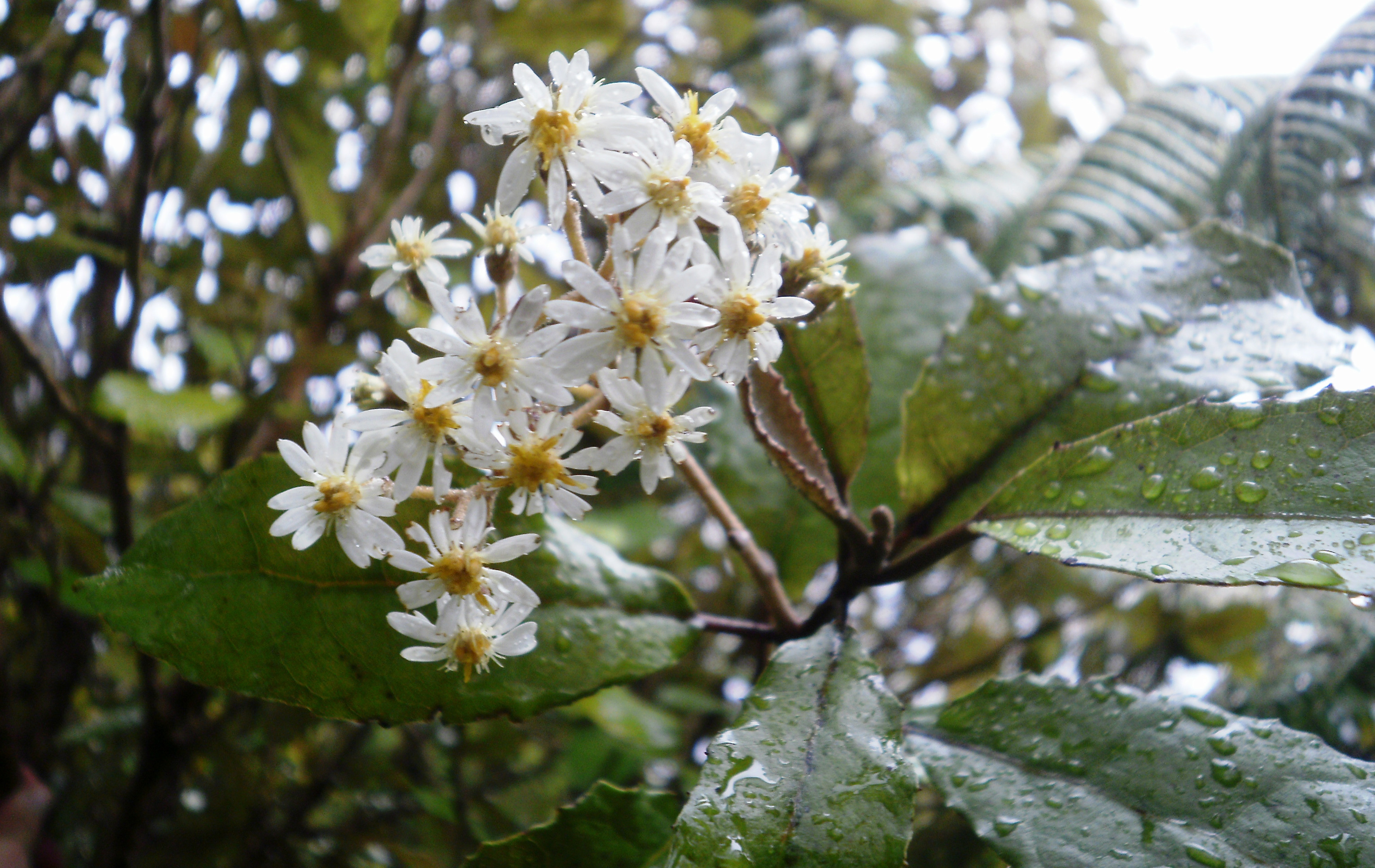
Olearia rani
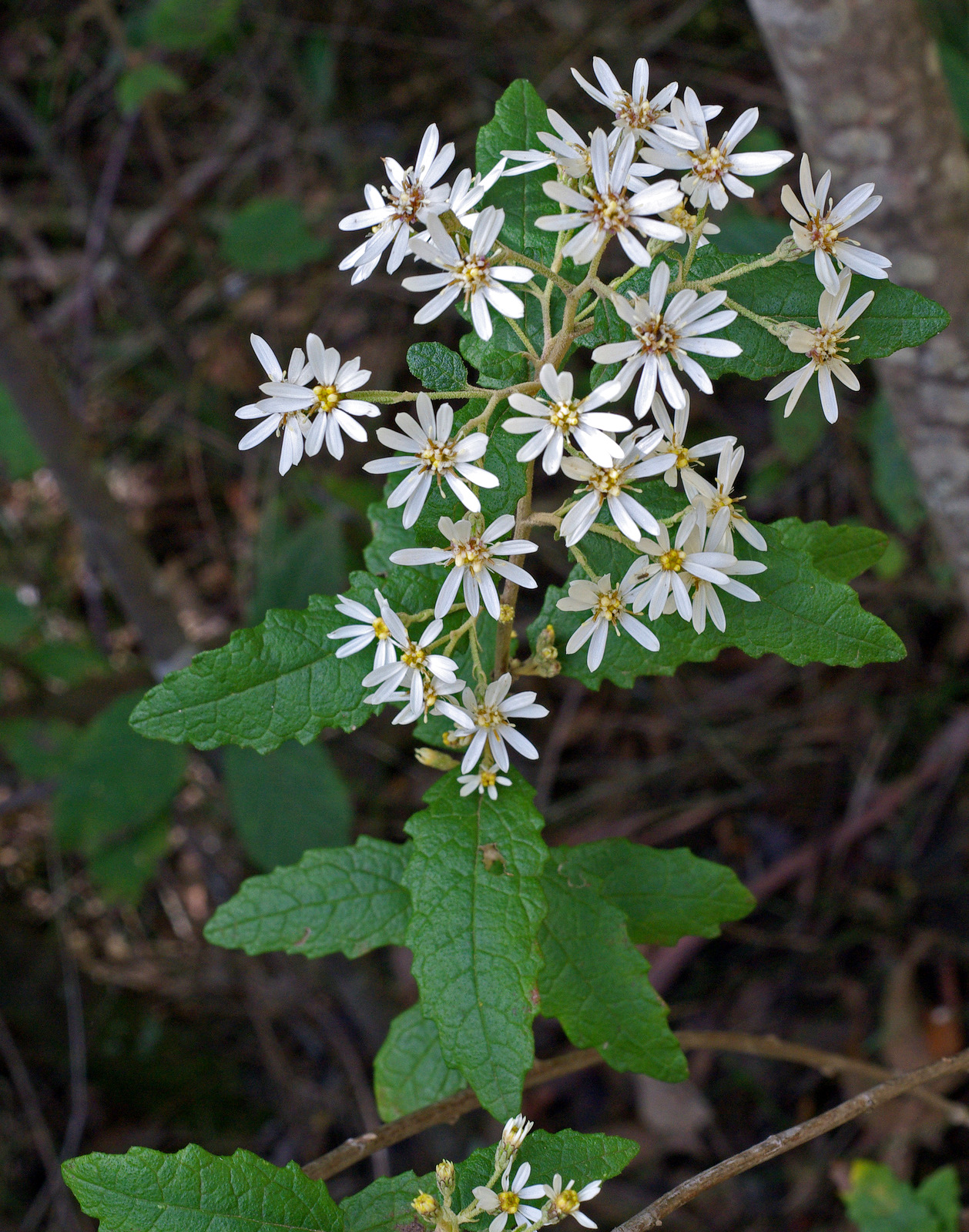
Olearia rugosa

## S
- Olearia sarawaketensis  Mattf.
- Olearia solandri (Hook.f.) Hook.f.
- Olearia speciosa  Hutch.
- Olearia spectabilis  J.Kost.
- Olearia stellulata (Labill.) DC.
- Olearia stenophylla  N.G.Walsh
- Olearia stilwelliae  Blakely
- Olearia stricta  Benth.
- Olearia strigosa (Steetz) Benth.
- Olearia suavis  Cheeseman
- Olearia subspicata (Hook.) Benth.

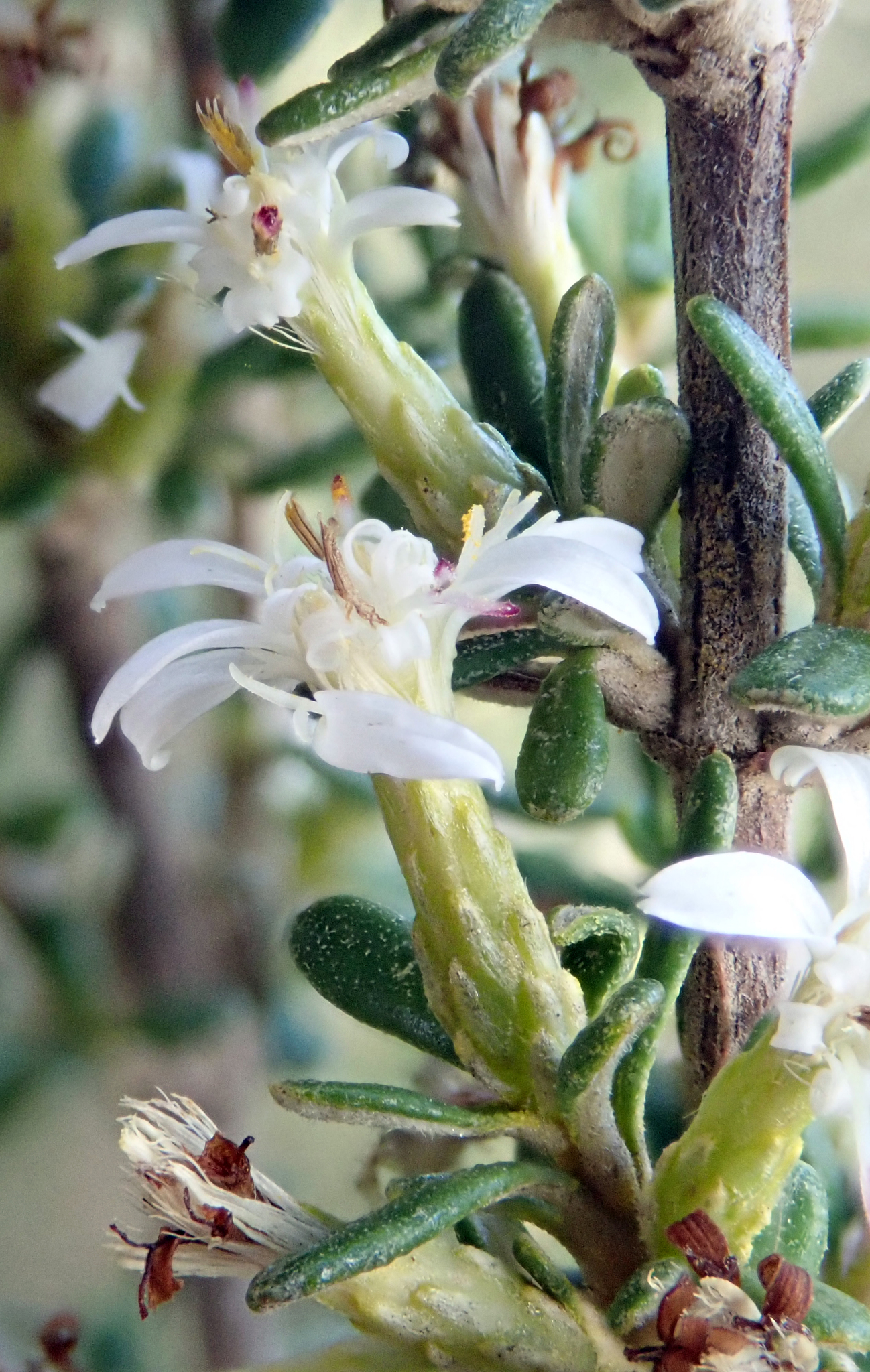
Olearia solandri
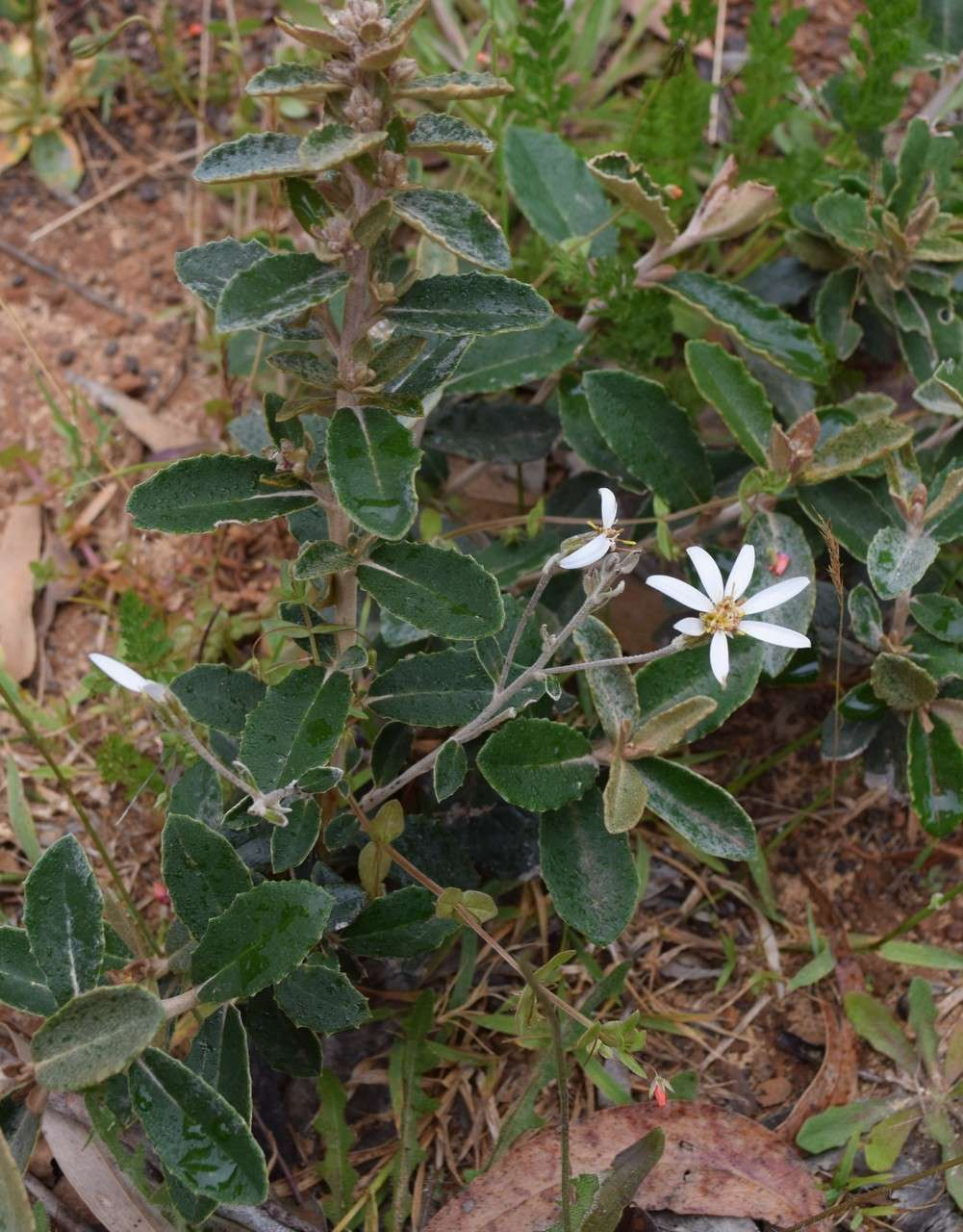
Olearia speciosa
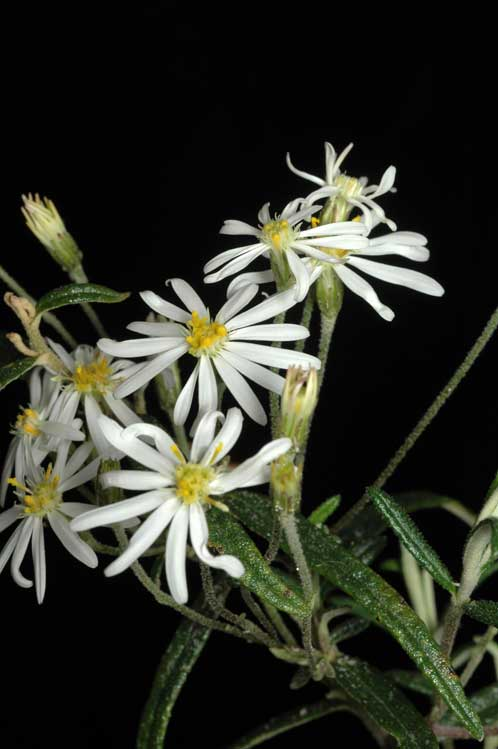
Olearia stenophylla
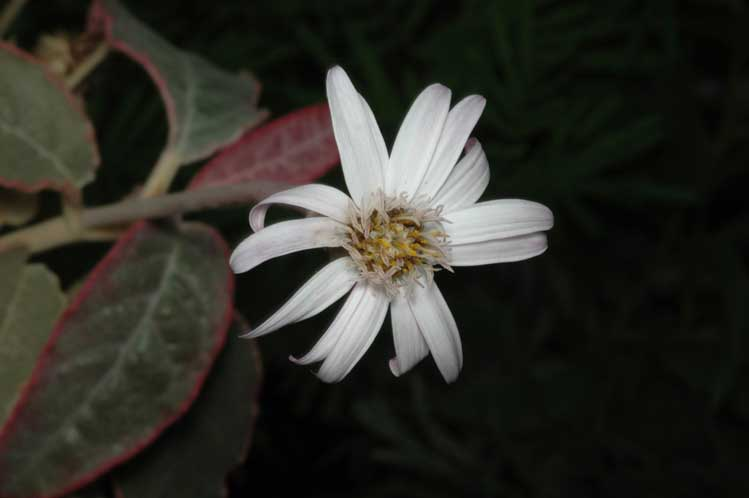
Olearia stilwelliae
Olearia suavis
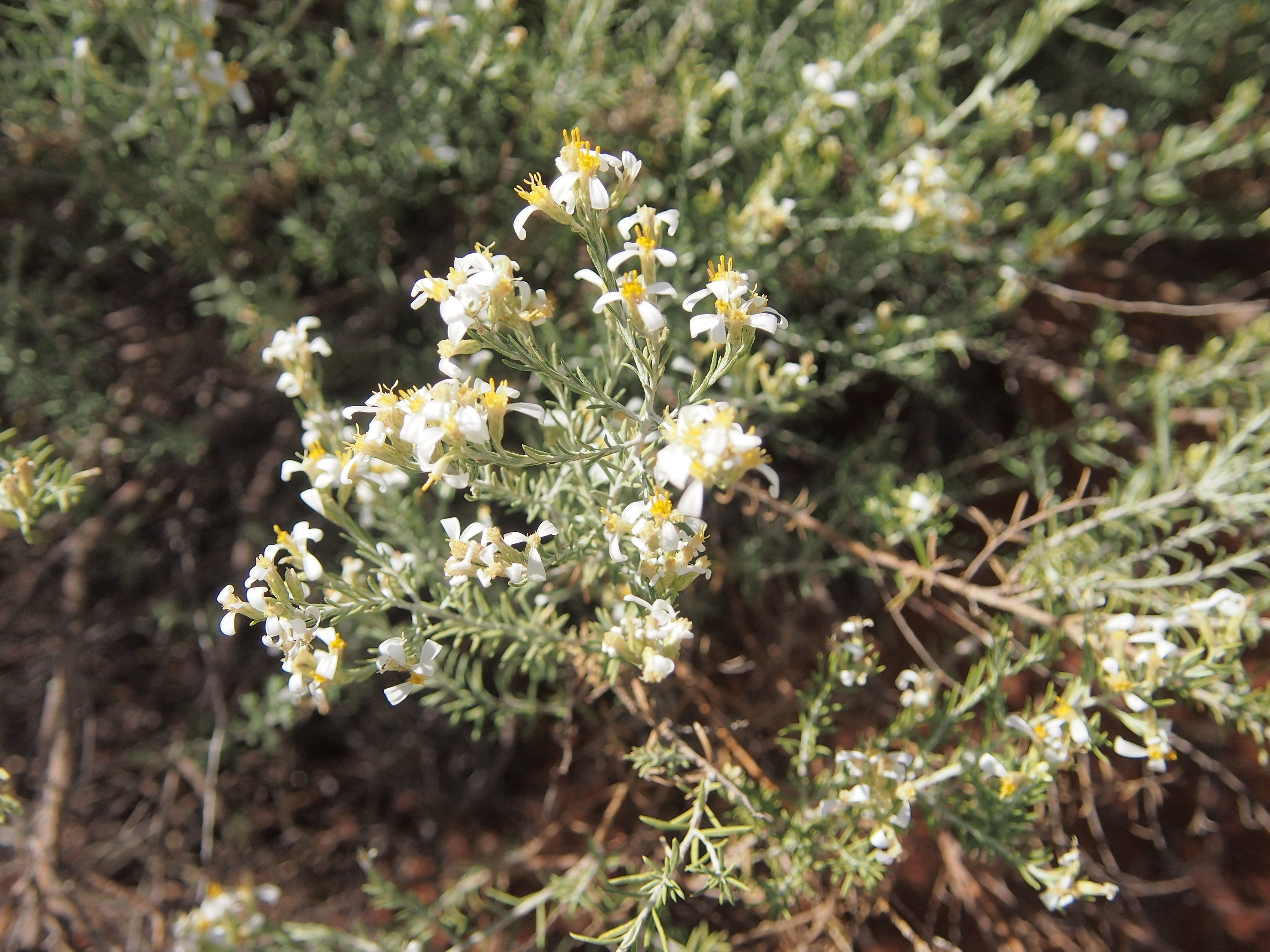
Olearia subspicata

## T
- Olearia tasmanica  W.M.Curtis
- Olearia telmatica  Heenan & de Lange
- Olearia tenuifolia (DC.) Benth.
- Olearia teretifolia (Sond.) F.Muell. ex Benth.
- Olearia thomsonii  Cheeseman
- Olearia tomentosa (J.C.Wendl.) DC.
- Olearia townsonii  Cheeseman
- Olearia traversiorum (F.Muell.) Hook.f.
- Olearia tubuliflora (Sond. & F.Muell.) Benth.

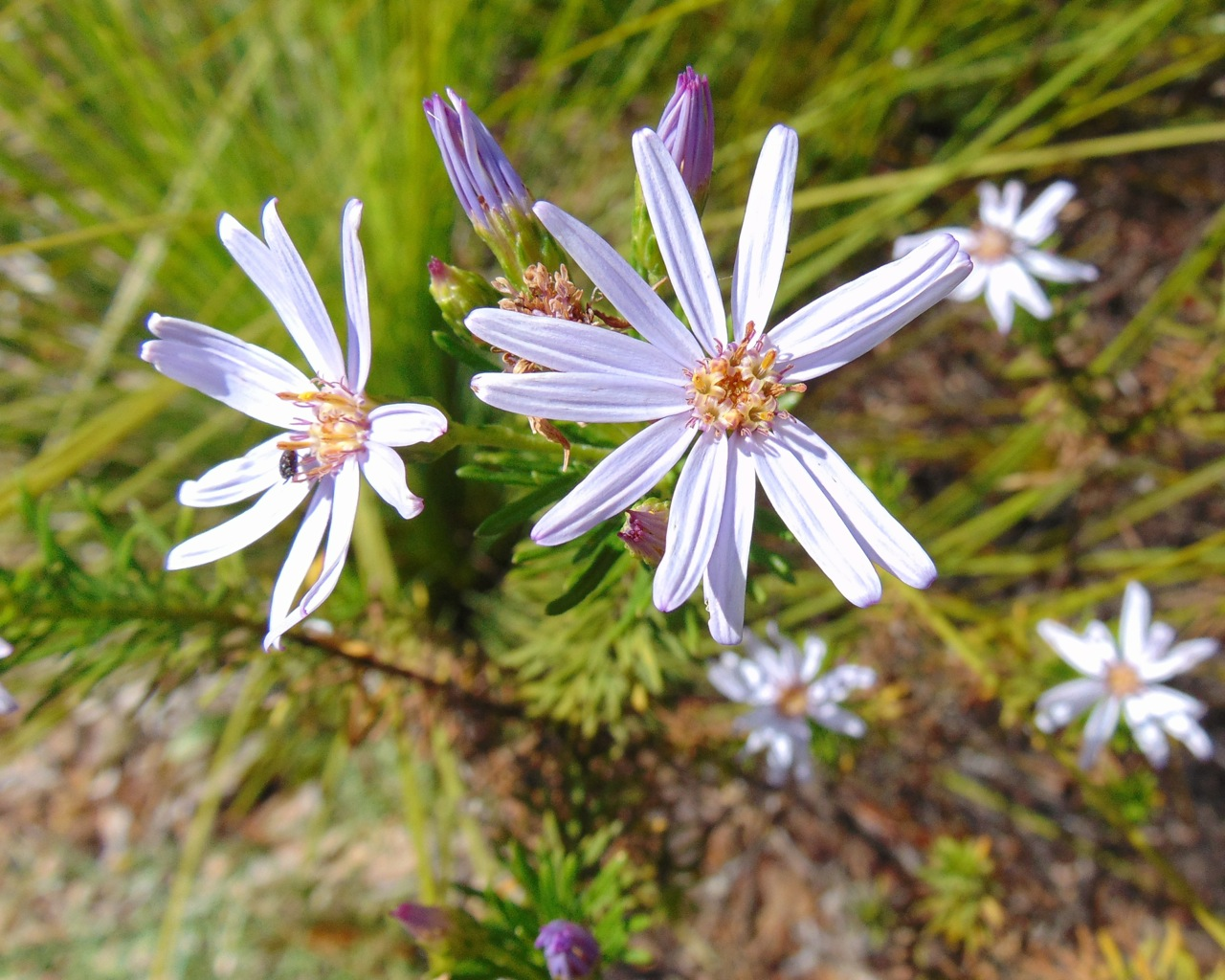
Olearia tenuifolia
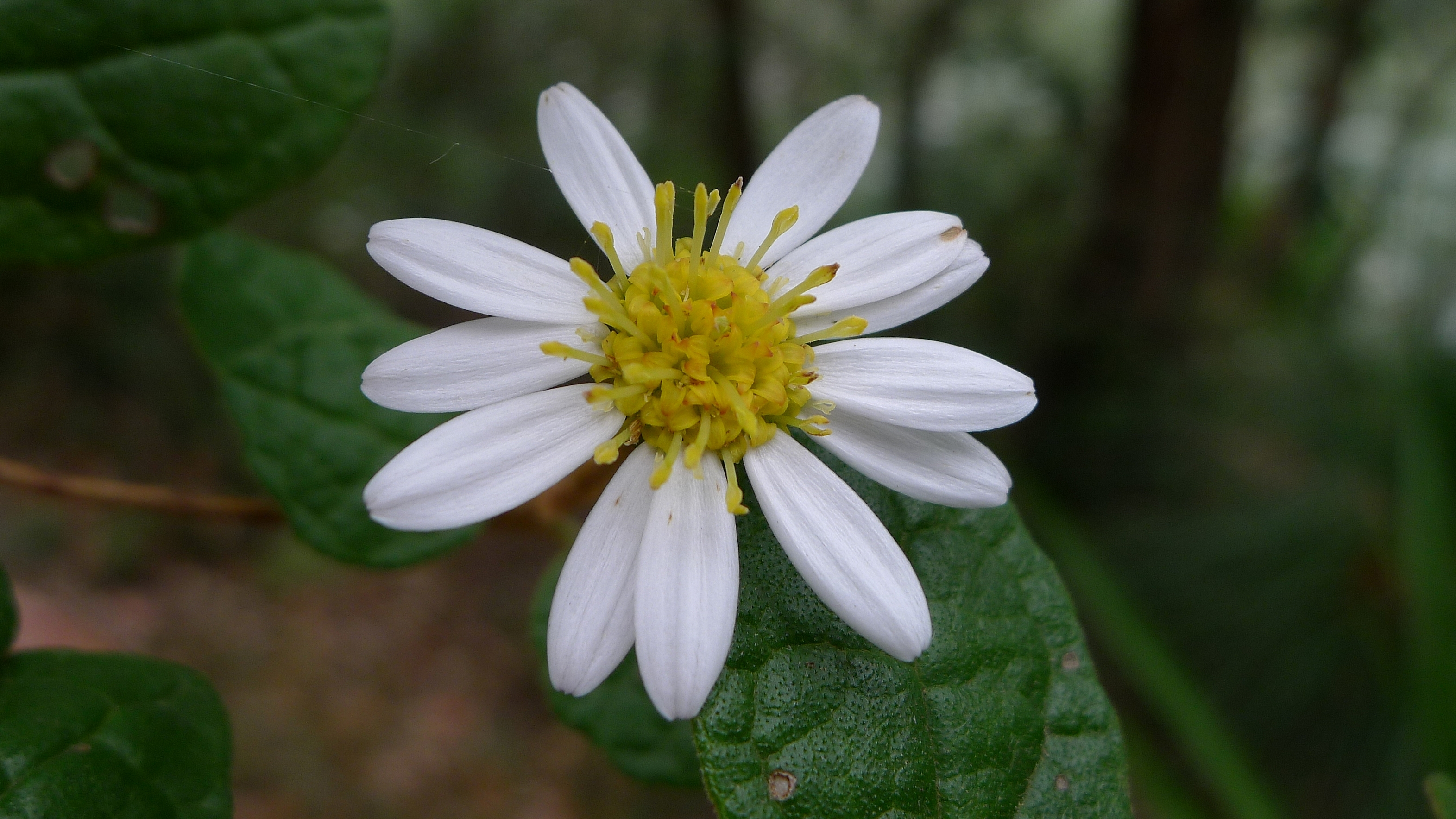
Olearia tomentosa
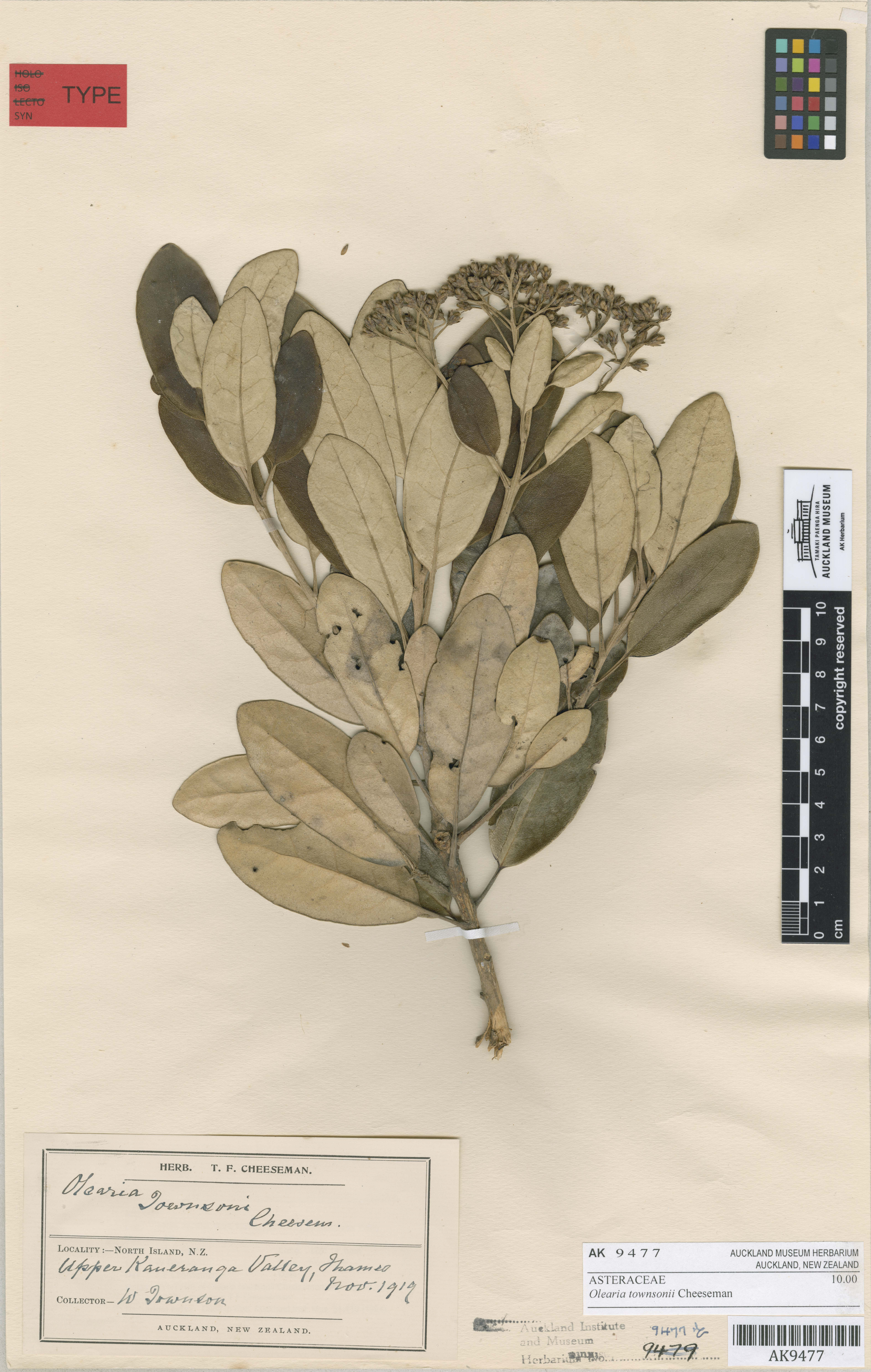
Olearia townsonii
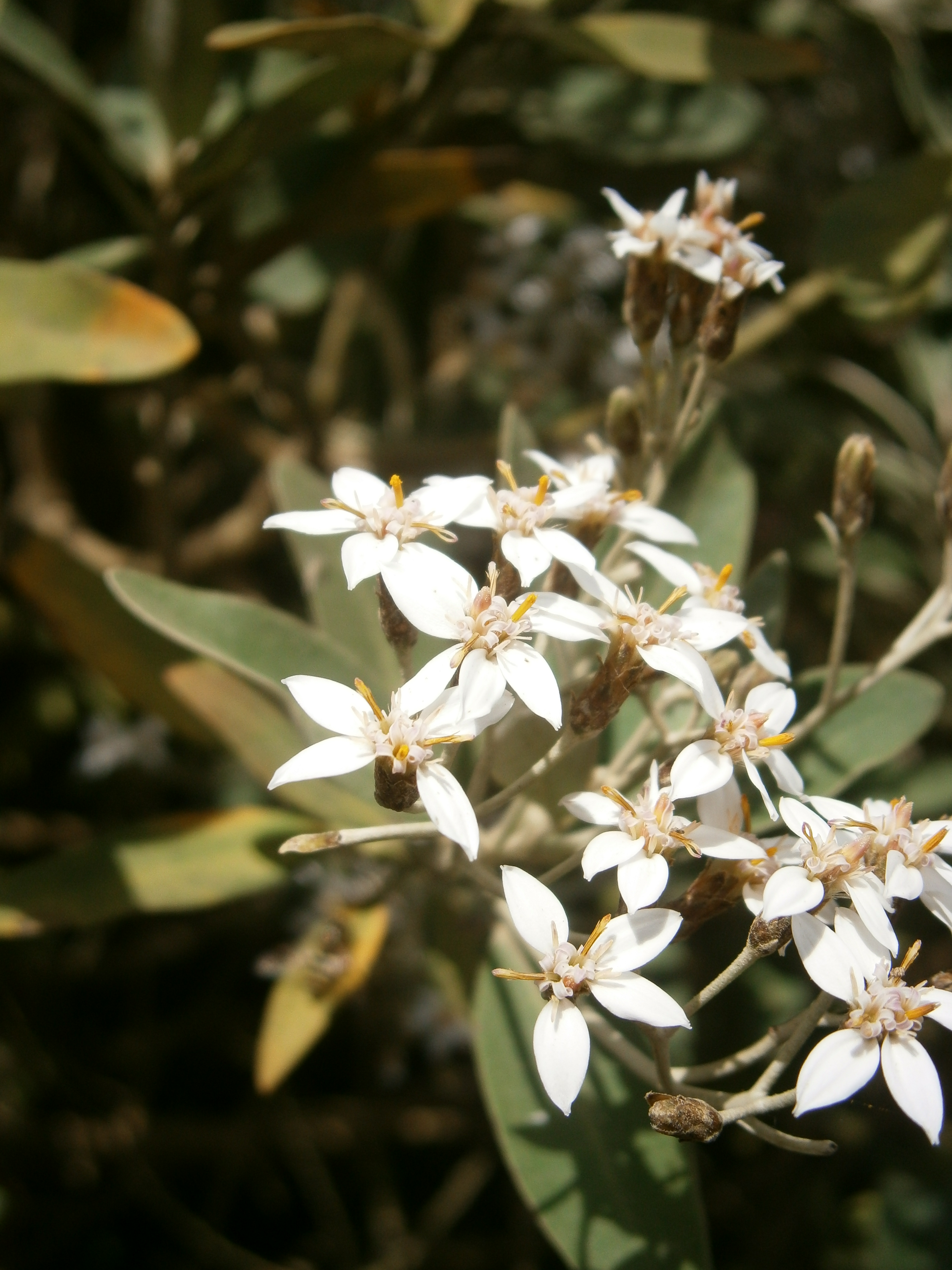
Olearia traversii

## V
- Olearia velutina  J.Kost.
- Olearia vernonioides  C.T.White & W.D.Francis
- Olearia virgata  Hook.f.
- Olearia viscidula (F.Muell.) Benth.
- Olearia viscosa (Labill.) Benth.

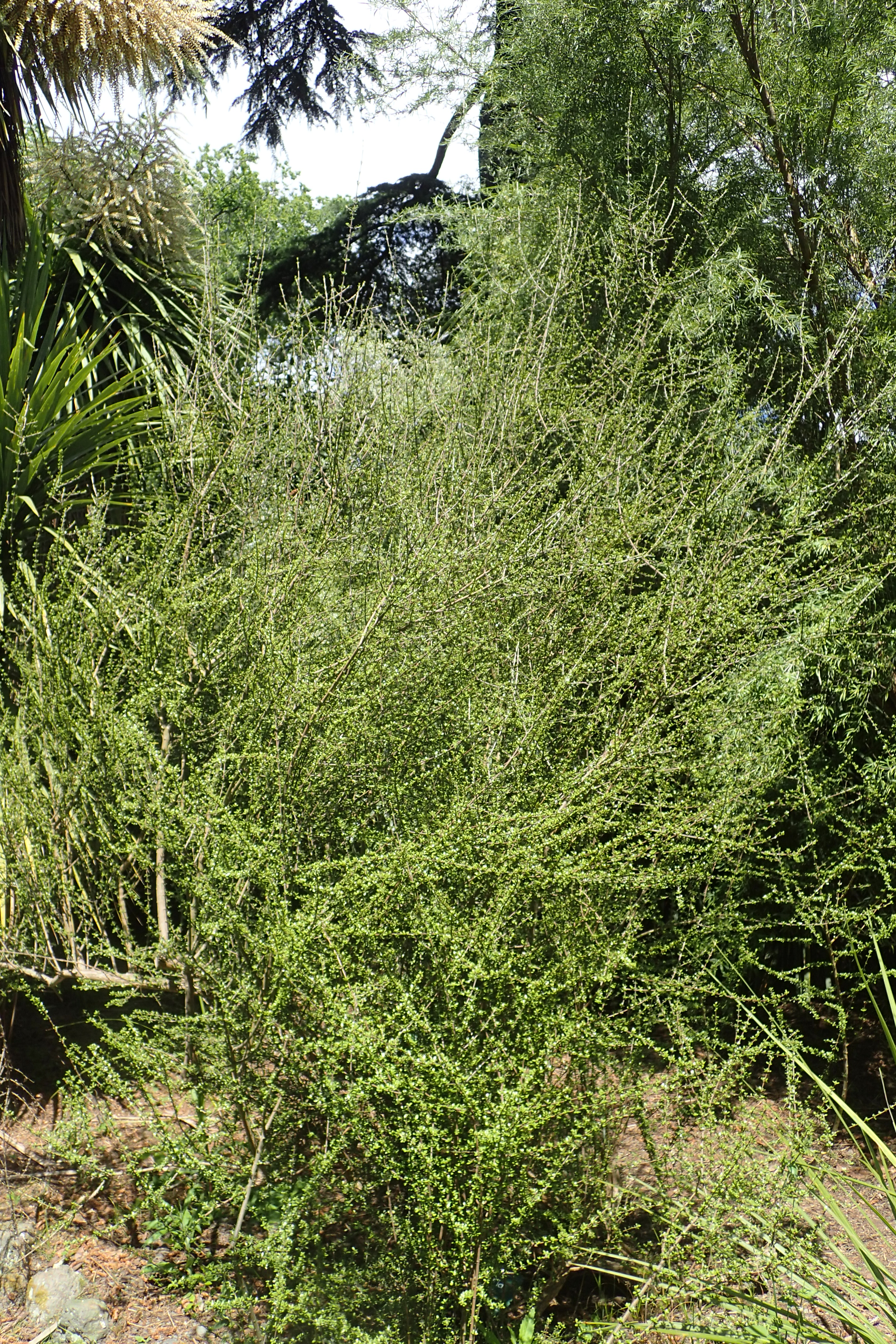
Olearia virgata
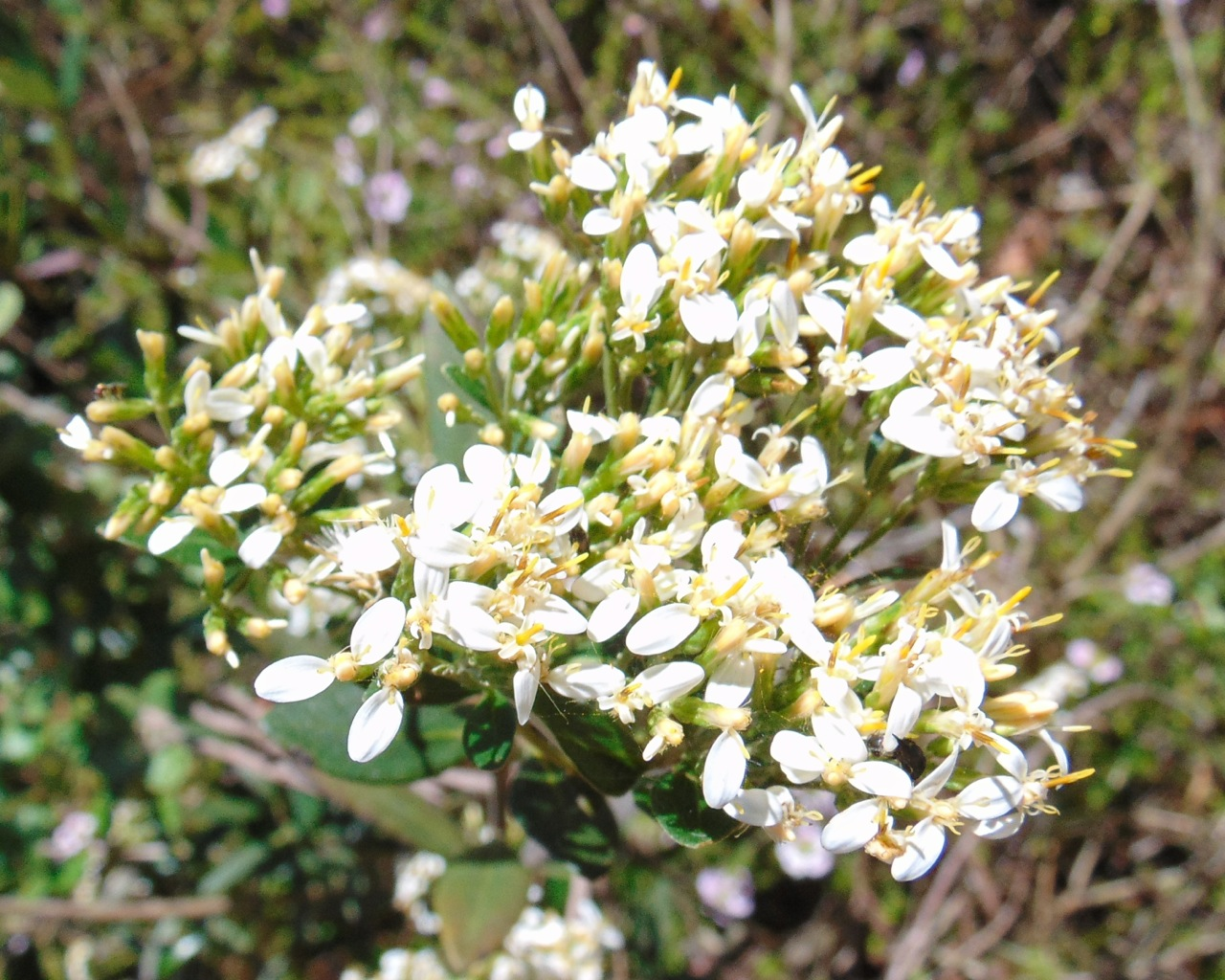
Olearia viscosa